# Potoccy herbu Pilawa
Potoccy herbu Pilawa – jeden z największych i najmożniejszych rodów magnackich w dziejach Rzeczypospolitej. W czasach swojej świetności podejmowali królów, cesarzy, czy arcyksięcia Rudolfa. Nazwisko Potocki nosili prymasi, wielcy wodzowie, politycy, artyści i generałowie, członkowie rodu niekiedy byli posiadaczami największych majątków ziemskich w Polsce. Potoccy budowali własne miasta i piastowali najwyższe urzędy dygnitarskie, bronili też ustroju Polski, oddając swoje życie w licznych wojnach.

## Etymologia nazwiska
Nazwisko Potocki utworzone formantem „-ski” pochodzi od popularnie występującej nazwy miejscowej – „Potok”. W przypadku nazwiska Potockich spod herbu Pilawa, miejscowością tą jest Potok Wielki, znajdujący się nieopodal Jędrzejowa w obecnym województwie świętokrzyskim. Nowsze badania Mariana Wolskiego z monografii „Potoccy herbu Pilawa do początku XVII wieku. Studium genealogiczno-własnościowe” dowodzą, ze ród wywodzi się z Pampic (Pępic) i tamtejszego rodu Pampickich, z powiatu chęcińskiego w dawnym województwie sandomierskim.

## Historia
Pierwsza wzmianka dotycząca Potockich bez podania herbu pochodzi z 1236 roku.
Według hipotezy prof. Mariana Wolskiego, Potoccy herbu Pilawa wywodzili się od Pampickich z Pampic (Pępic) w powiecie chęcińskim.

Kwerenda przyniosła efekty, które wprawdzie nie pozwoliły na uchwycenie średniowiecznych początków rodu. Jednakże charakter wykorzystanych źródeł, jak też zgromadzony materiał, stworzyły dobrą podstawę do przygotowania pracy prezentującej powiązania genealogiczne (...) Potoccy wywodzili się od Pampickich z Pampic (Pępic) z powiatu chęcińskiego.

Według heraldyka Szymona Okolskiego, Potoccy wywodzili się od Pilawitów Moskorzewskich – Jednakże Kasper Niesiecki podważa tę hipotezę słowami:

Okolski tego był zdania, że ta familia przezacna, od Moskorzewskich Pilawitów, swoje początki zabrała; ale się w tym myli; bo jakom pisał pod herbem Pilawa, Aleksander syn Żyrosława, przodka tego herbu, jako sam tenże autor przyznaje, miał ośmiu synów, z tych jeden był Janusz z Moskorzewa (...)

Kasper Niesiecki, Bartosz Paprocki i Szymon Okolski są zgodni, że miejscem pochodzenia Potockich jest Potok Wielki pod Jędrzejowem, zlokalizowany niegdyś w województwie krakowskim (obecnie województwo świętokrzyskie).
Za najstarszego znanego członka rodu uważa się Żyrosława z Potoka, legendarnego wojownika i pierwszego, który posiadał herb Pilawa. Około roku 1200, Żyrosław przekazał swojemu synowi Aleksandrowi, liczne włości. Ten zaś podzielił je na kilku synów, którzy mieli przybrać nazwisko od dziedziczonych dóbr, stając się protoplastami nowych rodzin. Według heraldyka Kaspra Niesieckiego, jego syn mógł być protoplastą Tworowskich z Tworowa, Stanisławskich ze Stanisławic, Borowskich z Borowy i Słostowskich ze Słostowy. Szymon Okolski natomiast twierdzi, że Aleksander miał łącznie ośmiu synów, należeli do nich chociażby: Janusz z Moskorzewa (Moskorzewscy z Moskorzewa, potem Kamienieccy z Kamieńca), Sulisław z Potoka (Potoccy z Potoka). Jednym z synów Aleksandra był niejaki Sulisław z Potoka, który został kasztelanem sandomierskim w roku 1217. Ten natomiast miał syna Aleksandra Potockiego. Aleksander pozostawił po sobie syna noszącego imię Jan, który w roku 1330 pełnił urząd stolnika Elżbiety, żony Karola Węgierskiego. Włostko, syn Jana, był dziedzicem na Potoku i kasztelanem wiślickim, w roku 1366 podpisał się tak na przywileju Jędrzejowa, a w roku 1368 na przywileju miasta Krakowa.
Włostko Potocki spłodził syna, Jakuba Potockiego, kasztelana radomskiego w roku 1398, późniejszego ojca Andrzeja i Bernarda Potockich. Bernard osławił się pobożnością i wspaniałością umysłu, przed śmiercią pozostawił po sobie trzech synów, Bernarda, Macieja i Stanisława, według niektórych historyków mógł pozostawić po sobie nawet ośmiu synów. Bernard Potocki opat jędrzejowski, syn Bernarda – takie imię przypisał mu Szymon Okolski w swoim herbarzu, choć Szymon Starowolski nazywa go Stanisławem. Według Kaspra Niesieckiego oba imiona mogą być poprawne zważywszy na fakt, że imię Stanisław mogło być pochodzić ze chrztu.
Pozostali dwaj synowie Bernarda dali początek dwóm liniom rodowym Potockich, Maciej – „małopolskiej”, a Stanisław – „wielkopolskiej”.

### Linia małopolska

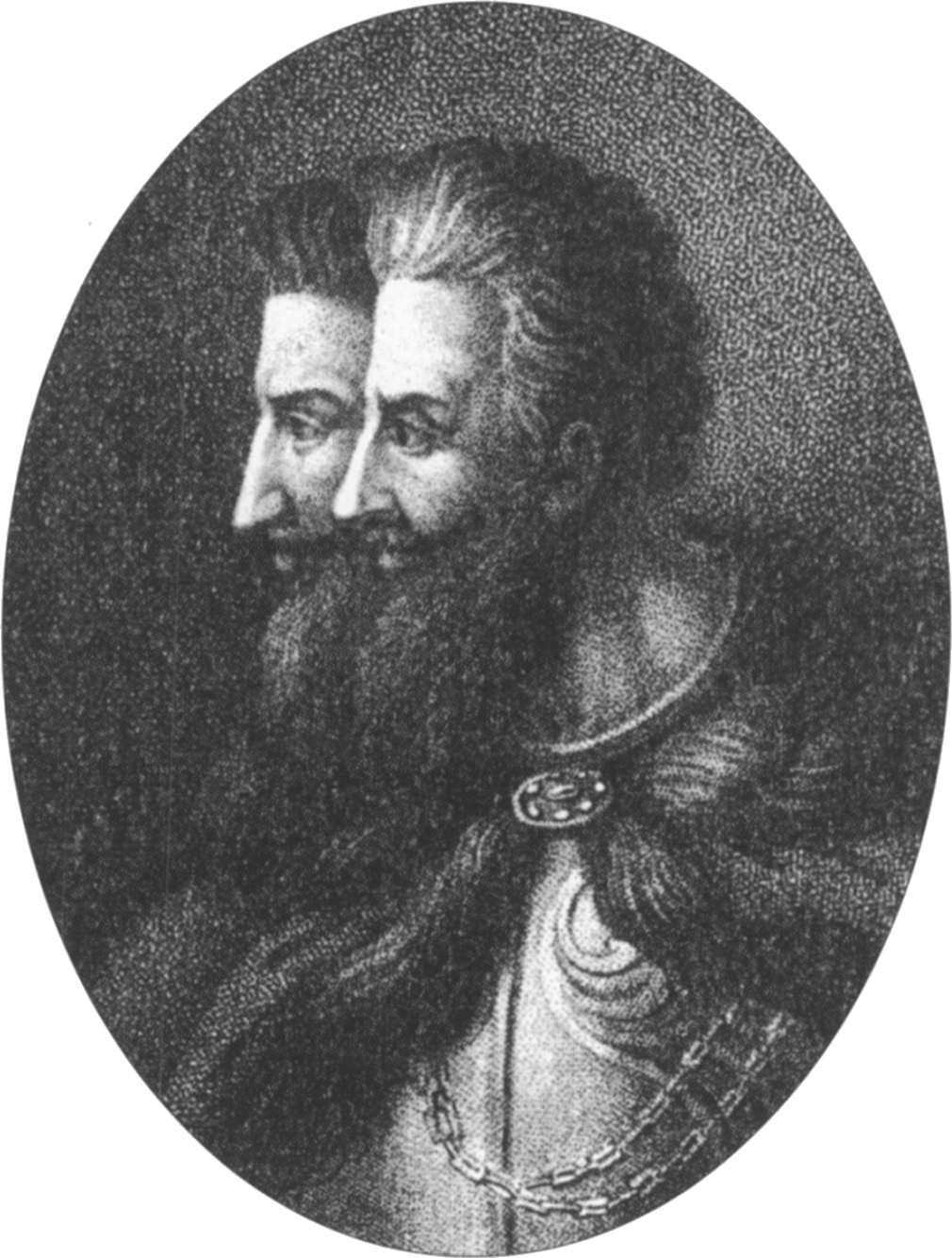
Jan i Jakub Potoccy

Na początku XVI wieku Potoccy stali się zwykłą ubogą rodziną szlachecką, jakich wiele było wówczas w królestwie polskim. Odrodzenie świetności rodu rozpoczęło się dopiero za sprawą syna Macieja, Jakuba Potockiego – jednego ze współwłaścicieli wsi Potok Wielki. Sprzedał on swoją część wsi i przeniósł się w pierwszej połowie XVI wieku do województwa ruskiego, ożeniwszy się z pochodzącą z ziemi halickiej, Katarzyną Jemielnicką. Podczas walk z Tatarami i Mołdawią dosłużył się stopnia rotmistrza i dorobił kilkunastu wsi na Rusi i Podolu, objął też cieszący się dużym poważaniem urząd podkomorzego halickiego. Jakub miał ćwiczyć w fechtunku i jeździe konnej młodego Zygmunta II Augusta, na prośbę Zygmunta I, za co otrzymał wioski Sokołów i Zagajpole. Jakub Potocki zmienił nazwę Zagajpola na Potok, a w 1601 roku, na prośbę kolejnego właściciela, król zezwolił na ponowną zmianę nazwy na Potok Złoty. W taki sposób Potoccy utworzyli nowe rodowe gniazdo na ziemi tarnopolskiej i stąd rozpoczęła się ich ekspansja na tereny obecnej Ukrainy.
Syn Jakuba, Mikołaj Potocki, został starostą chmielnickim, a z czasem stanął na czele starostwa kamienieckiego, które przynosiło mu około 4 tys. złotych rocznego dochodu w ówczesnej walucie. Za te pieniądze Mikołaj masowo skupywał tereny i wioski i w ten sposób założył podstawy potęgi rodu.
O zasadniczym zwrocie w pozycji Potockich można mówić jednak, dopiero gdy przeanalizuje się dzieje synów Mikołaja Potockiego; Jana, Andrzeja, Jakuba i Stefana. Jan wsparł króla Zygmunta III Wazę podczas rokoszu sandomierskiego i pożyczył mu 12 tys. złotych pod zastawę starostwa lityńskiego, wkrótce potem otrzymał województwo bracławskie i został pierwszym wojewodą wśród Potockich. Zmarł bezdzietny, ale jego bracia stali się protoplastami trzech kolejnych gałęzi rodu.

#### Gałąź jezupolska (Pilawa)
Jakub Potocki przemianował miasteczko Czesybiesy w Jezupol i założył tzw. gałąź „jezupolską”. Jego syn Mikołaj dla swej olbrzymiej siły otrzymał przezwisko „Niedźwiedzia łapa”. Był hetmanem i wszedł do historii jako zażarty wojownik przeciwko Bohdanowi Chmielnickiemu. Gałąź ta wymarła prawdopodobnie około 1711 roku .

#### Gałąź prymasowska (Pilawa Złota)
Stefan Potocki osiadł w Buczaczu i dał początek Pilawie Złotej – na jej herbach rodowy krzyż malowano na żółty kolor. Jednym z najbardziej znanych przedstawicieli tej gałęzi był starosta kaniowski, Mikołaj Bazyli Potocki, fundował on wspaniałe obiekty w Buczaczu, Horodence i Poczajowie. Jeden z potomków Stefana, Teodor Potocki, został arcybiskupem gnieźnieńskim – najwyższym dostojnikiem kościelnym w Polsce, prymasem. Teodor kolejno był biskupem chełmińskim, warmińskim, wreszcie jako arcybiskup gnieźnieński, prymas Polski lawirował pomiędzy dworem królewskim a koteriami magnackimi. Przede wszystkim jednak kierował on skonsolidowanym obozem potockim wraz z Józefem, przyszłym hetmanem. Z uwagi pełnione przez Teodora role, potomkowie Pilawy Złotej są też nazywani gałęzią „prymasowską”. W XIX wieku Potockich z Pilawy Złotej było tak wielu, że zubożeli i z czasem zeszli z historycznej areny. Spośród najciekawszych XVIII-wiecznych przedstawicieli gałęzi „prymasowskiej” warto wymienić m.in. Prota Potockiego, magnata przedsiębiorce. Uczestniczył on w różnych interesach: współtworzył Kompanię Handlową Polską do handlu czarnomorskiego i flotę handlową na Dniestrze, zakładał manufaktury w dobrach ukraińskich oraz kantory bankowe w Chersoniu i Warszawie. Gałąź „prymasowska” po latach rozczepiała się na inne gałęzie; „buczacką (starszą)”, „smotrycką”, „guzowską”, „chrząstowską”, „tykocińską”, „buczacką (młodszą)”, „monasterzyską” i „de Montalk”. 
We wrześniu 1777 roku, Dominik Potocki, otrzymał tytuł hrabiowski w Galicji, a w 1821 roku, generał brygady Antoni Potocki, otrzymał przyznanie tytułu hrabiowskiego w Królestwie Polskim.
24 stycznia 1845 roku Marianna Górska, żona Stanisława Floriana Potockiego otrzymała dla siebie i swoich dzieci tytuł hrabiowski w Królestwie Polskim, tytuły obecnie wygasły.

#### Gałąź hetmańska (Pilawa Srebrna)
Andrzej Potocki (zm. 1610) był kasztelanem kamienieckim, kalwinistą i zaciętym obrońcą granic Rzeczypospolitej, zaprezentował się jako zdolny dowódca. Jego syn, Stanisław założył „hetmańską” gałąź rodu, pierwotnie był kalwinistą, ale na początku XVII wieku przeszedł na katolicyzm. Brał udział we wszystkich wojnach, które toczyła Rzeczpospolita, za co nagradzany był przez króla i pieniędzmi, i ziemią, i tytułami. Był starostą halickim, kołomyjskim, wojewodą bracławskim i kijowskim. Stworzył olbrzymie dobra ze stolicą w Podhajcach w województwie tarnopolskim. Będąc w poważnym wieku i zmęczony wojnami, Potocki zdecydował się na dymisję i spoczynek. Został także hetmanem wielkim koronnym i wodzem wojsk koronnych. Z czasem gałąź „hetmańska” rozczepiła się na inne gałęzie; „wilanowską”, „tulczyńską”, „łańcucką” i „krzeszowicką”.
Alfred Potocki, założyciel ordynacji łańcuckiej w Galicji, otrzymał tytuł hrabiowski w Austrii w roku 1866. Franciszek Potocki wywodzący się z tej samej gałęzi, otrzymał od cara Mikołaja I Romanowa tytuł hrabiego w Rosji w 1824 roku (uroczyste nadanie tytułu miało miejsce w 1838 roku), jednakże zmarł nie pozostawiając po sobie męskiego potomka.

### Linia wielkopolska
Pierwotnie używali oni herbu Szeliga, jednakże z czasem przeszli na herb Pilawa. Otrzymali też tytuł hrabiowski od papieża Leona XIII. Prawdopodobnie używali własnej odmiany herbu Pilawa, zwanej też Pilawą Żelazną.

## Gałęzie rodowe
Schemat drzewa, przedstawiający linie oraz gałęzie rodu Potockich.
|  |  |  |  |                  |                  |                  |                  |                  |                  |  |  |                  |                  |                    |                    |                    |                    |                    |                    |                 |                 | Linia główna     |                  |                     |                     |                     |                     |                     |                     |                 |                 |                          |                          |                          |                          |                          |                          |                |                |                          |                          |                          |                          |                          |                          |                    |                    |                    |                    |                    |                    |  |  |  |  |  |  |  |  |  |  |  |  |  |  |
|  |  |  |  |                  |                  |                  |                  |                  |                  |  |  |                  |                  |                    |                    |                    |                    |                    |                    |                 |                 |                  |                  |                     |                     |                     |                     |                     |                     |                 |                 |                          |                          |                          |                          |                          |                          |                |                |                          |                          |                          |                          |                          |                          |                    |                    |                    |                    |                    |                    |  |  |  |  |  |  |  |  |  |  |  |  |  |  |
|  |  |  |  |                  |                  |                  |                  |                  |                  |  |  |                  |                  |                    |                    |                    |                    |                    |                    |                 |                 |                  |                  |                     |                     |                     |                     |                     |                     |                 |                 |                          |                          |                          |                          |                          |                          |                |                |                          |                          |                          |                          |                          |                          |                    |                    |                    |                    |                    |                    |  |  |  |  |  |  |  |  |  |  |  |  |  |  |
|  |  |  |  |                  |                  |                  |                  |                  |                  |  |  |                  |                  | Linia wielkopolska | Linia wielkopolska | Linia wielkopolska | Linia wielkopolska | Linia wielkopolska | Linia wielkopolska |                 |                 | Linia małopolska | Linia małopolska | Linia małopolska    | Linia małopolska    | Linia małopolska    | Linia małopolska    |                     |                     | Gałąź święcicka | Gałąź święcicka | Gałąź święcicka          | Gałąź święcicka          | Gałąź święcicka          | Gałąź święcicka          |                          |                          |                |                |                          |                          |                          |                          |                          |                          |                    |                    |                    |                    |                    |                    |  |  |  |  |  |  |  |  |  |  |  |  |  |  |
|  |  |  |  |                  |                  |                  |                  |                  |                  |  |  |                  |                  | Linia wielkopolska | Linia wielkopolska | Linia wielkopolska | Linia wielkopolska | Linia wielkopolska | Linia wielkopolska |                 |                 | Linia małopolska | Linia małopolska | Linia małopolska    | Linia małopolska    | Linia małopolska    | Linia małopolska    |                     |                     | Gałąź święcicka | Gałąź święcicka | Gałąź święcicka          | Gałąź święcicka          | Gałąź święcicka          | Gałąź święcicka          |                          |                          |                |                |                          |                          |                          |                          |                          |                          |                    |                    |                    |                    |                    |                    |  |  |  |  |  |  |  |  |  |  |  |  |  |  |
|  |  |  |  |                  |                  |                  |                  |                  |                  |  |  |                  |                  |                    |                    |                    |                    |                    |                    |                 |                 |                  |                  |                     |                     |                     |                     |                     |                     |                 |                 |                          |                          |                          |                          |                          |                          |                |                |                          |                          |                          |                          |                          |                          |                    |                    |                    |                    |                    |                    |  |  |  |  |  |  |  |  |  |  |  |  |  |  |
|  |  |  |  |                  |                  |                  |                  |                  |                  |  |  |                  |                  |                    |                    | Gałąź hetmańska    | Gałąź hetmańska    | Gałąź hetmańska    | Gałąź hetmańska    | Gałąź hetmańska | Gałąź hetmańska |                  |                  | Gałąź jezupolska    | Gałąź jezupolska    | Gałąź jezupolska    | Gałąź jezupolska    | Gałąź jezupolska    | Gałąź jezupolska    |                 |                 | Gałąź prymasowska        | Gałąź prymasowska        | Gałąź prymasowska        | Gałąź prymasowska        | Gałąź prymasowska        | Gałąź prymasowska        |                |                |                          |                          |                          |                          |                          |                          |                    |                    |                    |                    |                    |                    |  |  |  |  |  |  |  |  |  |  |  |  |  |  |
|  |  |  |  |                  |                  |                  |                  |                  |                  |  |  |                  |                  |                    |                    | Gałąź hetmańska    | Gałąź hetmańska    | Gałąź hetmańska    | Gałąź hetmańska    | Gałąź hetmańska | Gałąź hetmańska |                  |                  | Gałąź jezupolska    | Gałąź jezupolska    | Gałąź jezupolska    | Gałąź jezupolska    | Gałąź jezupolska    | Gałąź jezupolska    |                 |                 | Gałąź prymasowska        | Gałąź prymasowska        | Gałąź prymasowska        | Gałąź prymasowska        | Gałąź prymasowska        | Gałąź prymasowska        |                |                |                          |                          |                          |                          |                          |                          |                    |                    |                    |                    |                    |                    |  |  |  |  |  |  |  |  |  |  |  |  |  |  |
|  |  |  |  |                  |                  |                  |                  |                  |                  |  |  |                  |                  |                    |                    |                    |                    |                    |                    |                 |                 |                  |                  |                     |                     |                     |                     |                     |                     |                 |                 |                          |                          |                          |                          |                          |                          |                |                |                          |                          |                          |                          |                          |                          |                    |                    |                    |                    |                    |                    |  |  |  |  |  |  |  |  |  |  |  |  |  |  |
|  |  |  |  |                  |                  |                  |                  |                  |                  |  |  | Gałąź gwoździcka | Gałąź gwoździcka | Gałąź gwoździcka   | Gałąź gwoździcka   | Gałąź gwoździcka   | Gałąź gwoździcka   |                    |                    |                 |                 |                  |                  |                     |                     |                     |                     |                     |                     |                 |                 |                          |                          |                          |                          |                          |                          |                |                | Gałąź buczacka (starsza) | Gałąź buczacka (starsza) | Gałąź buczacka (starsza) | Gałąź buczacka (starsza) | Gałąź buczacka (starsza) | Gałąź buczacka (starsza) |                    |                    |                    |                    |                    |                    |  |  |  |  |  |  |  |  |  |  |  |  |  |  |
|  |  |  |  |                  |                  |                  |                  |                  |                  |  |  | Gałąź gwoździcka | Gałąź gwoździcka | Gałąź gwoździcka   | Gałąź gwoździcka   | Gałąź gwoździcka   | Gałąź gwoździcka   |                    |                    |                 |                 |                  |                  |                     |                     |                     |                     |                     |                     |                 |                 |                          |                          |                          |                          |                          |                          |                |                | Gałąź buczacka (starsza) | Gałąź buczacka (starsza) | Gałąź buczacka (starsza) | Gałąź buczacka (starsza) | Gałąź buczacka (starsza) | Gałąź buczacka (starsza) |                    |                    |                    |                    |                    |                    |  |  |  |  |  |  |  |  |  |  |  |  |  |  |
|  |  |  |  |                  |                  |                  |                  |                  |                  |  |  |                  |                  |                    |                    |                    |                    |                    |                    |                 |                 |                  |                  |                     |                     |                     |                     |                     |                     |                 |                 |                          |                          |                          |                          |                          |                          |                |                |                          |                          |                          |                          |                          |                          |                    |                    |                    |                    |                    |                    |  |  |  |  |  |  |  |  |  |  |  |  |  |  |
|  |  |  |  |                  |                  |                  |                  |                  |                  |  |  |                  |                  |                    |                    |                    |                    |                    |                    |                 |                 |                  |                  |                     |                     | Gałąź smotrycka     | Gałąź smotrycka     | Gałąź smotrycka     | Gałąź smotrycka     | Gałąź smotrycka | Gałąź smotrycka |                          |                          |                          |                          | Gałąź guzowska           | Gałąź guzowska           | Gałąź guzowska | Gałąź guzowska | Gałąź guzowska           | Gałąź guzowska           |                          |                          |                          |                          | Gałąź chrząstowska | Gałąź chrząstowska | Gałąź chrząstowska | Gałąź chrząstowska | Gałąź chrząstowska | Gałąź chrząstowska |  |  |  |  |  |  |  |  |  |  |  |  |  |  |
|  |  |  |  |                  |                  |                  |                  |                  |                  |  |  |                  |                  |                    |                    |                    |                    |                    |                    |                 |                 |                  |                  |                     |                     | Gałąź smotrycka     | Gałąź smotrycka     | Gałąź smotrycka     | Gałąź smotrycka     | Gałąź smotrycka | Gałąź smotrycka |                          |                          |                          |                          | Gałąź guzowska           | Gałąź guzowska           | Gałąź guzowska | Gałąź guzowska | Gałąź guzowska           | Gałąź guzowska           |                          |                          |                          |                          | Gałąź chrząstowska | Gałąź chrząstowska | Gałąź chrząstowska | Gałąź chrząstowska | Gałąź chrząstowska | Gałąź chrząstowska |  |  |  |  |  |  |  |  |  |  |  |  |  |  |
|  |  |  |  | Gałąź tulczyńska | Gałąź tulczyńska | Gałąź tulczyńska | Gałąź tulczyńska | Gałąź tulczyńska | Gałąź tulczyńska |  |  | Gałąź podhajecka | Gałąź podhajecka | Gałąź podhajecka   | Gałąź podhajecka   | Gałąź podhajecka   | Gałąź podhajecka   |                    |                    |                 |                 |                  |                  |                     |                     |                     |                     |                     |                     |                 |                 |                          |                          |                          |                          |                          |                          |                |                |                          |                          |                          |                          |                          |                          |                    |                    |                    |                    |                    |                    |  |  |  |  |  |  |  |  |  |  |  |  |  |  |
|  |  |  |  | Gałąź tulczyńska | Gałąź tulczyńska | Gałąź tulczyńska | Gałąź tulczyńska | Gałąź tulczyńska | Gałąź tulczyńska |  |  | Gałąź podhajecka | Gałąź podhajecka | Gałąź podhajecka   | Gałąź podhajecka   | Gałąź podhajecka   | Gałąź podhajecka   |                    |                    |                 |                 |                  |                  |                     |                     |                     |                     |                     |                     |                 |                 |                          |                          |                          |                          |                          |                          |                |                |                          |                          |                          |                          |                          |                          |                    |                    |                    |                    |                    |                    |  |  |  |  |  |  |  |  |  |  |  |  |  |  |
|  |  |  |  |                  |                  |                  |                  |                  |                  |  |  |                  |                  |                    |                    |                    |                    |                    |                    |                 |                 |                  |                  |                     |                     |                     |                     |                     |                     |                 |                 |                          |                          |                          |                          |                          |                          |                |                |                          |                          |                          |                          |                          |                          |                    |                    |                    |                    |                    |                    |  |  |  |  |  |  |  |  |  |  |  |  |  |  |
|  |  |  |  |                  |                  |                  |                  |                  |                  |  |  |                  |                  |                    |                    | Gałąź łańcucka     | Gałąź łańcucka     | Gałąź łańcucka     | Gałąź łańcucka     | Gałąź łańcucka  | Gałąź łańcucka  |                  |                  | Gałąź krzeszowicka  | Gałąź krzeszowicka  | Gałąź krzeszowicka  | Gałąź krzeszowicka  | Gałąź krzeszowicka  | Gałąź krzeszowicka  |                 |                 |                          |                          |                          |                          |                          |                          |                |                |                          |                          |                          |                          |                          |                          |                    |                    |                    |                    |                    |                    |  |  |  |  |  |  |  |  |  |  |  |  |  |  |
|  |  |  |  |                  |                  |                  |                  |                  |                  |  |  |                  |                  |                    |                    | Gałąź łańcucka     | Gałąź łańcucka     | Gałąź łańcucka     | Gałąź łańcucka     | Gałąź łańcucka  | Gałąź łańcucka  |                  |                  | Gałąź krzeszowicka  | Gałąź krzeszowicka  | Gałąź krzeszowicka  | Gałąź krzeszowicka  | Gałąź krzeszowicka  | Gałąź krzeszowicka  |                 |                 |                          |                          |                          |                          |                          |                          |                |                |                          |                          |                          |                          |                          |                          |                    |                    |                    |                    |                    |                    |  |  |  |  |  |  |  |  |  |  |  |  |  |  |
|  |  |  |  |                  |                  |                  |                  |                  |                  |  |  |                  |                  |                    |                    |                    |                    |                    |                    |                 |                 |                  |                  |                     |                     |                     |                     |                     |                     |                 |                 |                          |                          |                          |                          |                          |                          |                |                |                          |                          |                          |                          |                          |                          |                    |                    |                    |                    |                    |                    |  |  |  |  |  |  |  |  |  |  |  |  |  |  |
|  |  |  |  |                  |                  |                  |                  |                  |                  |  |  |                  |                  |                    |                    |                    |                    |                    |                    |                 |                 |                  |                  | Gałąź monasterzyska | Gałąź monasterzyska | Gałąź monasterzyska | Gałąź monasterzyska | Gałąź monasterzyska | Gałąź monasterzyska |                 |                 | Gałąź buczacka (młodsza) | Gałąź buczacka (młodsza) | Gałąź buczacka (młodsza) | Gałąź buczacka (młodsza) | Gałąź buczacka (młodsza) | Gałąź buczacka (młodsza) |                |                | Gałąź tykocińska         | Gałąź tykocińska         | Gałąź tykocińska         | Gałąź tykocińska         | Gałąź tykocińska         | Gałąź tykocińska         |                    |                    |                    |                    |                    |                    |  |  |  |  |  |  |  |  |  |  |  |  |  |  |
|  |  |  |  |                  |                  |                  |                  |                  |                  |  |  |                  |                  |                    |                    |                    |                    |                    |                    |                 |                 |                  |                  | Gałąź monasterzyska | Gałąź monasterzyska | Gałąź monasterzyska | Gałąź monasterzyska | Gałąź monasterzyska | Gałąź monasterzyska |                 |                 | Gałąź buczacka (młodsza) | Gałąź buczacka (młodsza) | Gałąź buczacka (młodsza) | Gałąź buczacka (młodsza) | Gałąź buczacka (młodsza) | Gałąź buczacka (młodsza) |                |                | Gałąź tykocińska         | Gałąź tykocińska         | Gałąź tykocińska         | Gałąź tykocińska         | Gałąź tykocińska         | Gałąź tykocińska         |                    |                    |                    |                    |                    |                    |  |  |  |  |  |  |  |  |  |  |  |  |  |  |
|  |  |  |  |                  |                  |                  |                  |                  |                  |  |  |                  |                  |                    |                    |                    |                    |                    |                    |                 |                 |                  |                  |                     |                     |                     |                     |                     |                     |                 |                 |                          |                          |                          |                          |                          |                          |                |                | Gałąź de Montalk         |                          |                          |                          |                          |                          |                    |                    |                    |                    |                    |                    |  |  |  |  |  |  |  |  |  |  |  |  |  |  |

## Herb i motto

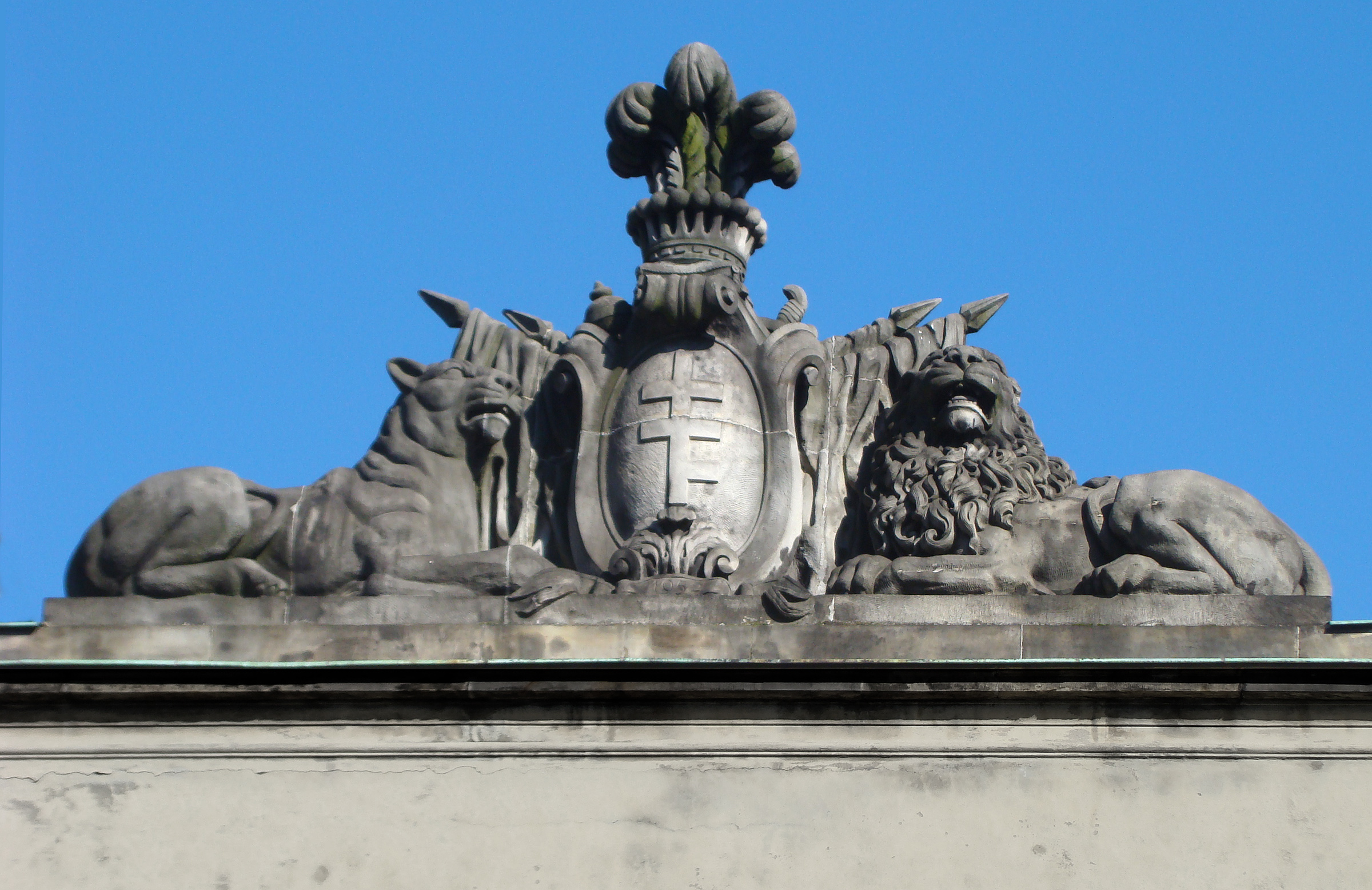
Herb Pilawa na Pałacu Tyszkiewiczów w Warszawie

Według legend, rycerz Żyrosław z Potoka (protoplasta min. Potockich), w 1166 r. miał brać udział w wyprawie księcia Bolesława Kędzierzawego przeciwko Prusom. W decydującej bitwie Prusy przypuścili trzy ataki na skrzydło, którym dowodził Żyrosław. Odważny rycerz obronił się przed ich dwoma atakami, a podczas trzeciego przebił się przez środek wojska nieprzyjacielskiego, następnie zwalił z konia i zabił ich wodza w pojedynku pod Piławą. Kazimierz Sprawiedliwy, następca Bolesława, jak tylko na tronie polskim osiadł, obdarował Żyrosława herbem Pilawa nawiązującym nazwą do wydarzenia bitwy: dwie całe poprzeczki – symbolizujące dwa odparte ataki, i jedną złamaną – wspomnienie triumfalnego zakończenia bitwy.

Najwcześniejsze źródło heraldyczne wymieniające herb to datowane na lata 1464–1480 „Insignia seu clenodia Regis et Regni Poloniae” autorstwa polskiego historyka, Jana Długosza, który uznaje go za rdzennie polski. Zapisuje on informacje o herbie wśród 71 najstarszych polskich herbów szlacheckich we fragmencie: „Pylawa: crucem geminatam cum semisse ceruleam in campo celestino defert. Genus Polonicum ad impietatem pronum”. Pilawa Potockich stała się również herbem niektórych miejscowości w Polsce, mających historyczne powiązanie z Potockimi. 
Motto rodu brzmi „Scutum Opponebat Scutis” co z łaciny na polski oznacza „Tarcza przeciw tarczy”.

## Jurydyka Potockich

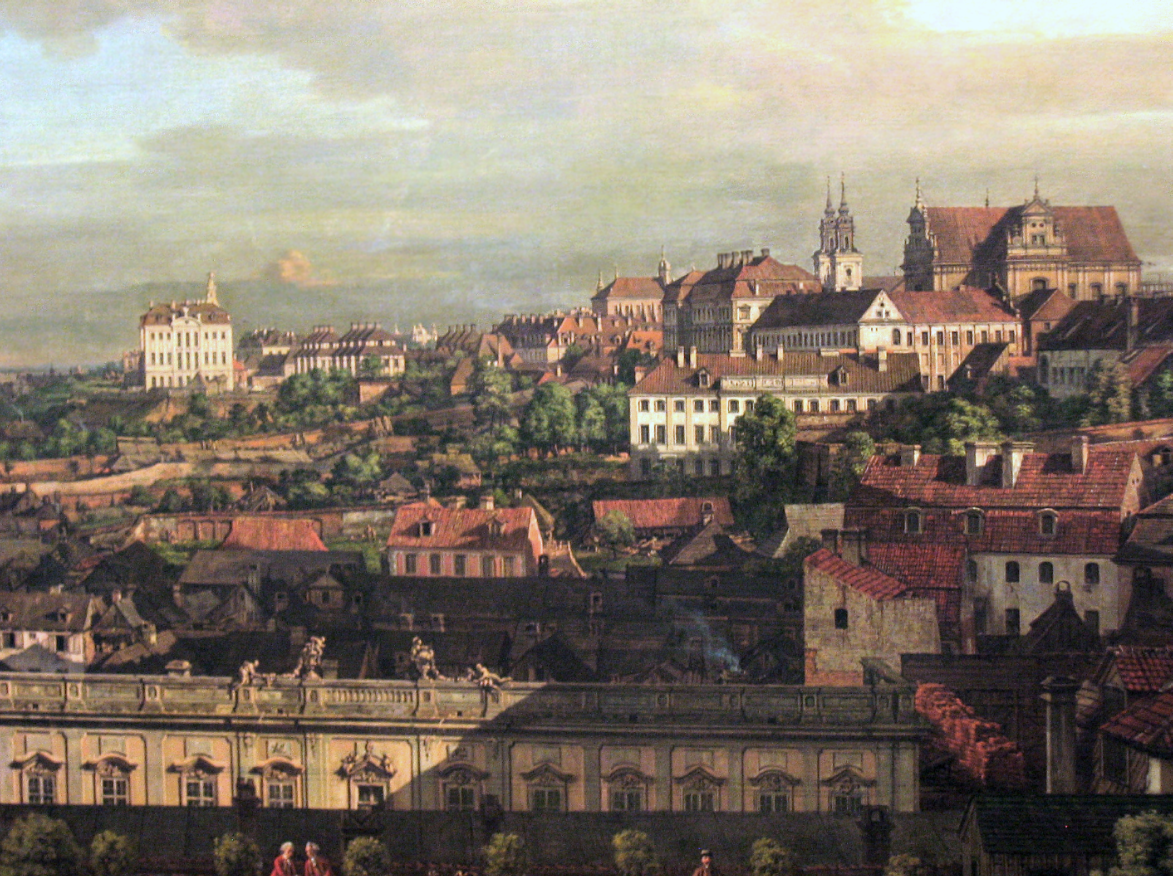
Zabudowa Mariensztatu

5 listopada 1762 roku, Eustachy Potocki wraz z żoną, Marią Kątską, założyli za zgodą króla Augusta III Sasa, osadę, zlokalizowaną nieopodal miasta królewskiego. Została nazwana Marienstadt (pol. miasto Marii) – od imienia właścicielki. Herbami Mariensztatu były Pilawa Potockich i Brochwicz Kątskich.
Jurydyka powstała pod skarpą wiślaną, na tyłach ogrodów klasztorów bernardynów i bernardynek, na dawnych terenach pozalewowych powstałych dzięki przesunięciu się na wschód koryta Wisły, osuszaniu nadbrzeża i naniesieniu iłów rzecznych. Miała kształt zbliżony do kwadratu z rynkiem pośrodku. W 1770 r. na terenie jurydyki znajdowało się 105 dworków i 9 kamienic. Potoccy sprzedali Mariensztat, Janowi i Helenie Szanowskim.

Obecnie na terenie dawnej jurydyki znajduje się osiedle Mariensztat. 

## Kontrowersje
- Wątpliwym członkiem rodu Potockich oraz prawdopodobną postacią fikcyjną jest Walentyn Potocki, który miał zmienić wyznanie z katolicyzmu na judaizm i zginąć spalonym żywcem na stosie[39][40][41].

- Stanisław Szczęsny Potocki był generałem artylerii koronnej i współprzywódcą konfederacji targowickiej. Po III rozbiorze Polski zadeklarował, że Rzeczpospolita nie istnieje a sam staje się Rosjaninem[12][42][43][44].

- Wiele kontrowersji wzbudza polski polityk, Jan Zbigniew Potocki, deklarujący się jako członek rodu Potockich, używając przy tym ich tytułu hrabiowskiego. Hrabiowskie pochodzenie Jana Zbigniewa Potockiego podważa znany polski genealog, Maria Minakowska, a także jeden z obecnie żyjących przedstawicieli Potockich, Marek Potocki – będący głową gałęzi „łańcuckiej”[45].

## Posiadłości
Potoccy na przestrzeni lat byli w posiadaniu ogromnej ilości ziem oraz zlokalizowanych na nich pałaców, zamków, dworów czy parków. Większość z nich znajduje się na terenach nienależących już do Polski.

### Wybudowane przez Potockich (w Polsce)

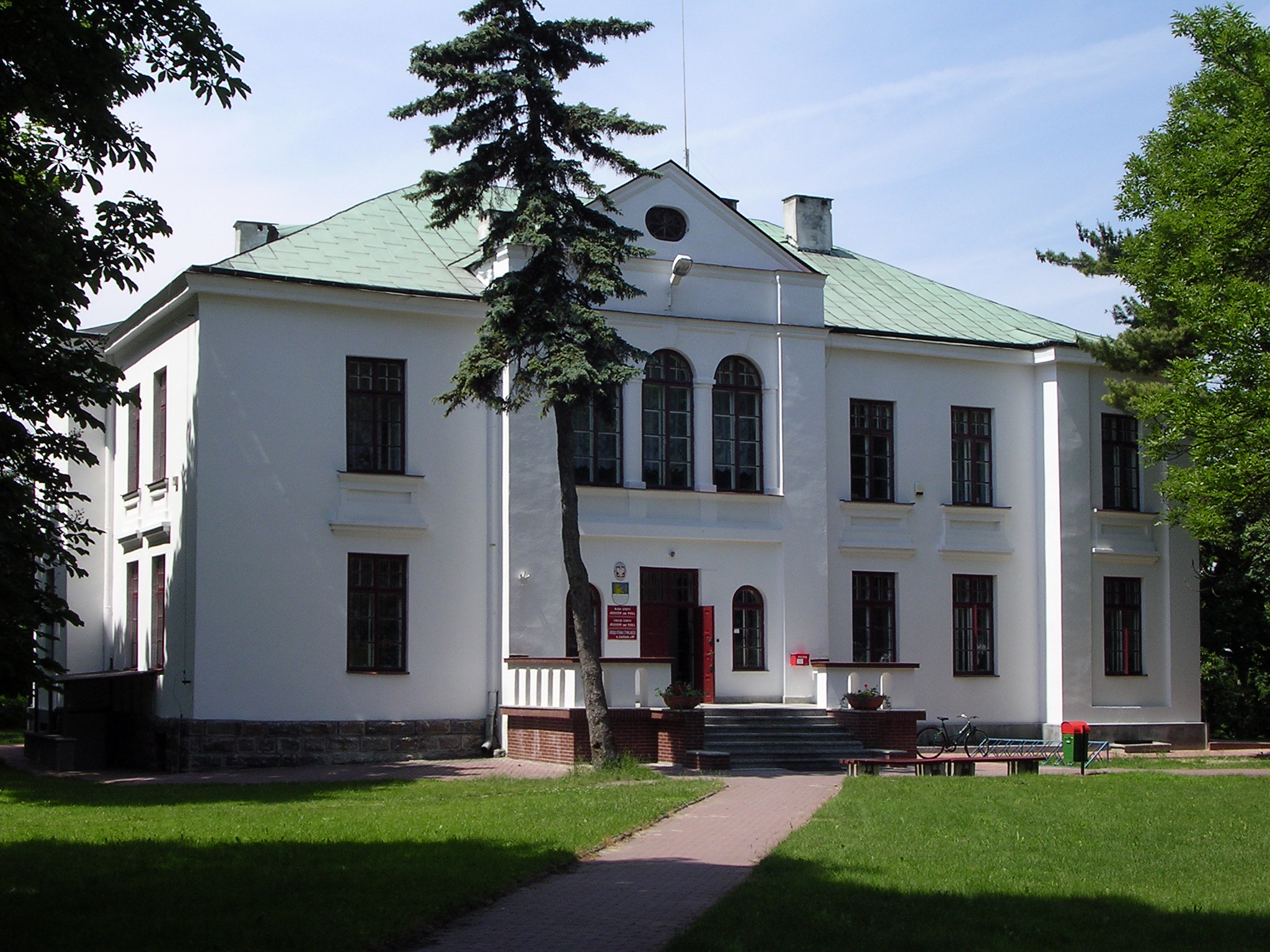
Pałac w Józefowie nad Wisłą
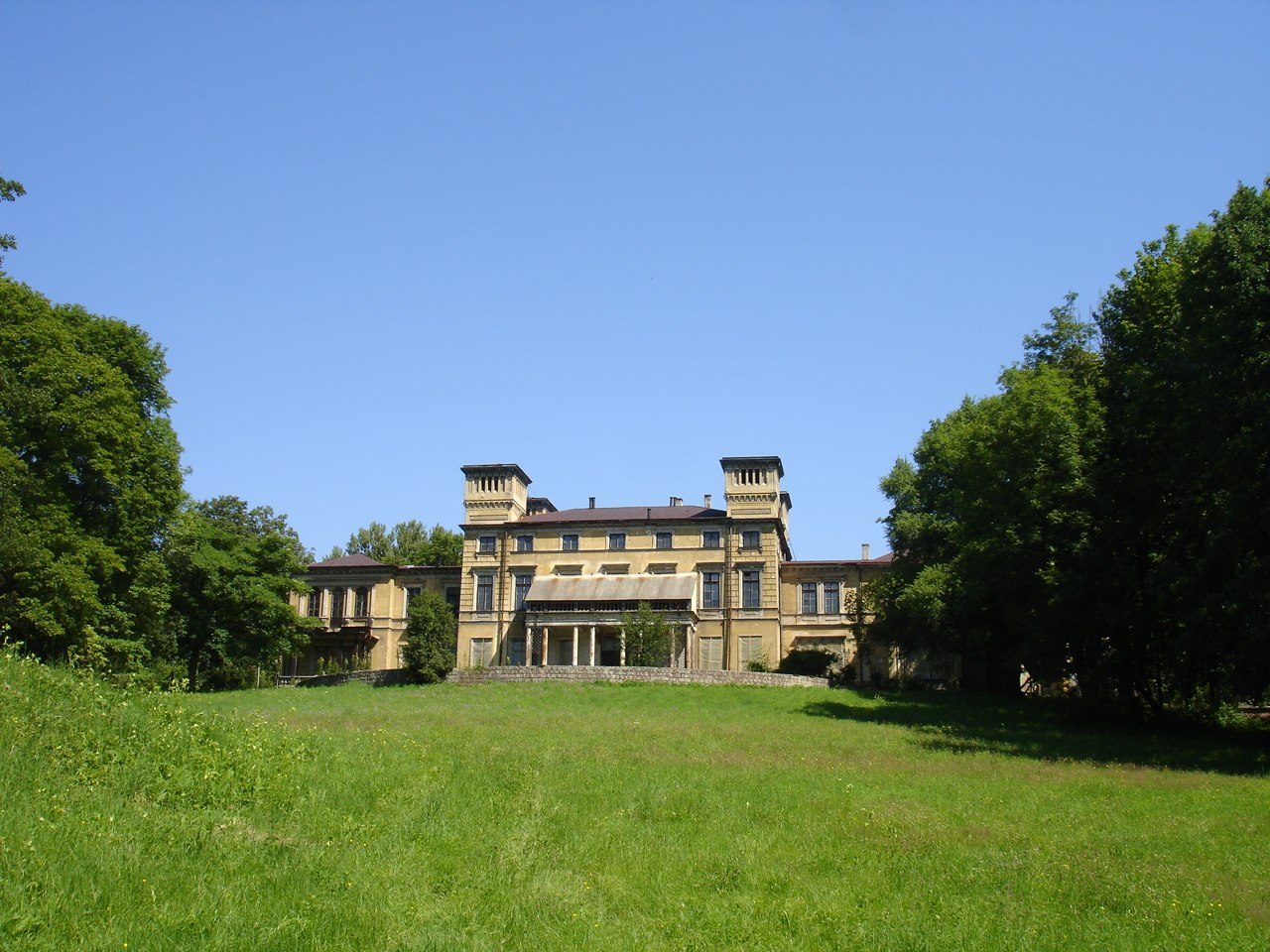
Pałac w Krzeszowicach[47] -w posiadaniu żyjących Potockich -zaniedbany
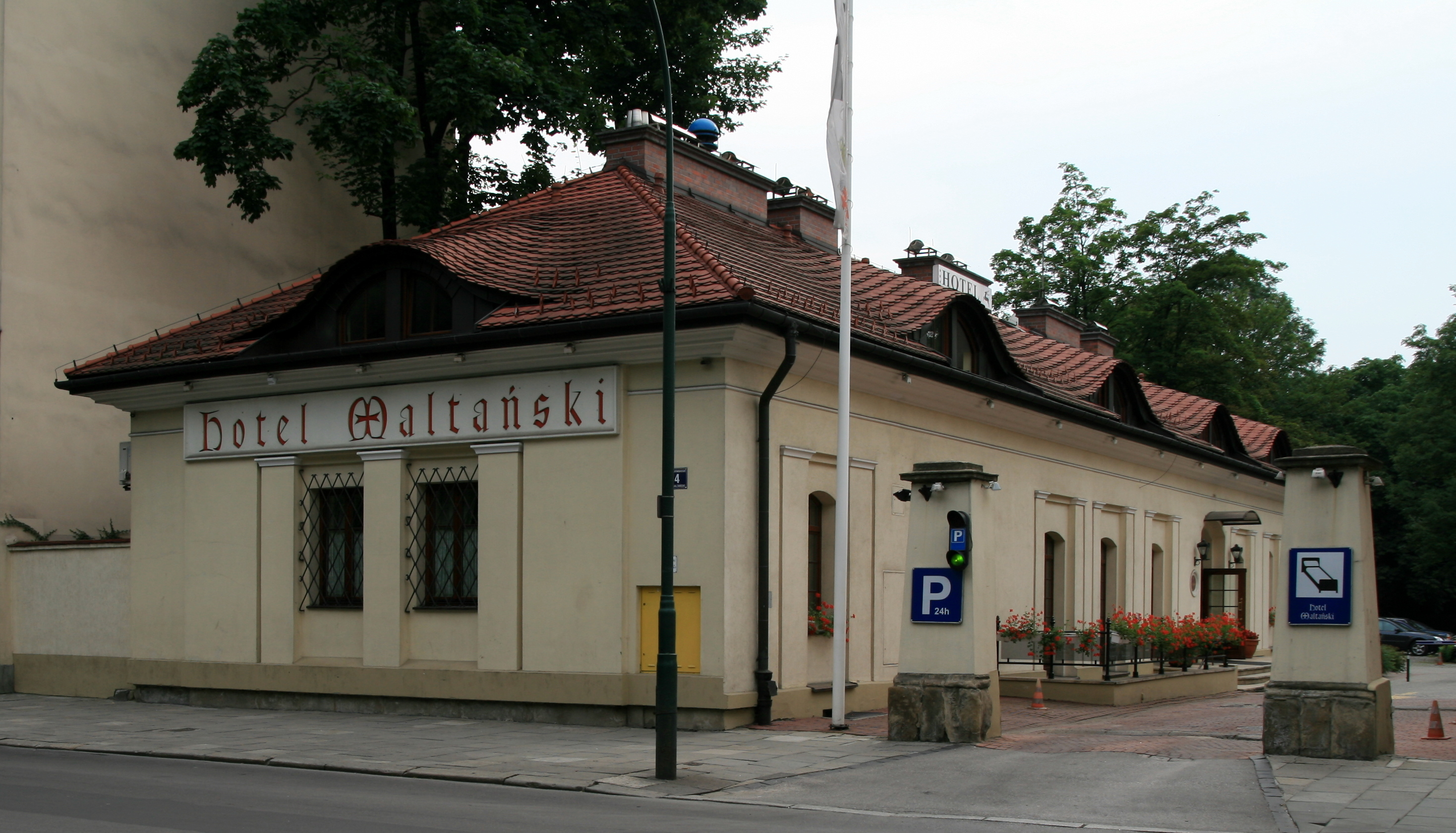
Dwór w Krakowie
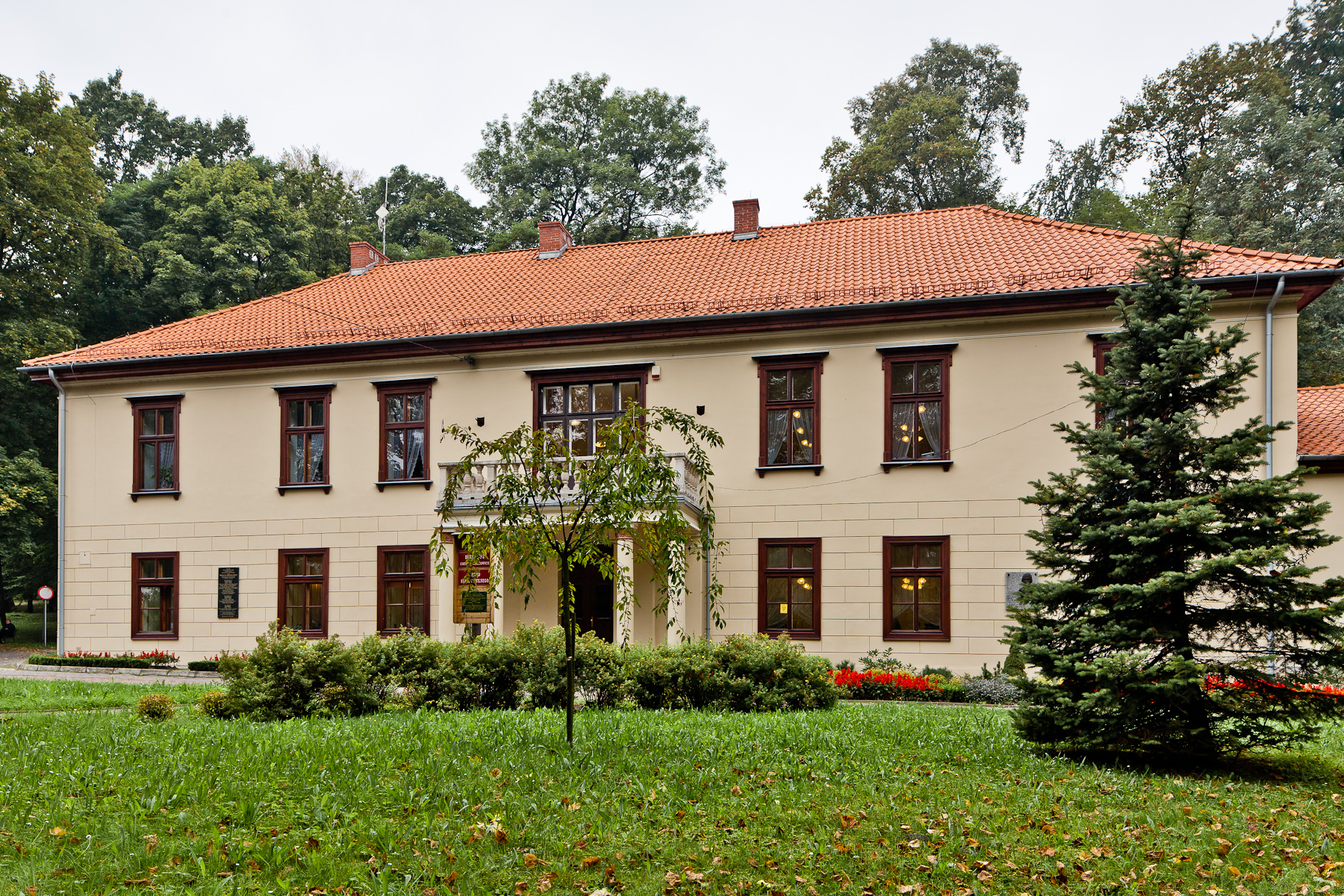
Stary Pałac w Krzeszowicach[47] -w posiadaniu żyjących Potockich
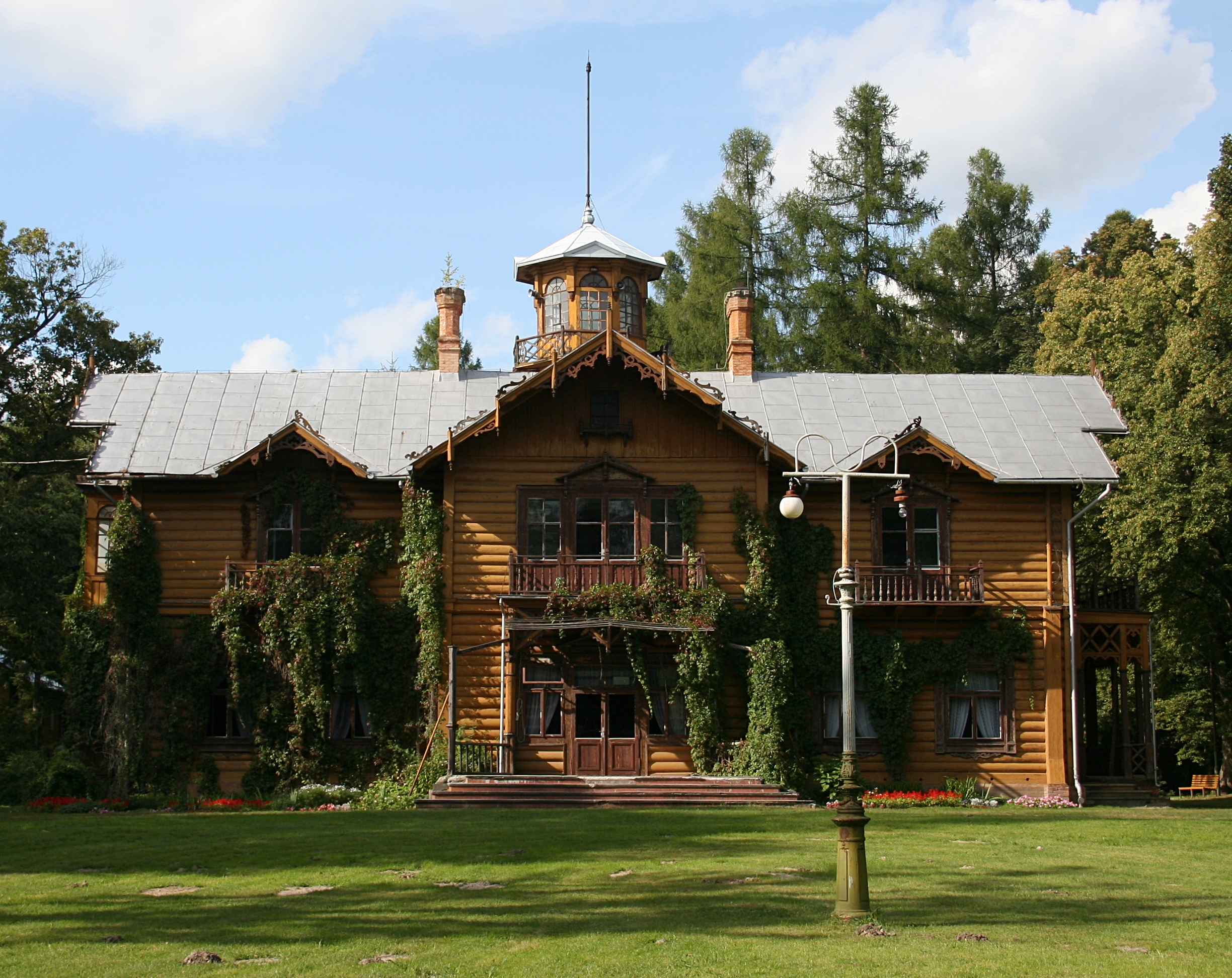
Pałac w Julinie
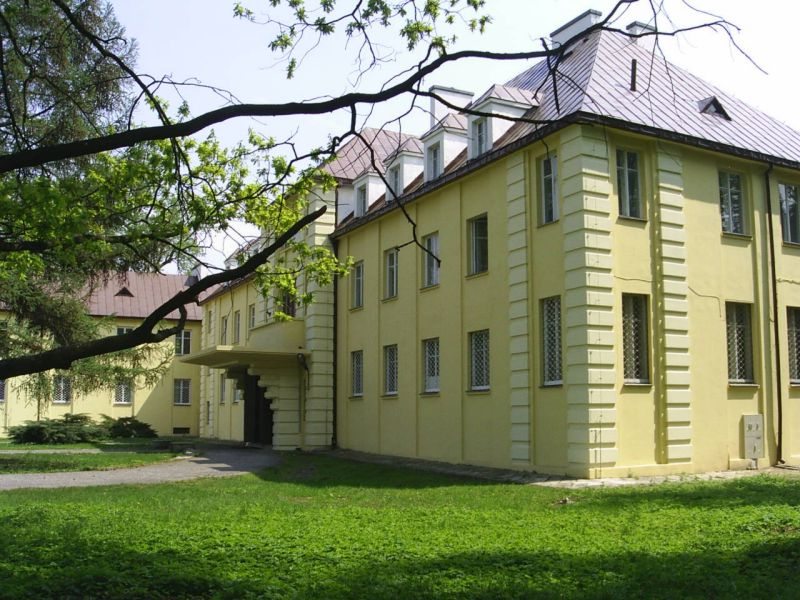
Pałac w Międzyrzecu Podlaskim
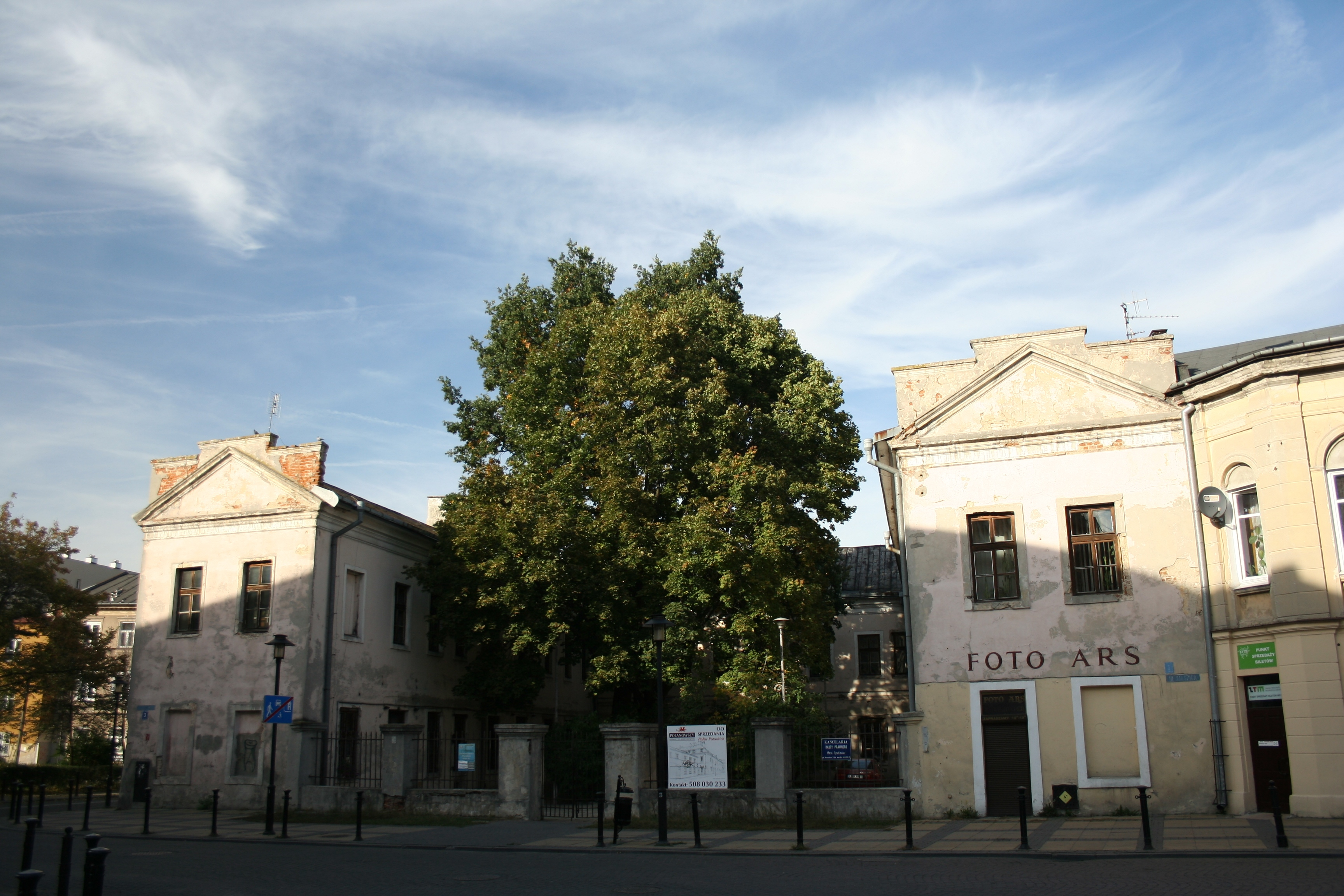
Pałac w Lublinie[50] -zaniedbany
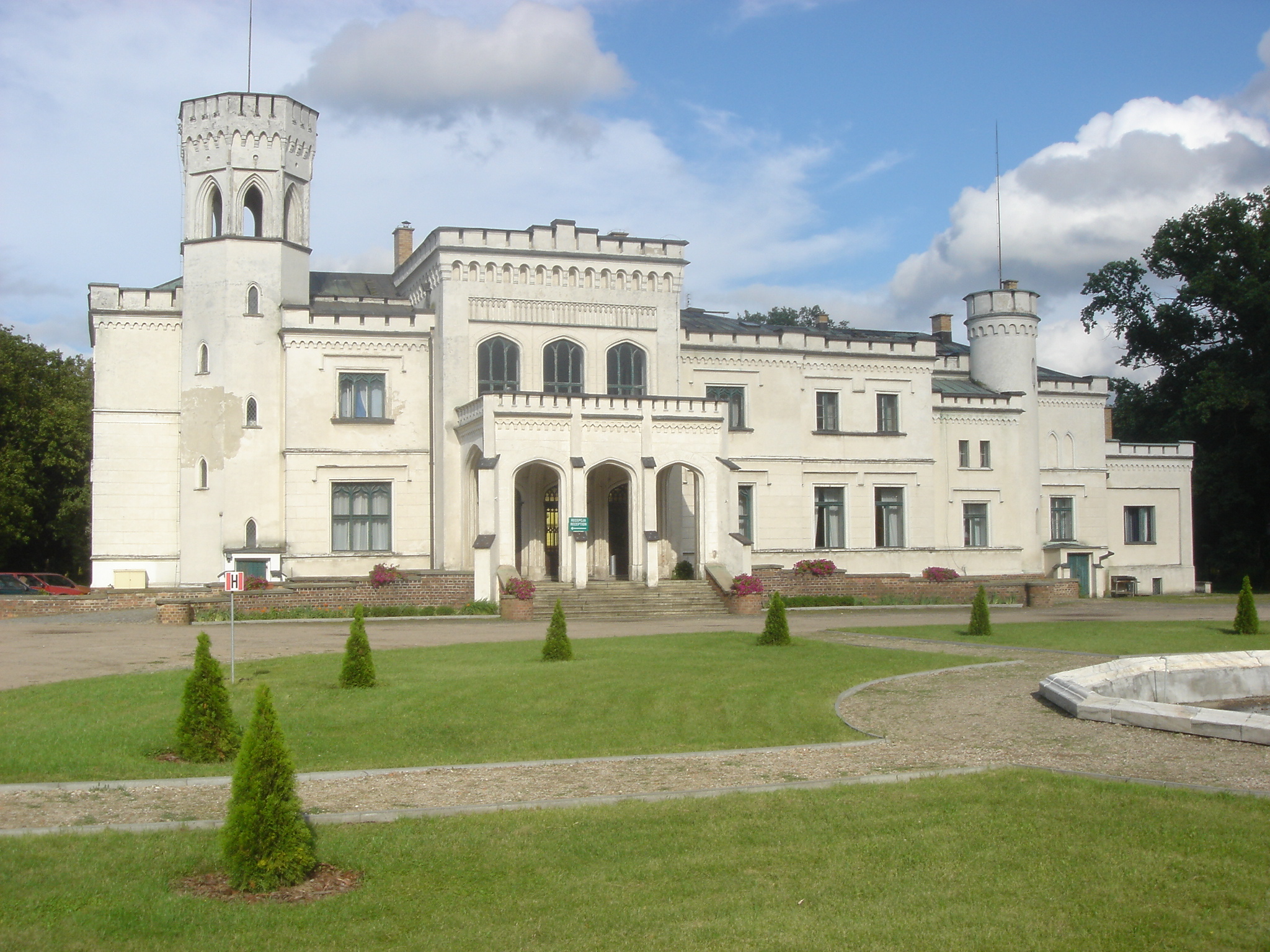
Pałac w Będlewie

### Należące do Potockich w historii (w Polsce)

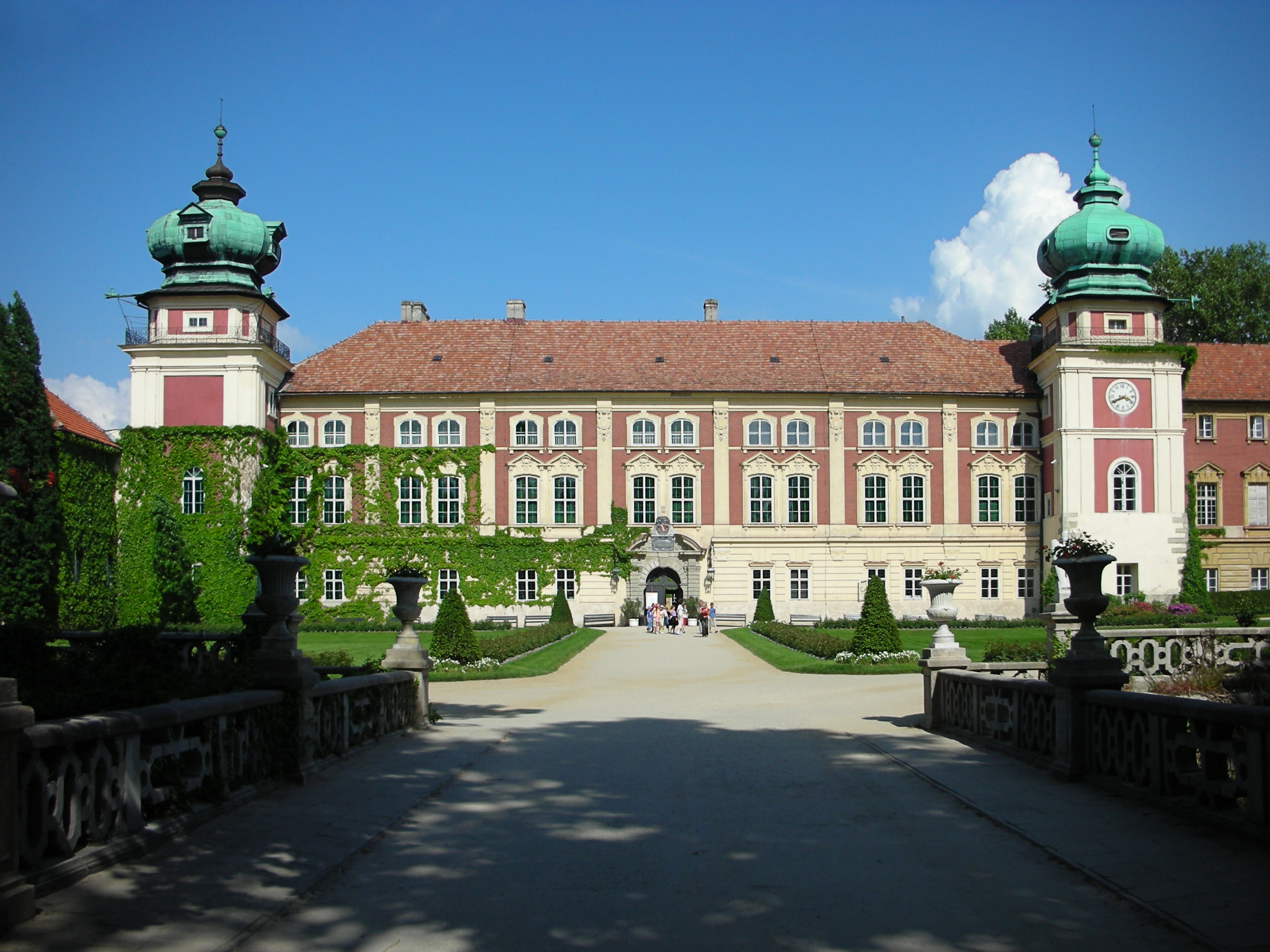
Zamek w Łańcucie
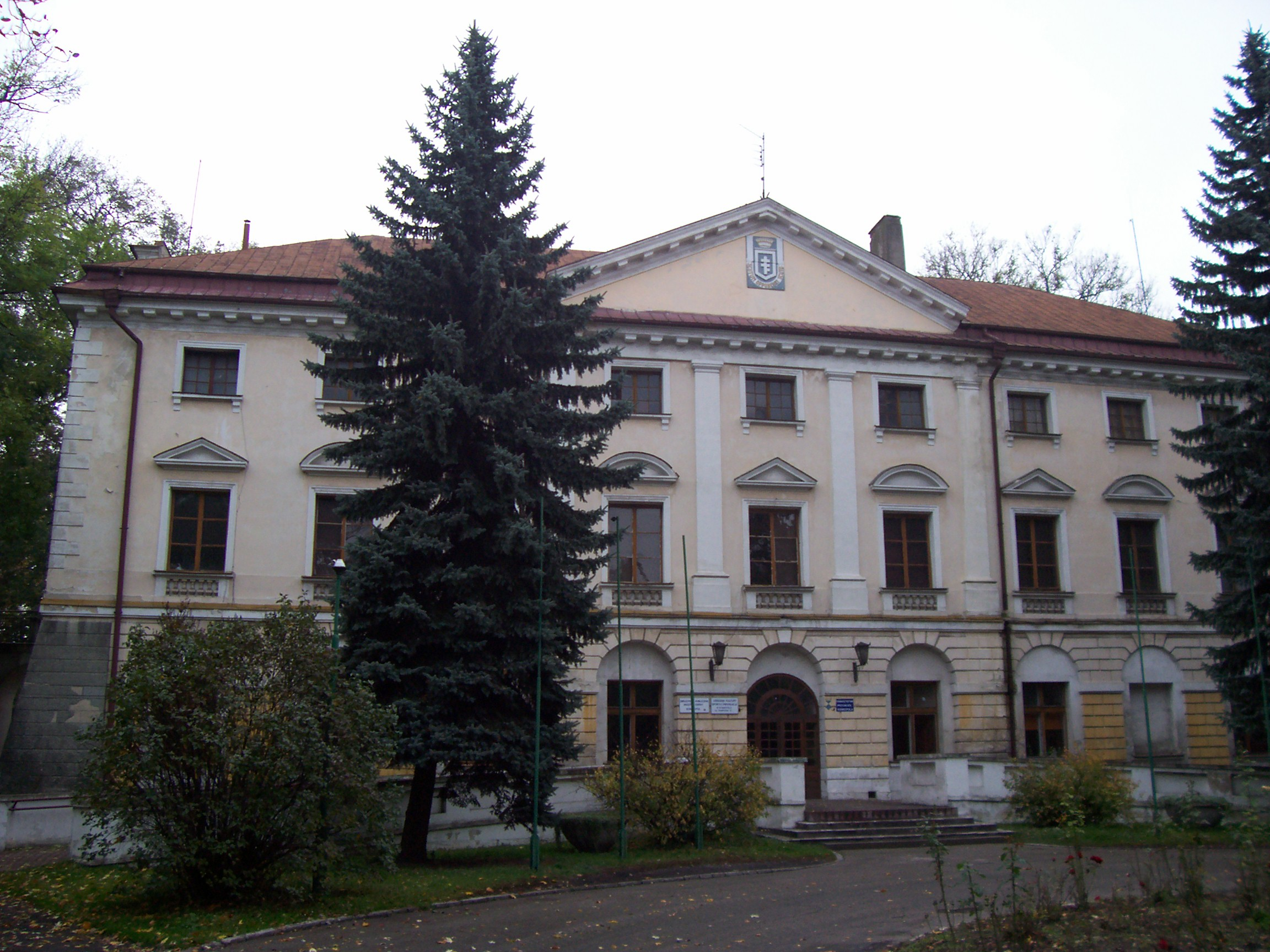
Pałac w Koniecpolu
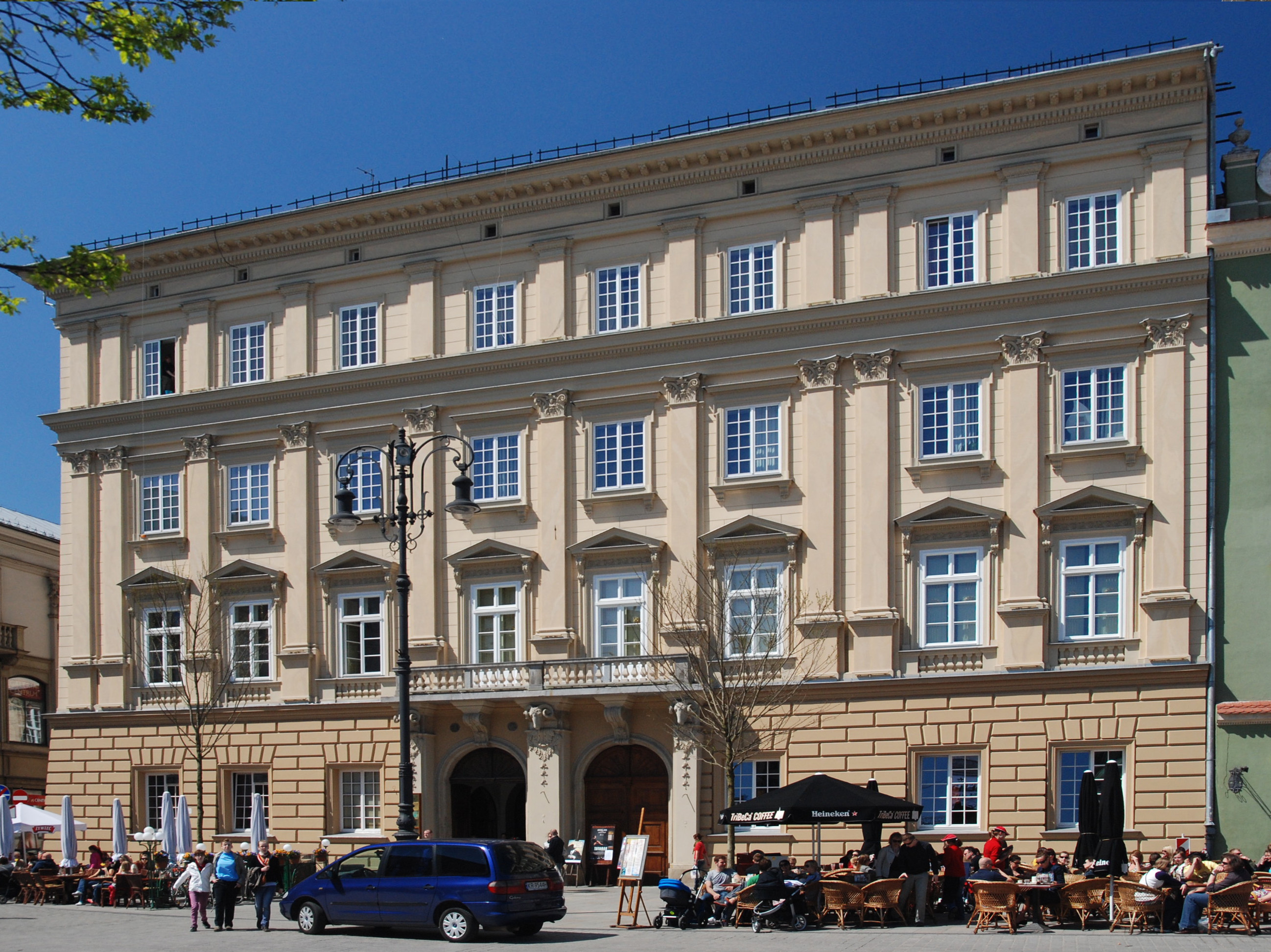
Pałac „Pod Baranami” w Krakowie
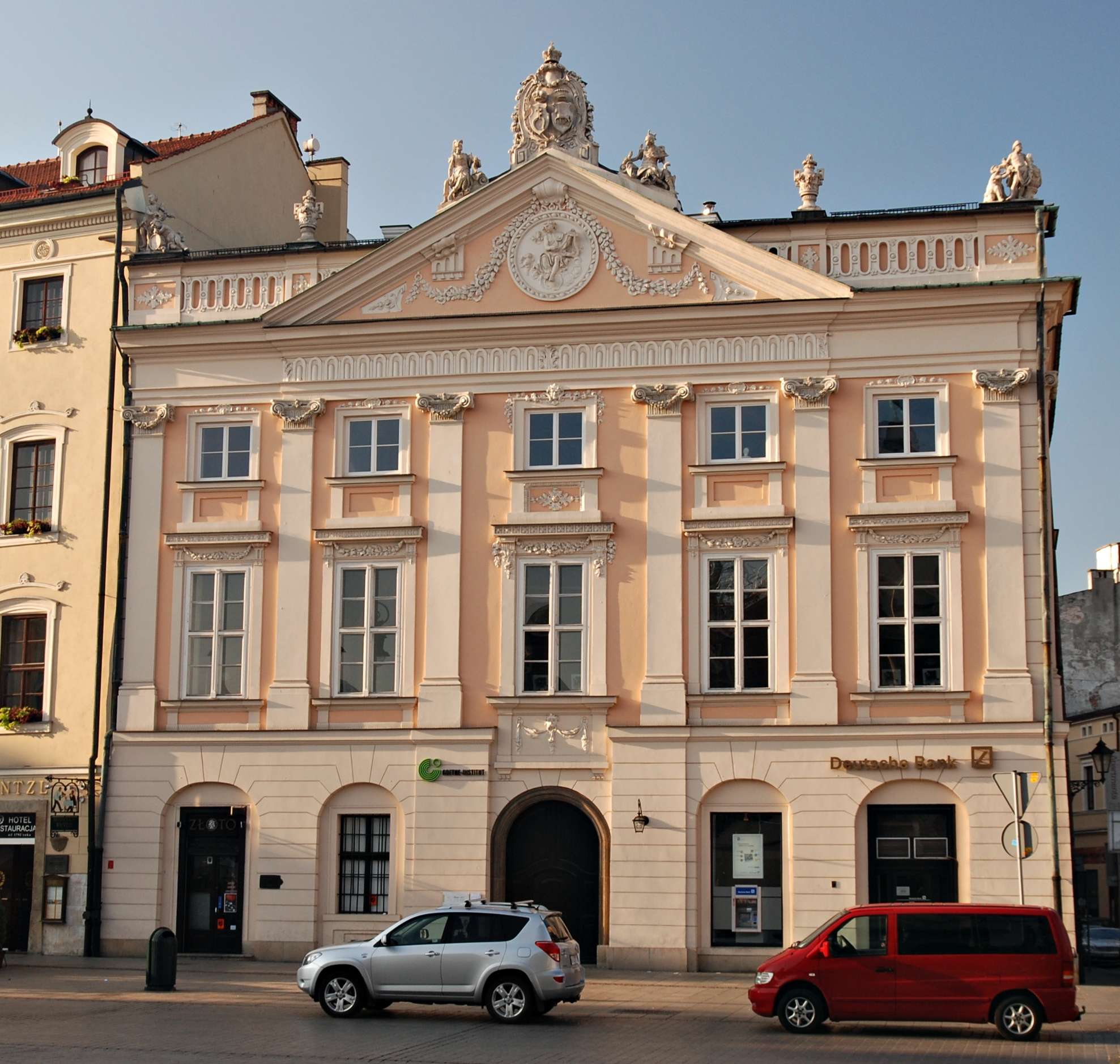
Pałac Zbaraskich w Krakowie
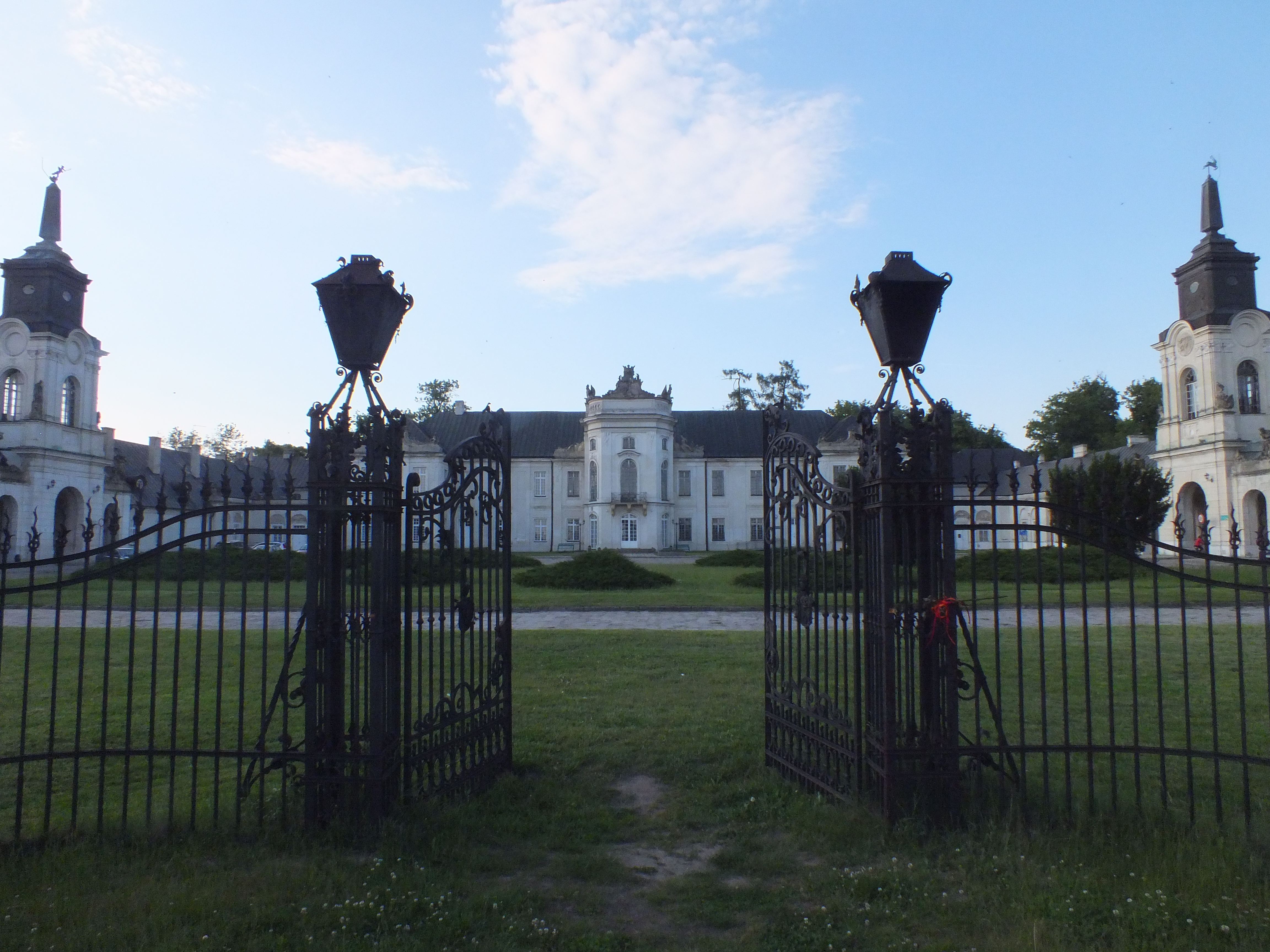
Pałac w Radzyniu Podlaskim
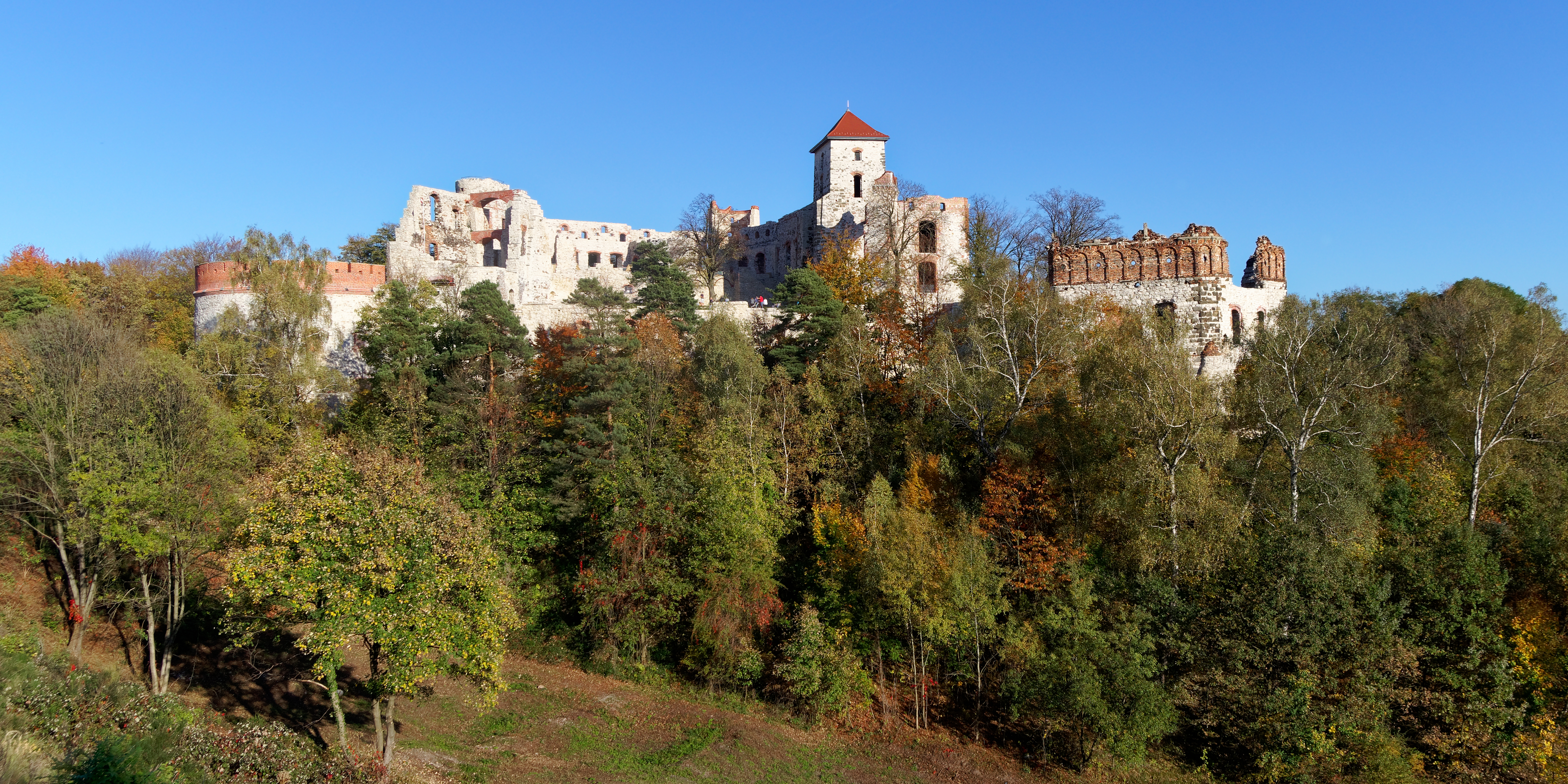
Zamkek „Tenczyn” w Rudnie[51] -w posiadaniu  żyjących Potockich - ruina
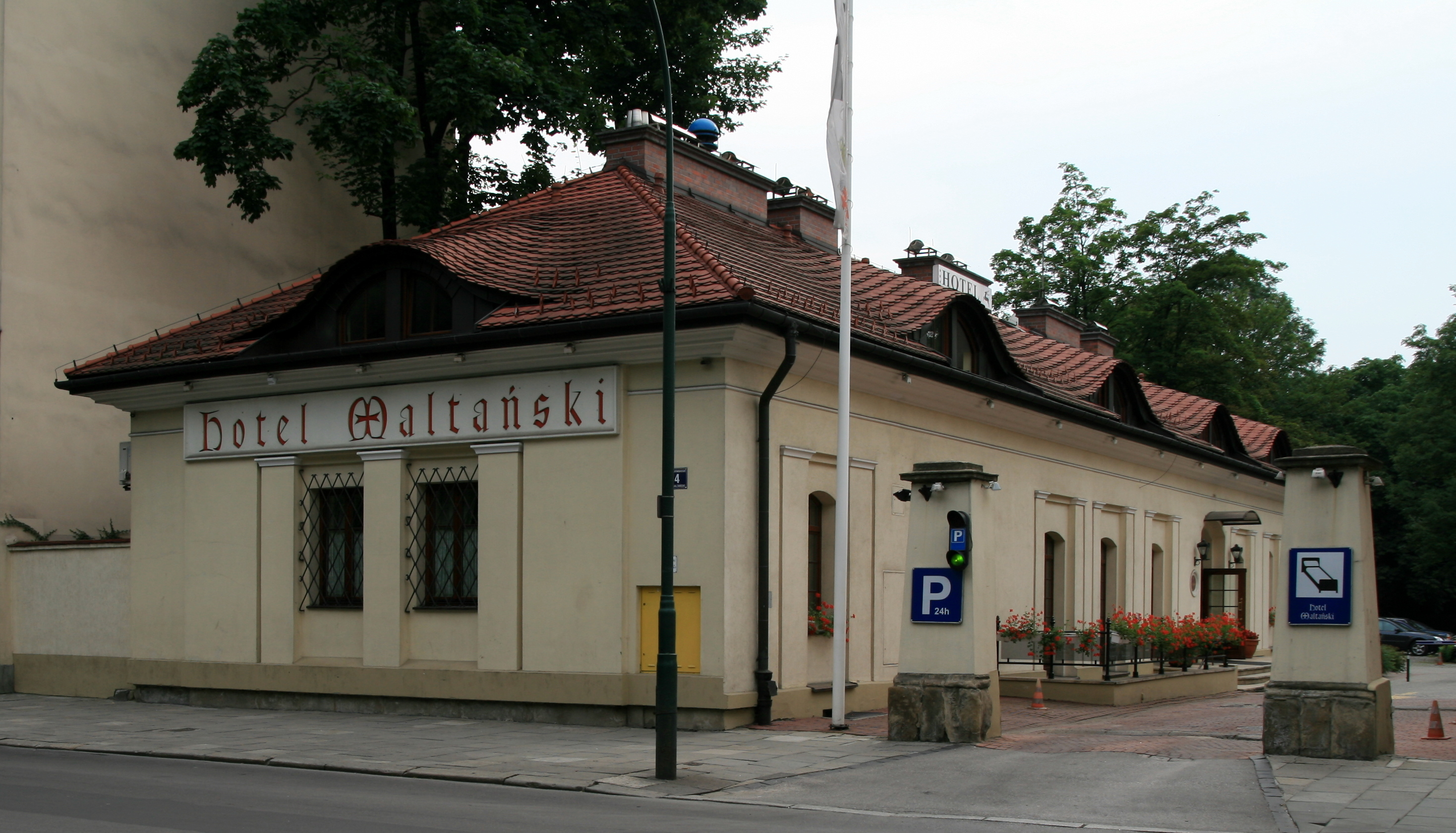
Dwór Potockich w Krakowie
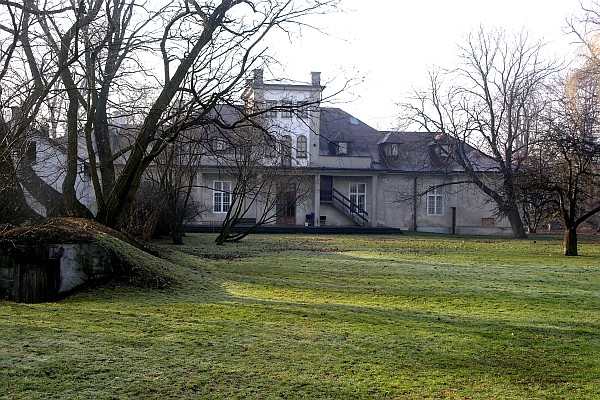
Dwór na Olszy w Krakowie[52] -w posiadaniu żyjących Potockich
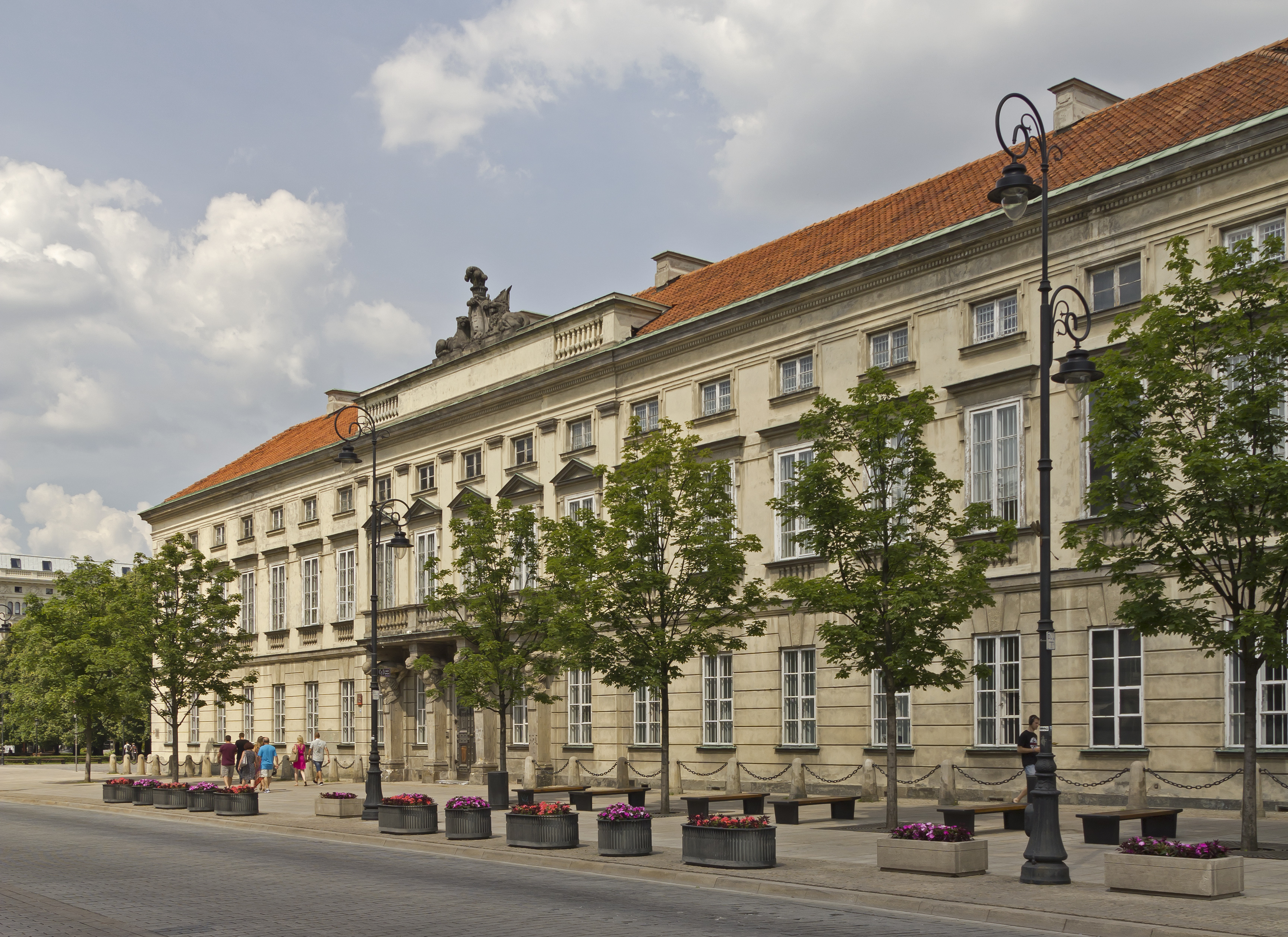
Pałac Tyszkiewiczów w Warszawie
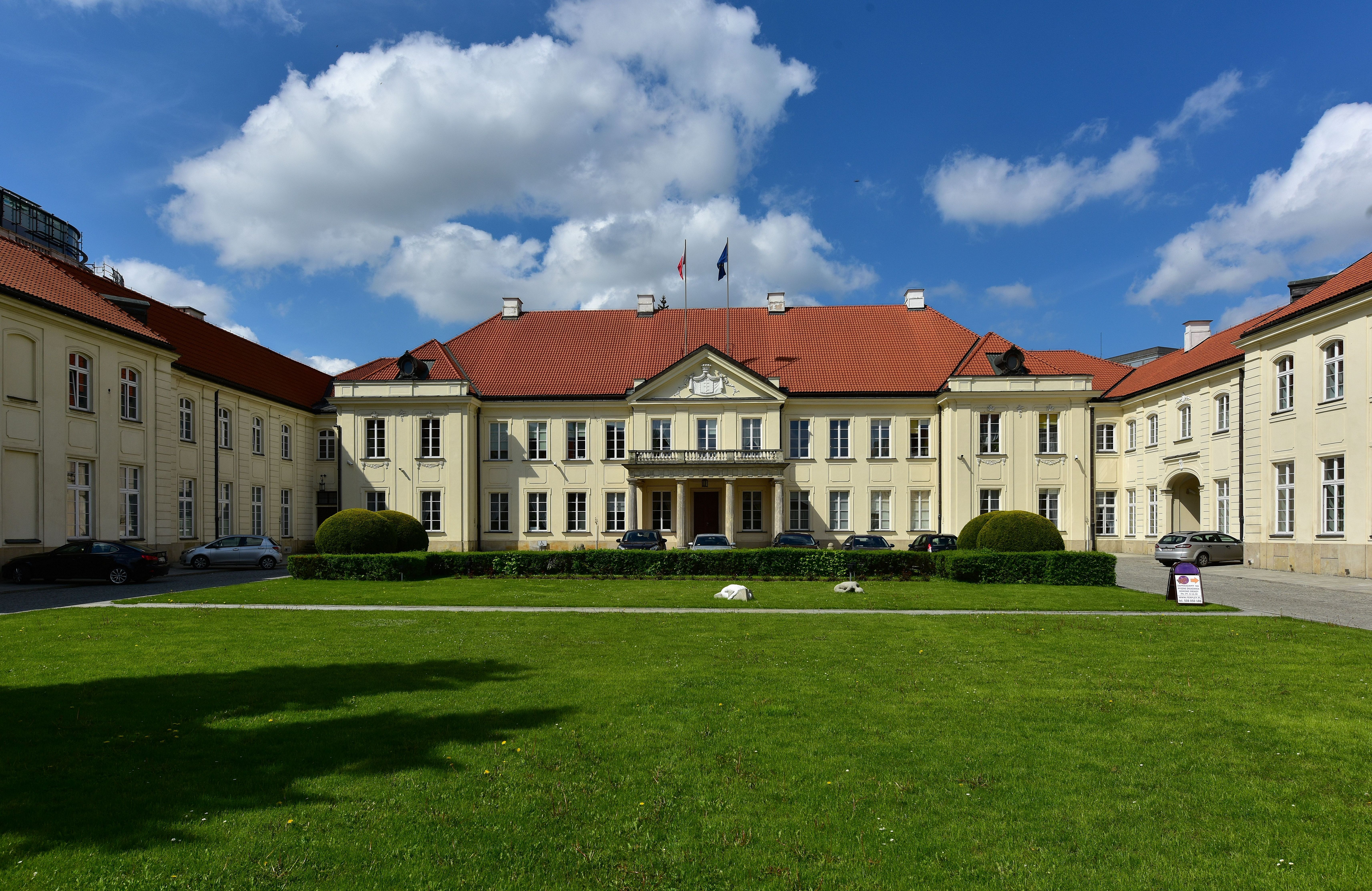
Pałac Potockich w Warszawie
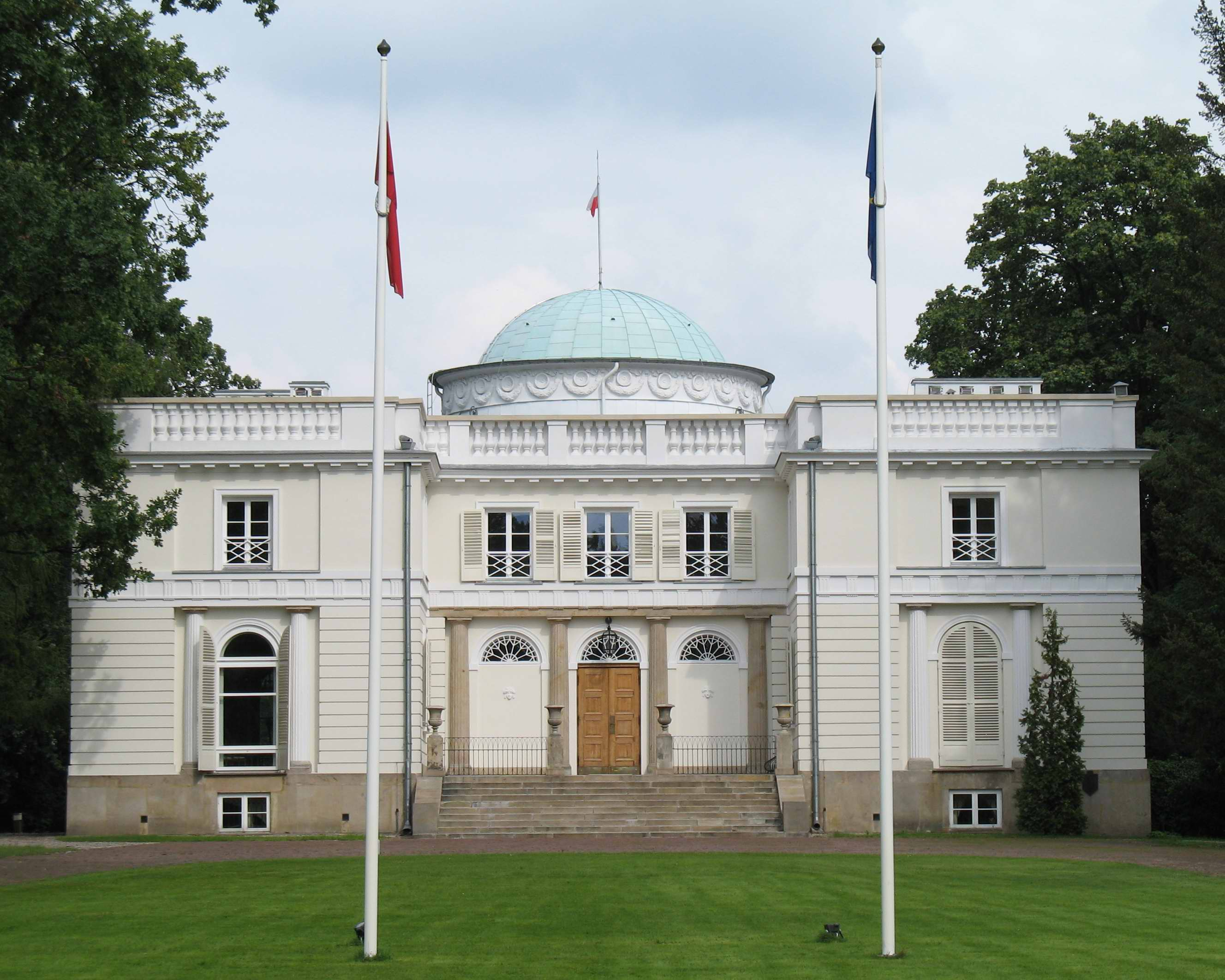
Pałac w Natolinie
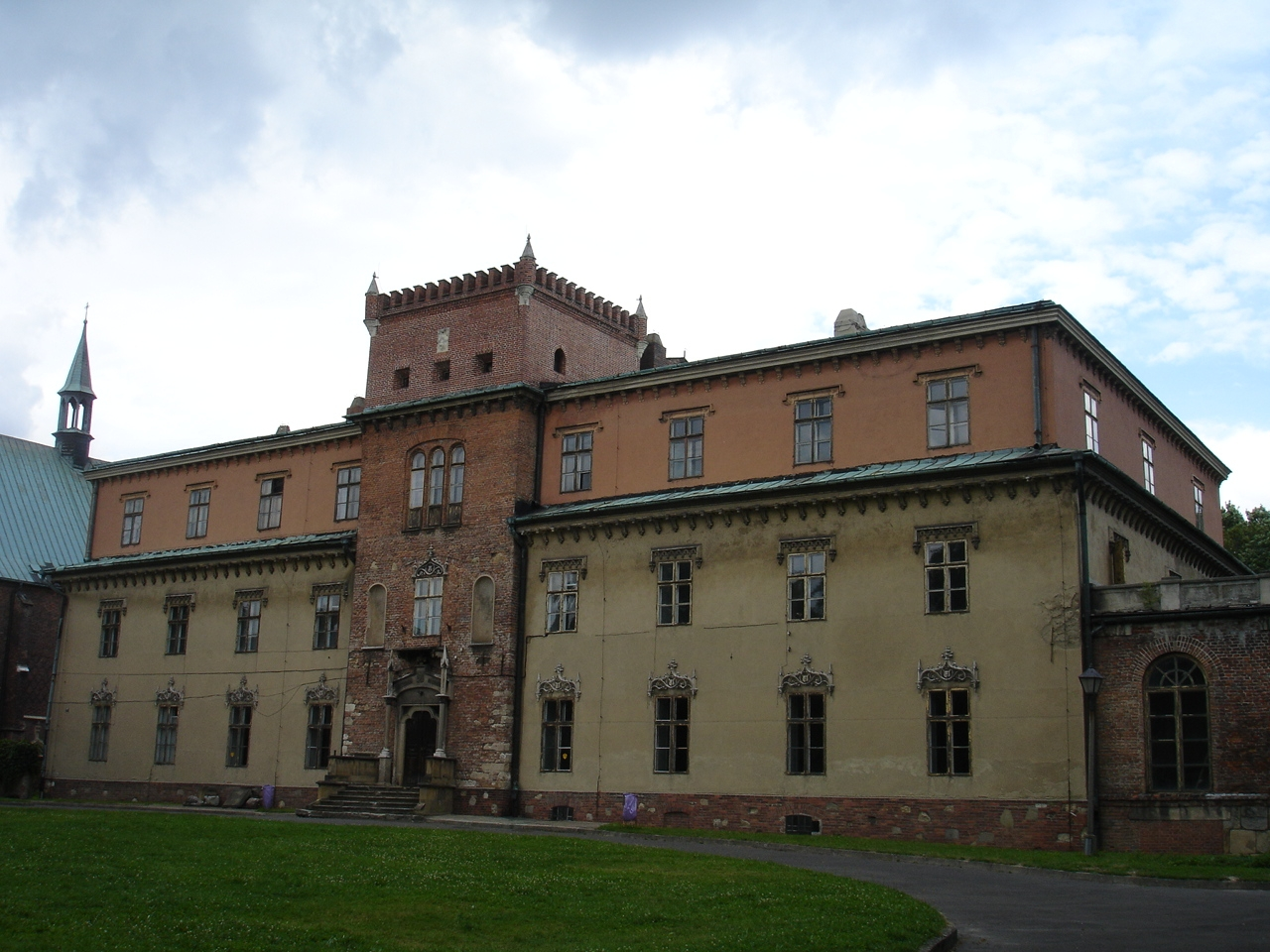
Pałac w Zatorze[53] -w posiadaniu żyjących Potockich
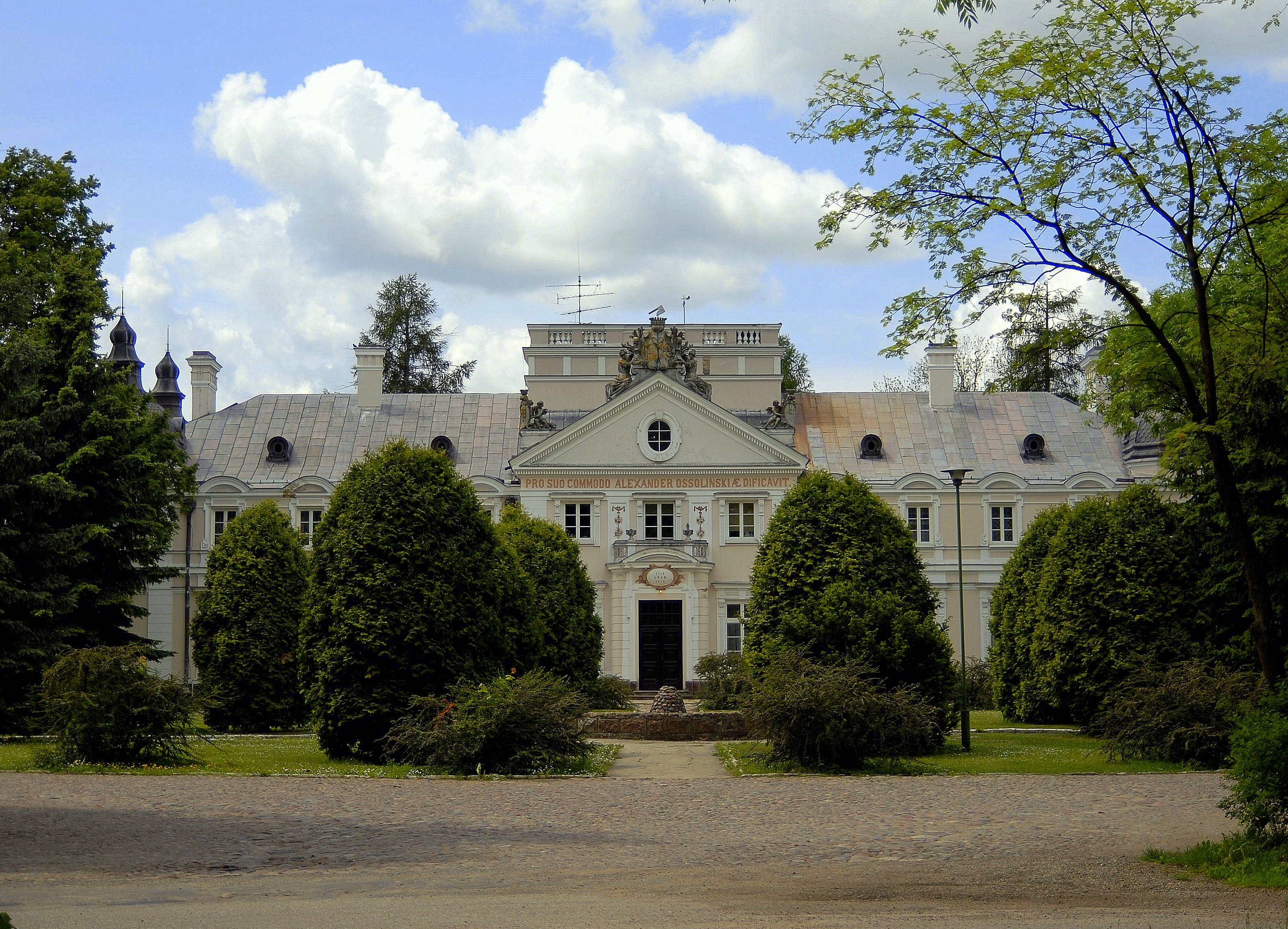
Pałac Ossolińskich w Rudce
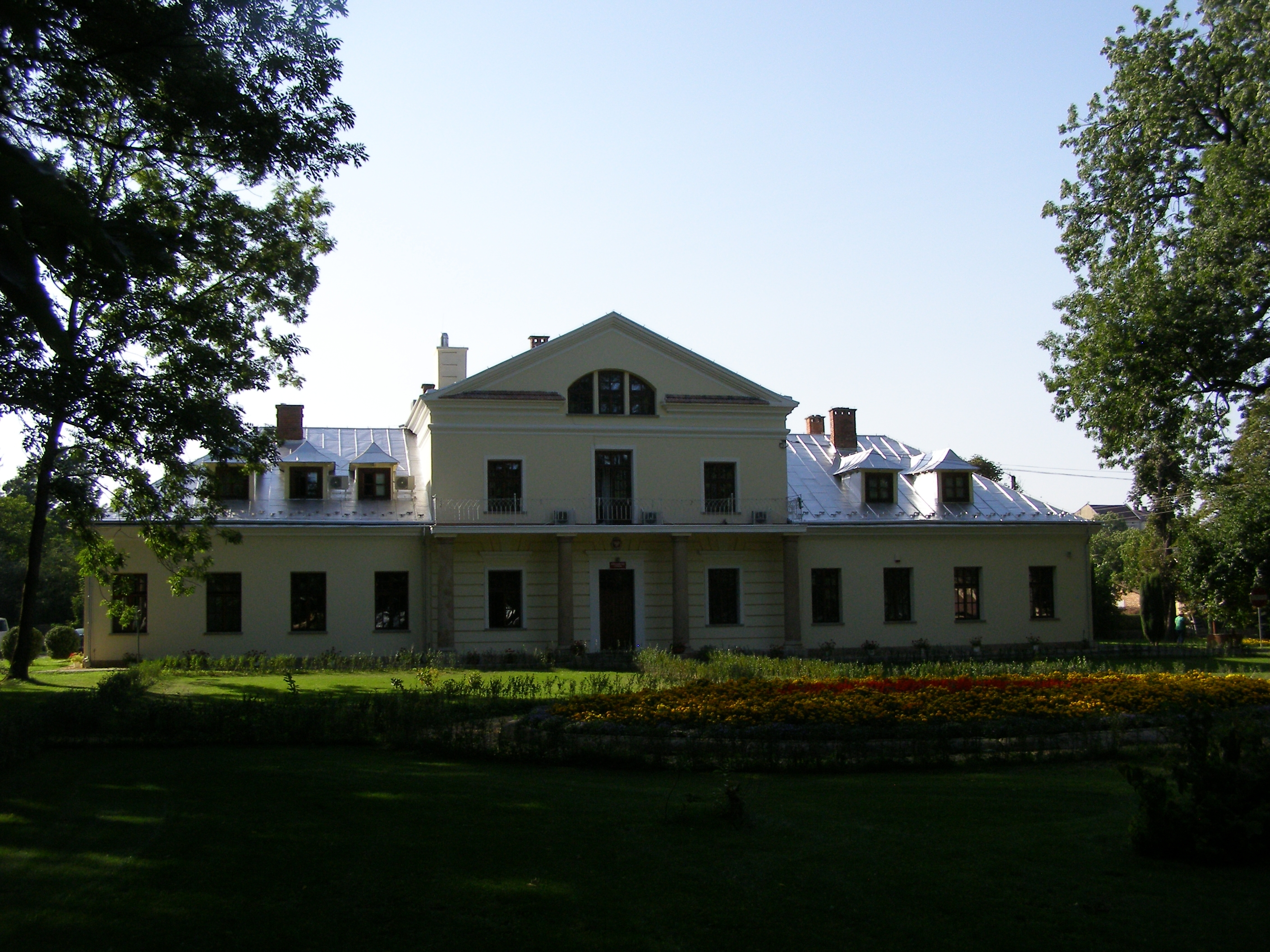
Dwór w Rymanowie

Inne:
- Zamek w Kuryłówce (ruina)

### Wybudowane przez Potockich (poza Polską)

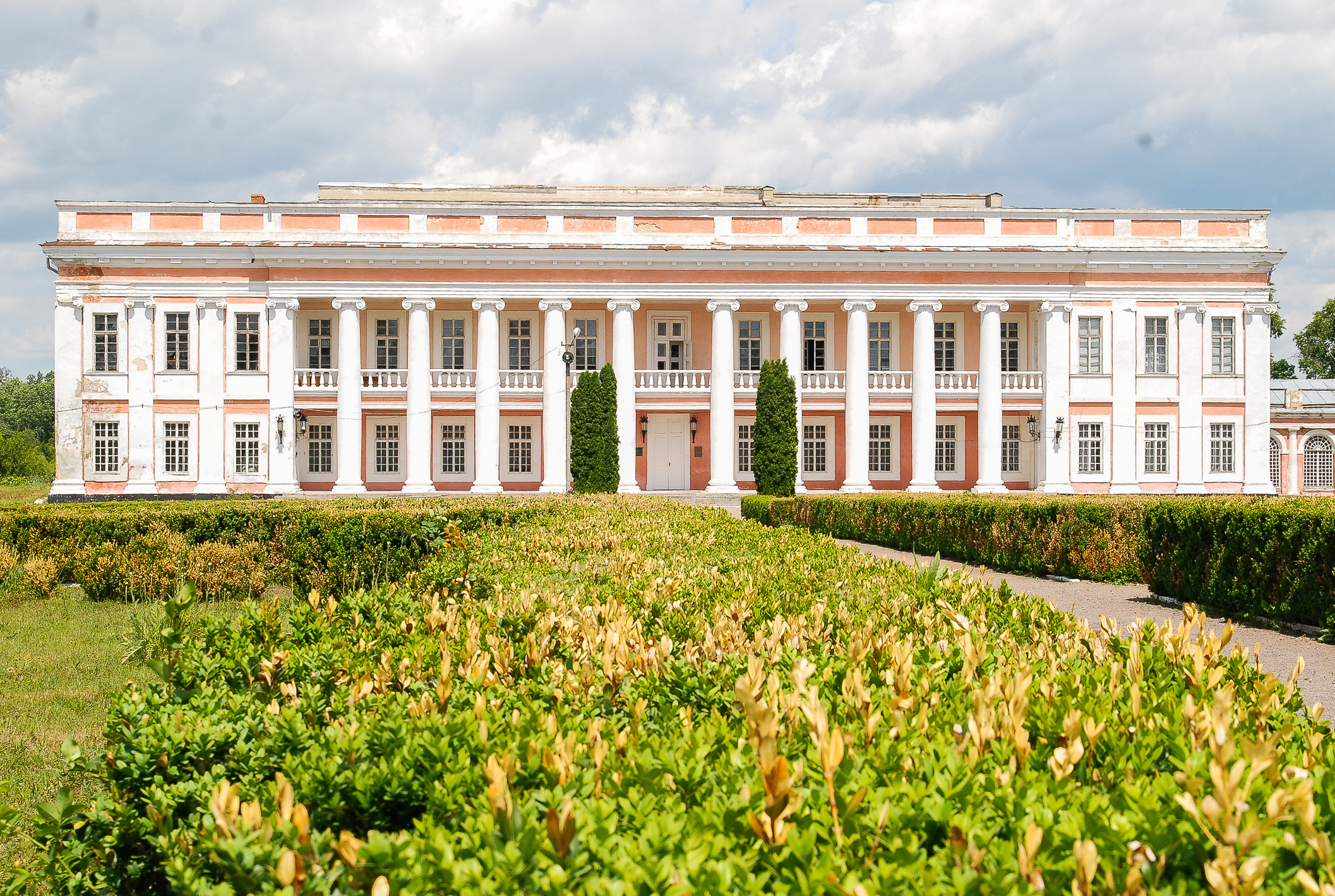
Stary Pałac w Tulczynie
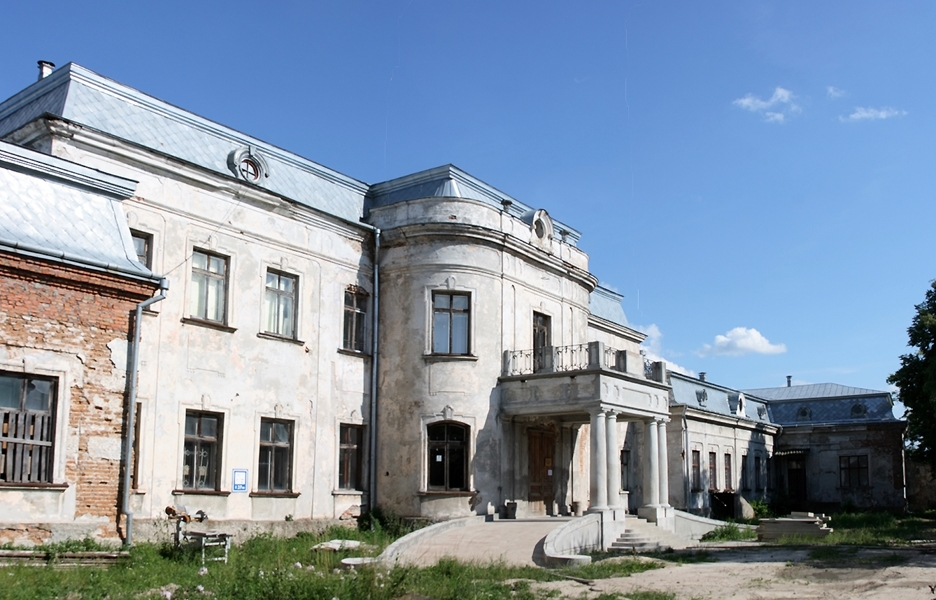
Pałac w Krystynopolu[54] -zaniedbany
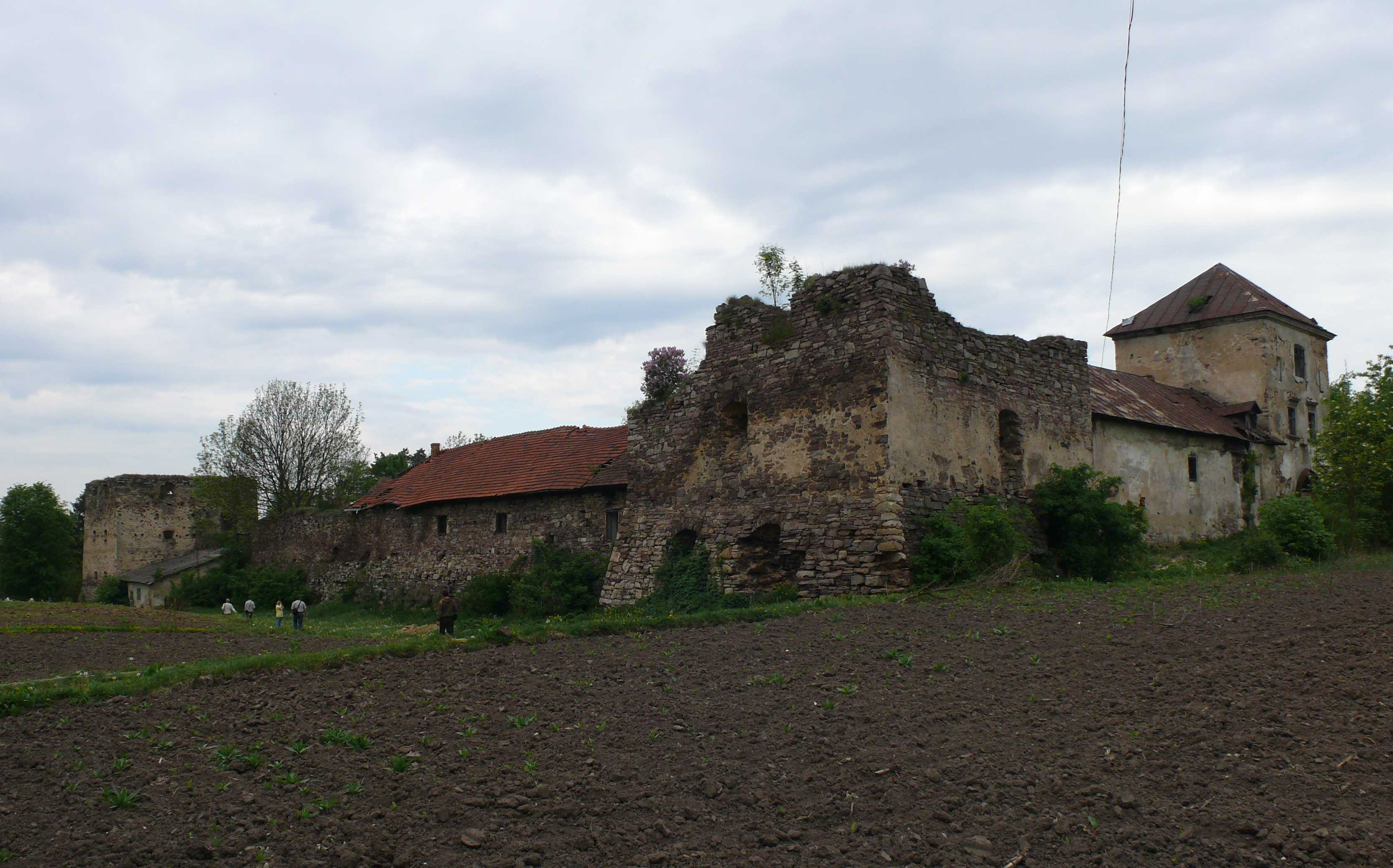
Zamek w Potoku Złotym[54] -ruina
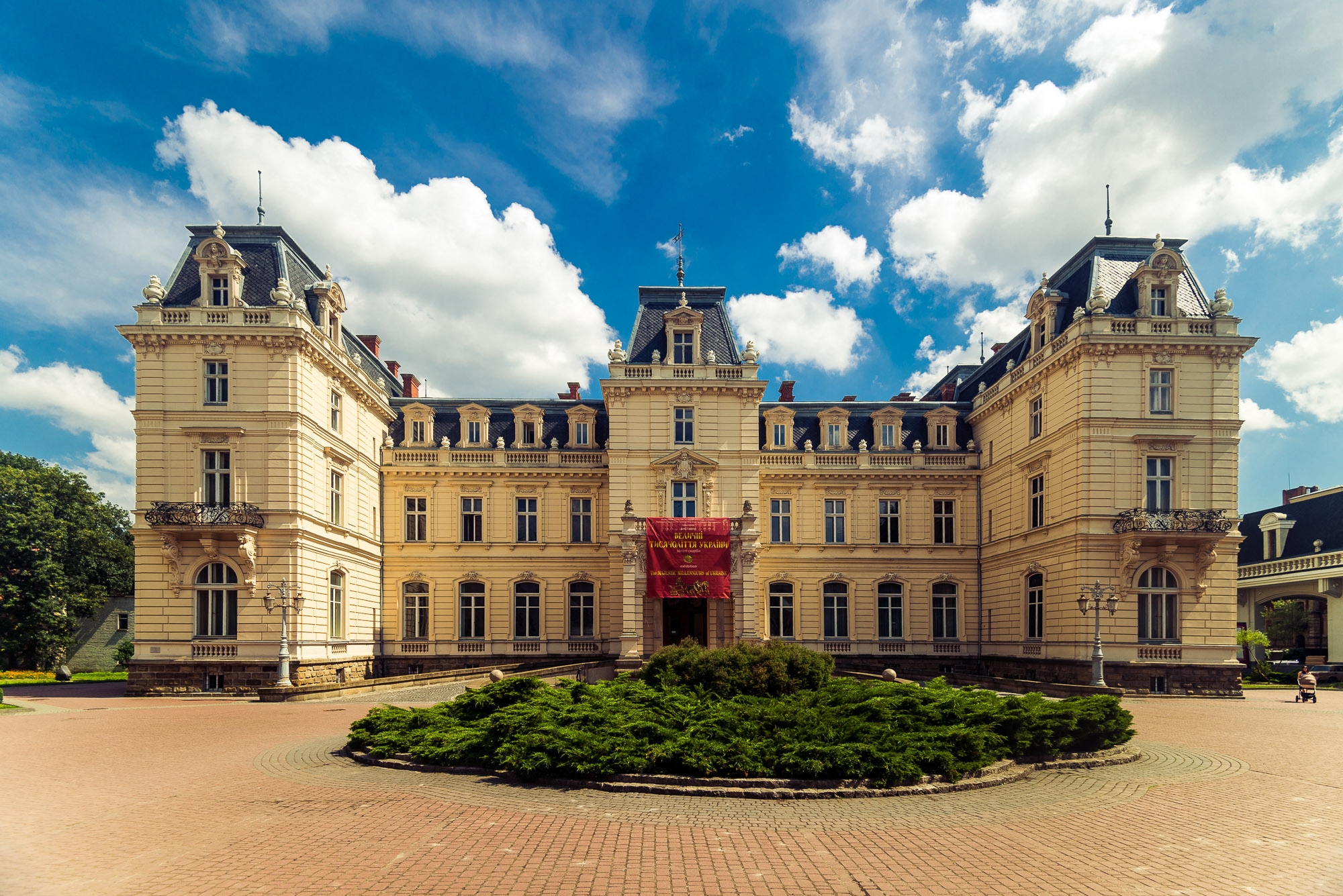
Pałac we Lwowie
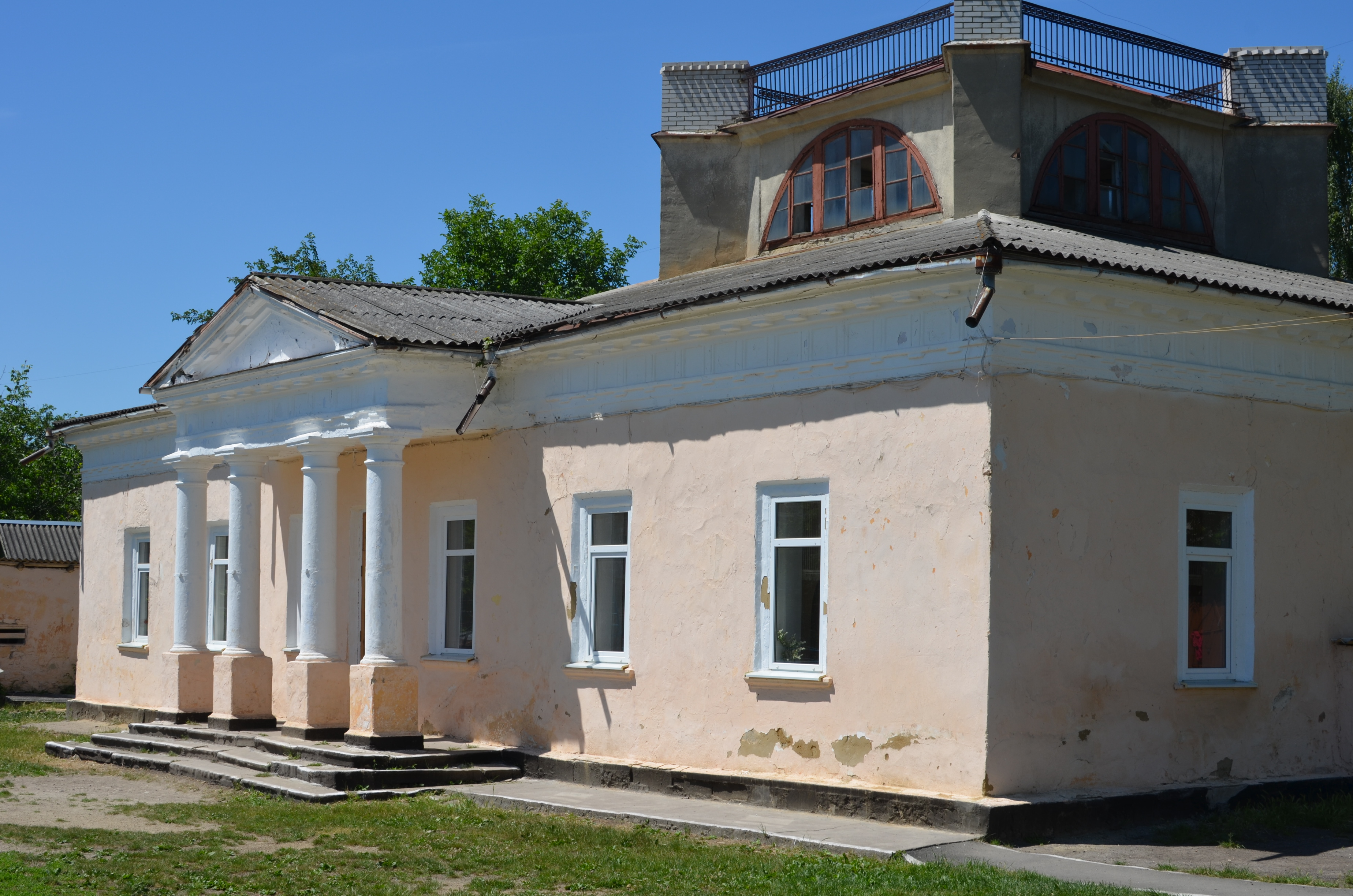
Pałac w Nemii[54] -zaniedbany
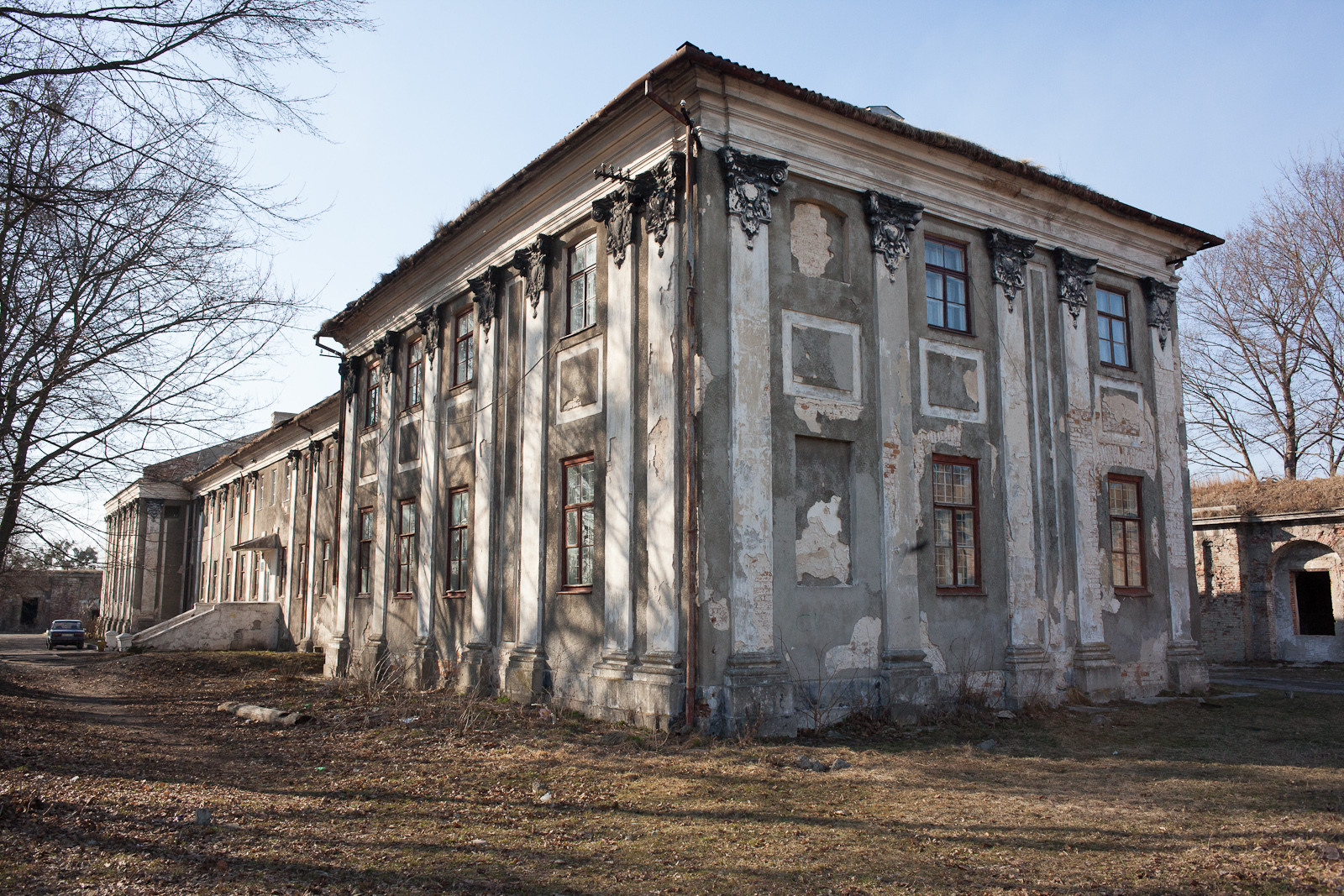
Pałac w Brodach[54] -zaniedbany
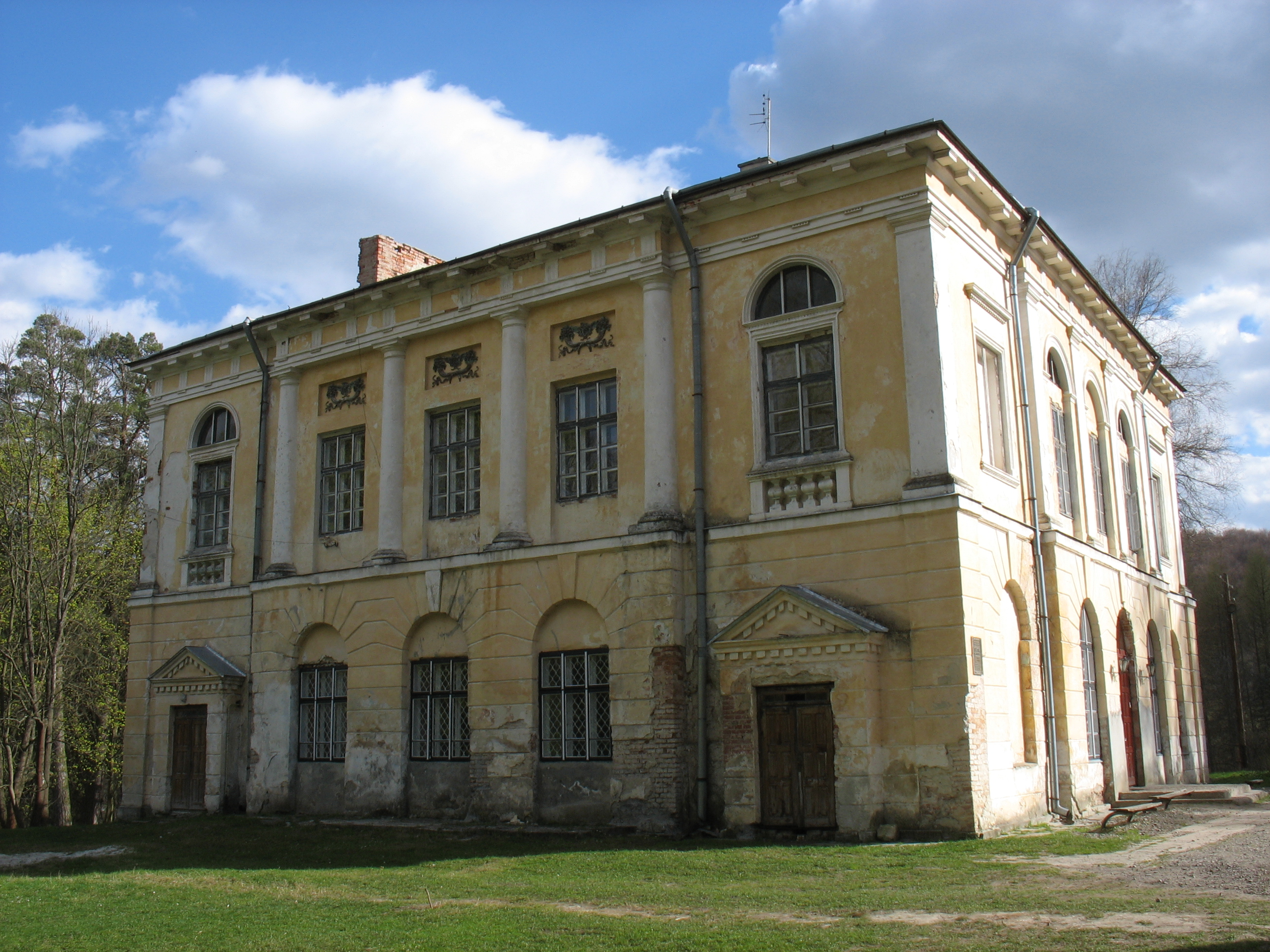
Pałac w Raju -zaniedbany
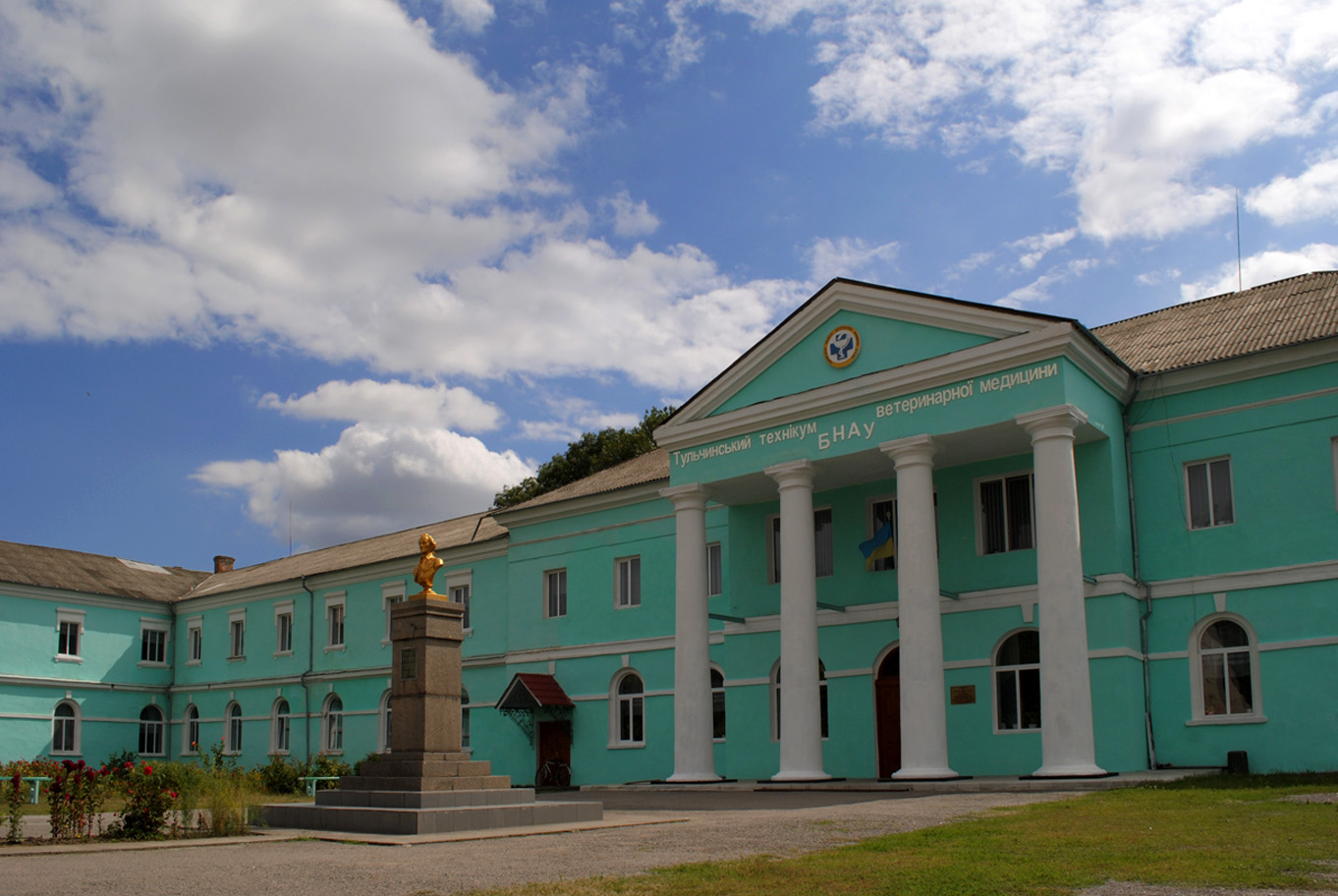
Nowy Pałac w Tulczynie
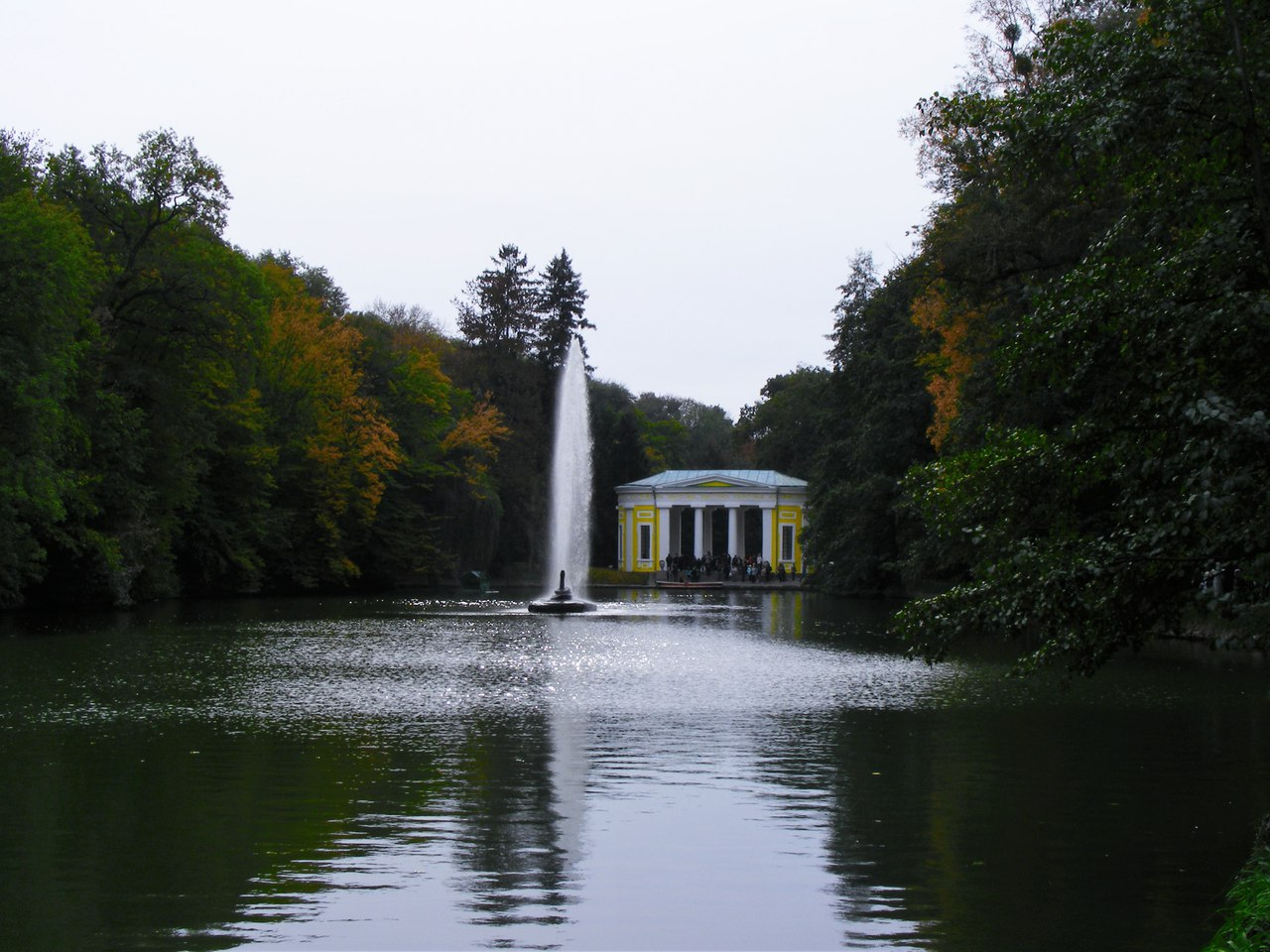
Park „Zofiówka” w Humaniu
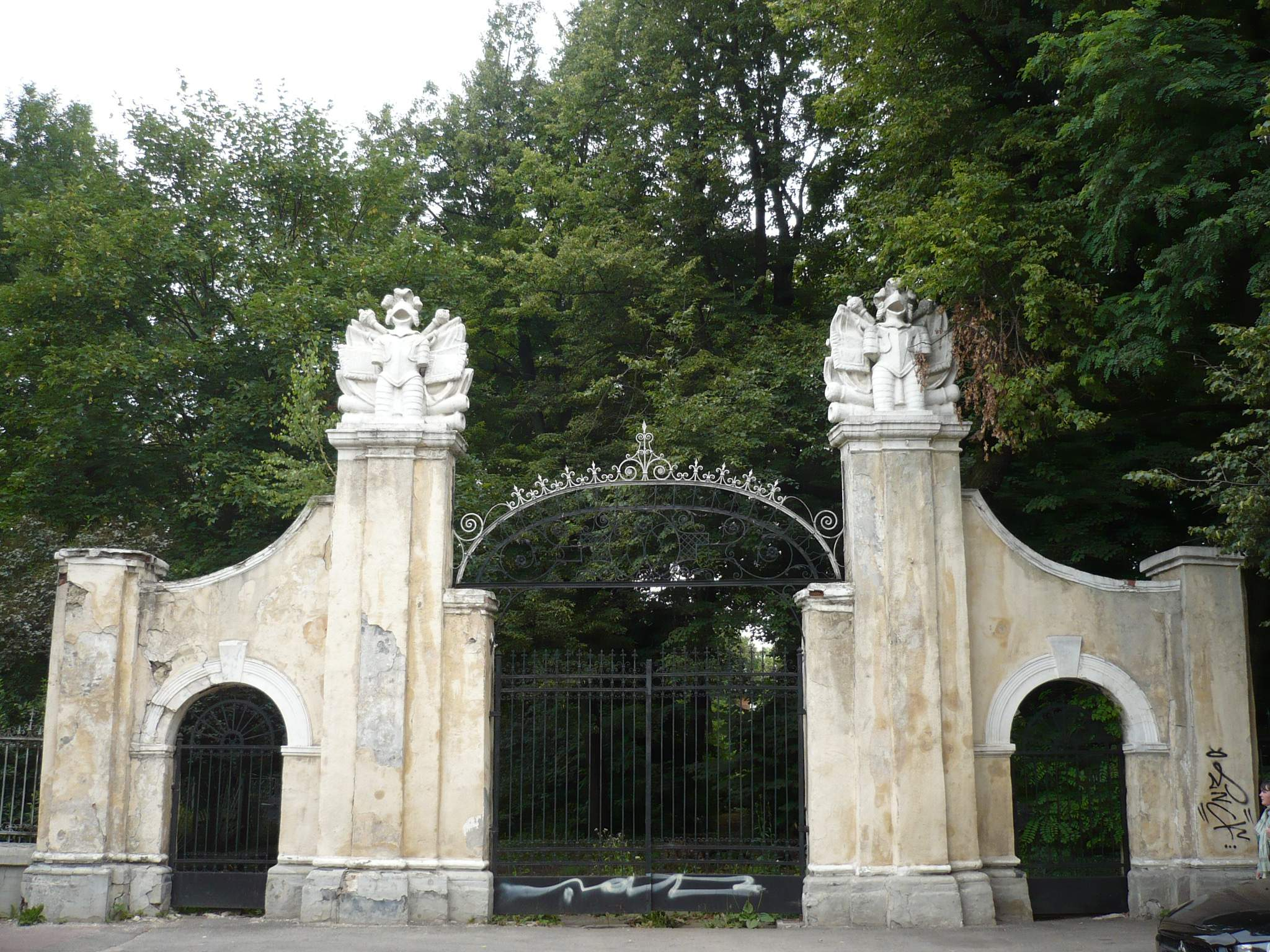
Pałac w Stanisławowie -zaniedbany
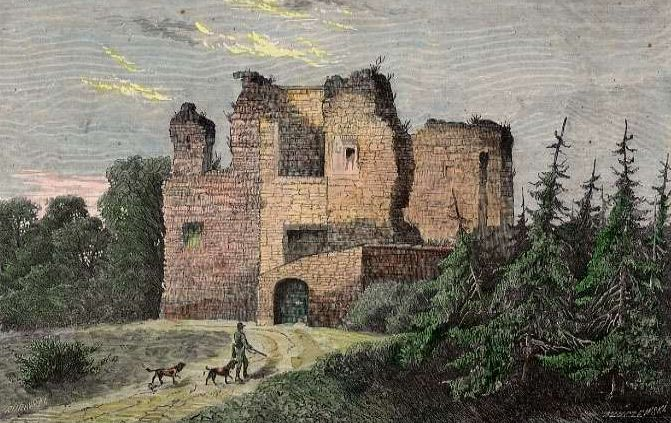
Zamek w Paniowcach -ruina
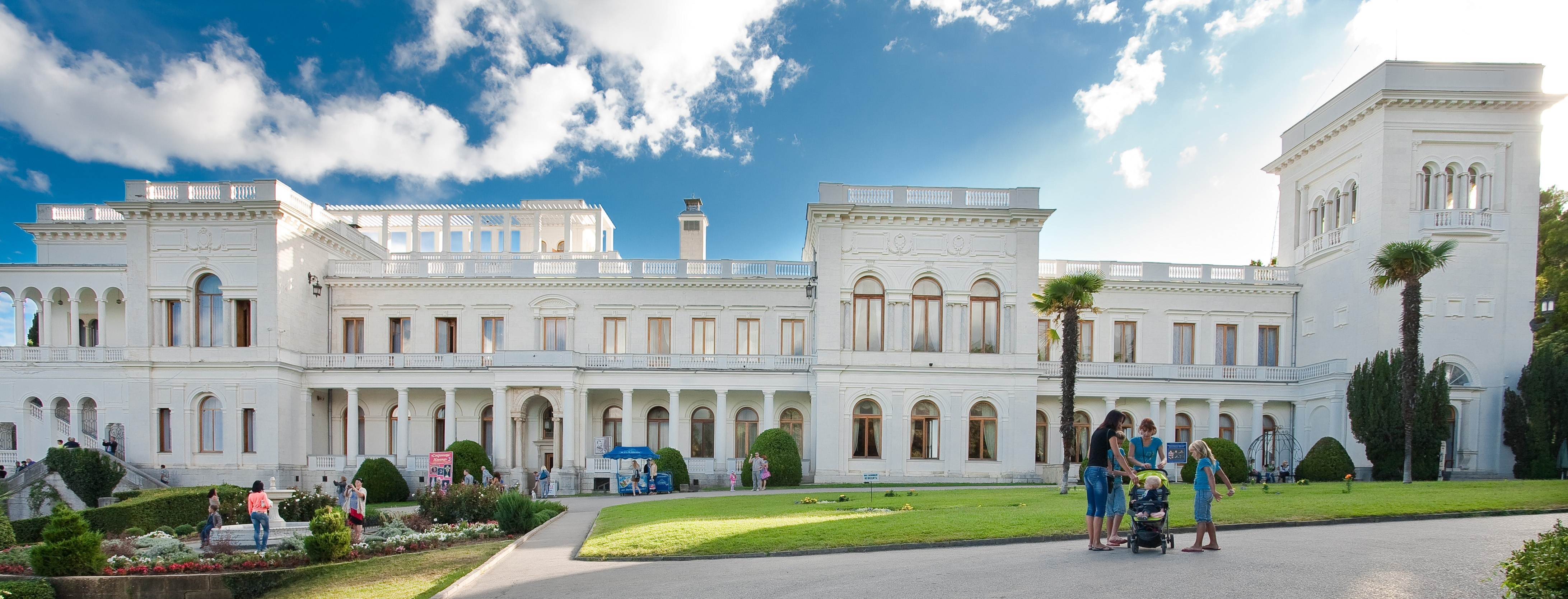
Pałac w Liwadii
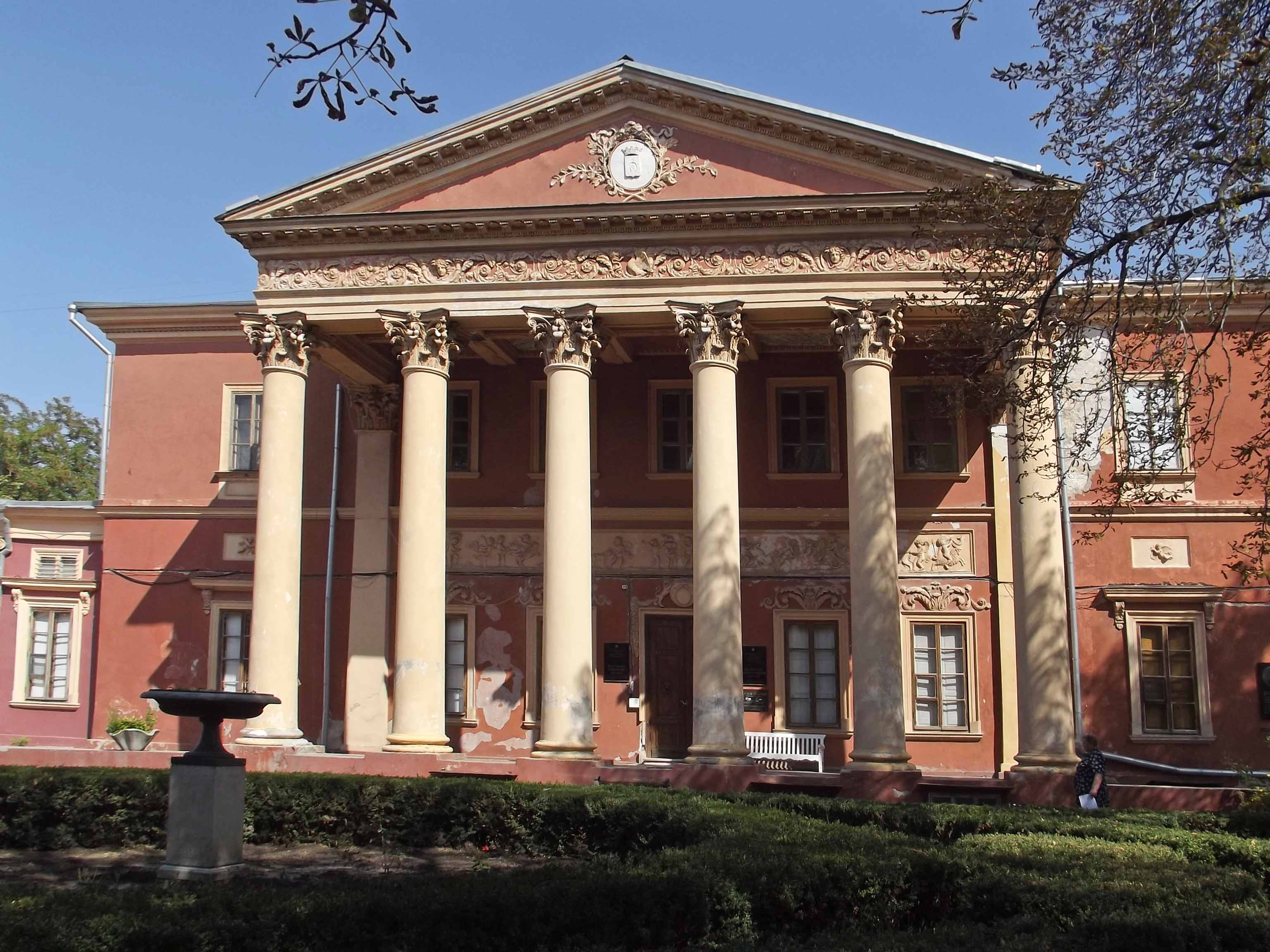
Pałac Olgi Potockiej w Odessie
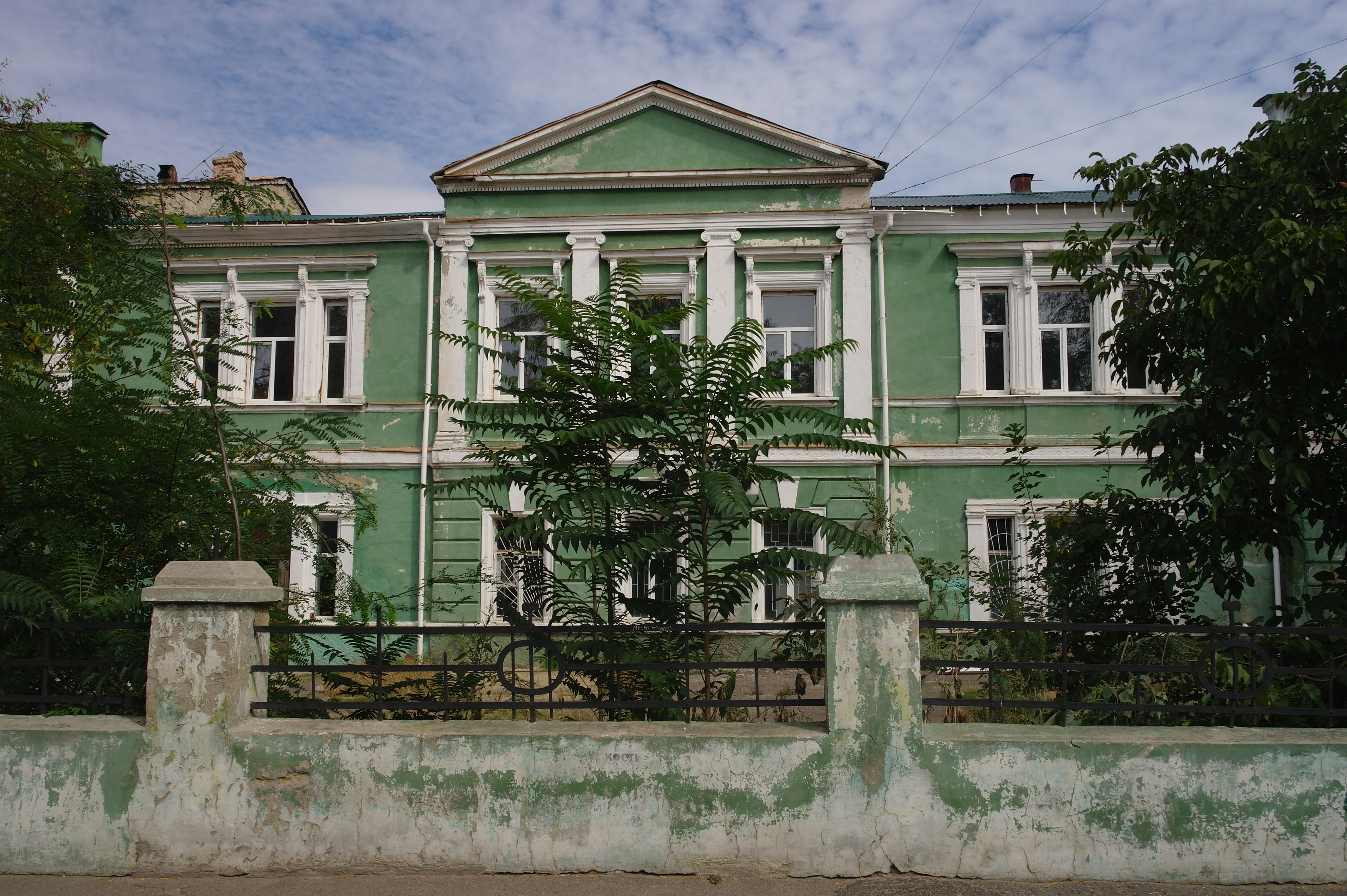
Pałac Aleksandra Potockiego w Odessie
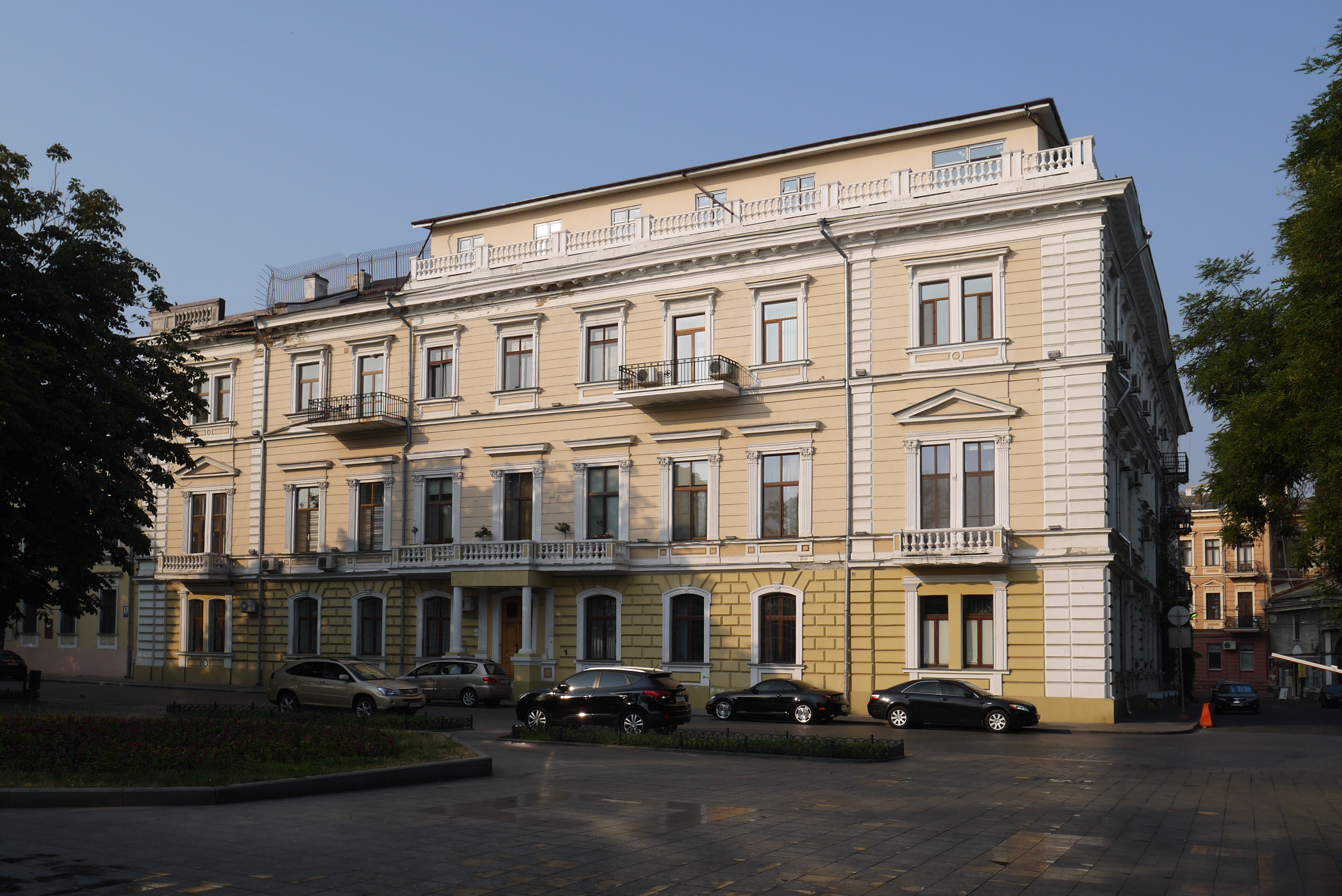
Pałac Bolesława Potockiego w Odessie
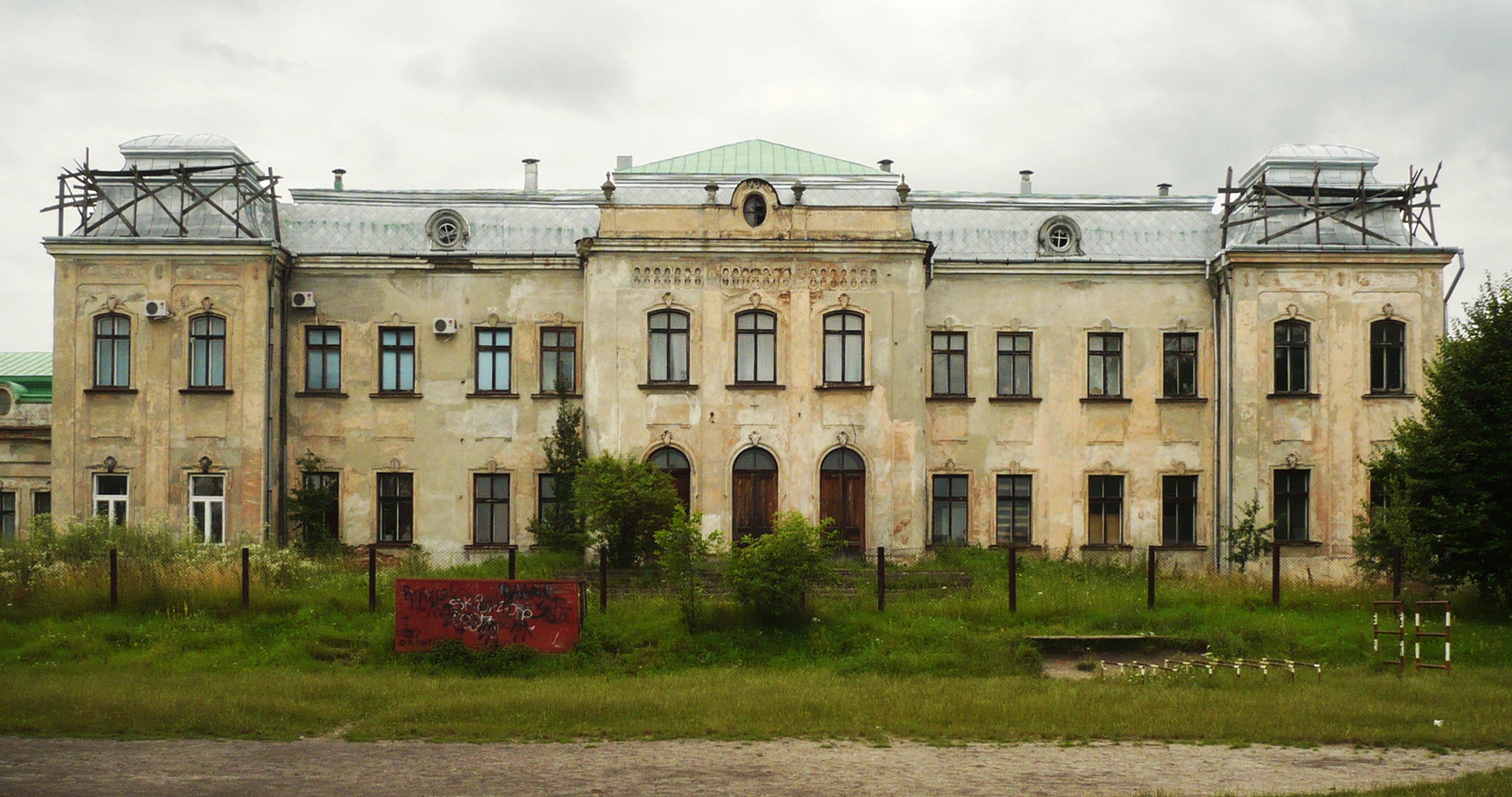
Pałac w Czerwonogrodzie -zaniedbany
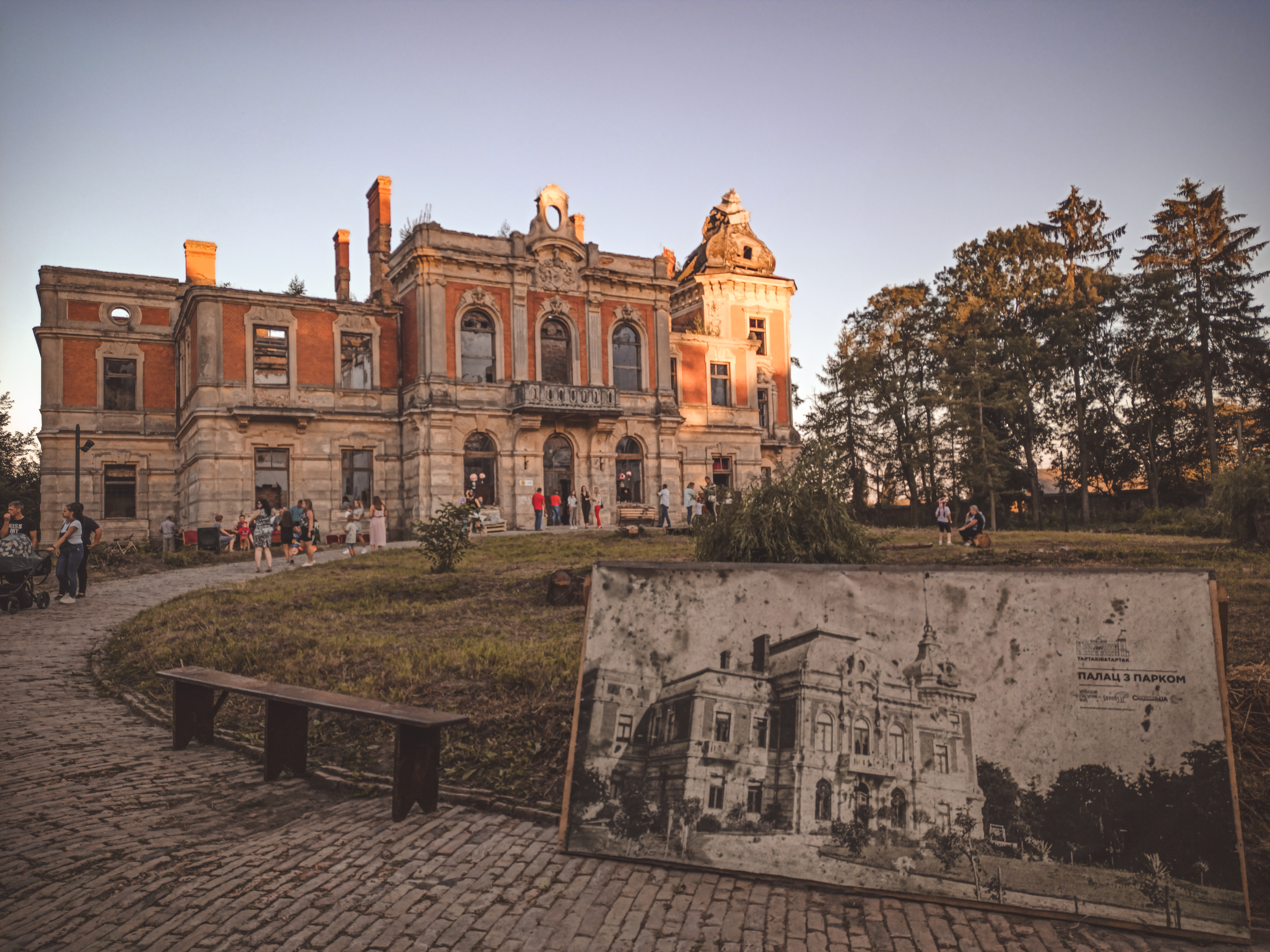
Pałac w Tartakowie -ruina

### Należące do Potockich w historii (poza Polską)

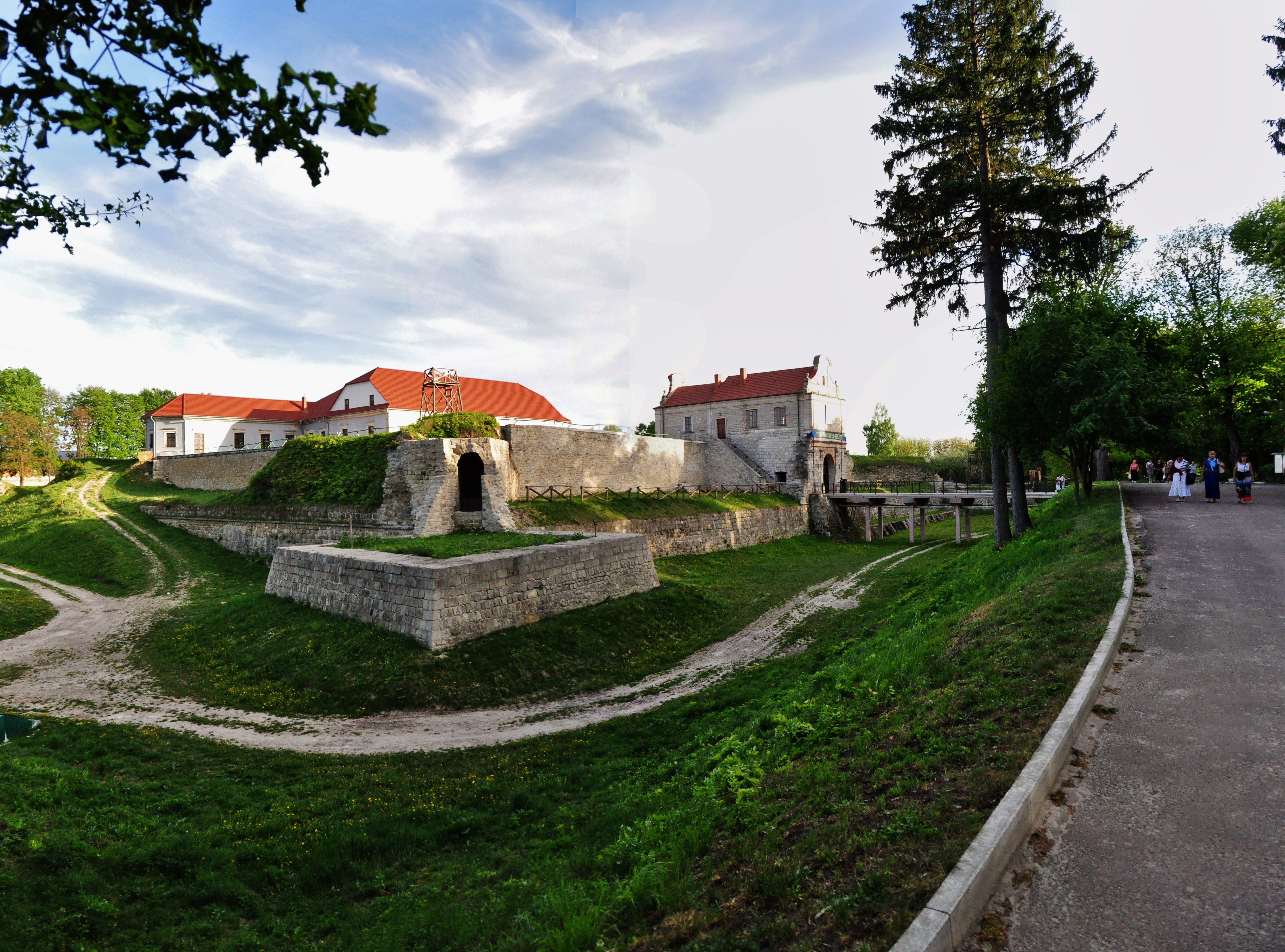
Zamek w Zbarażu
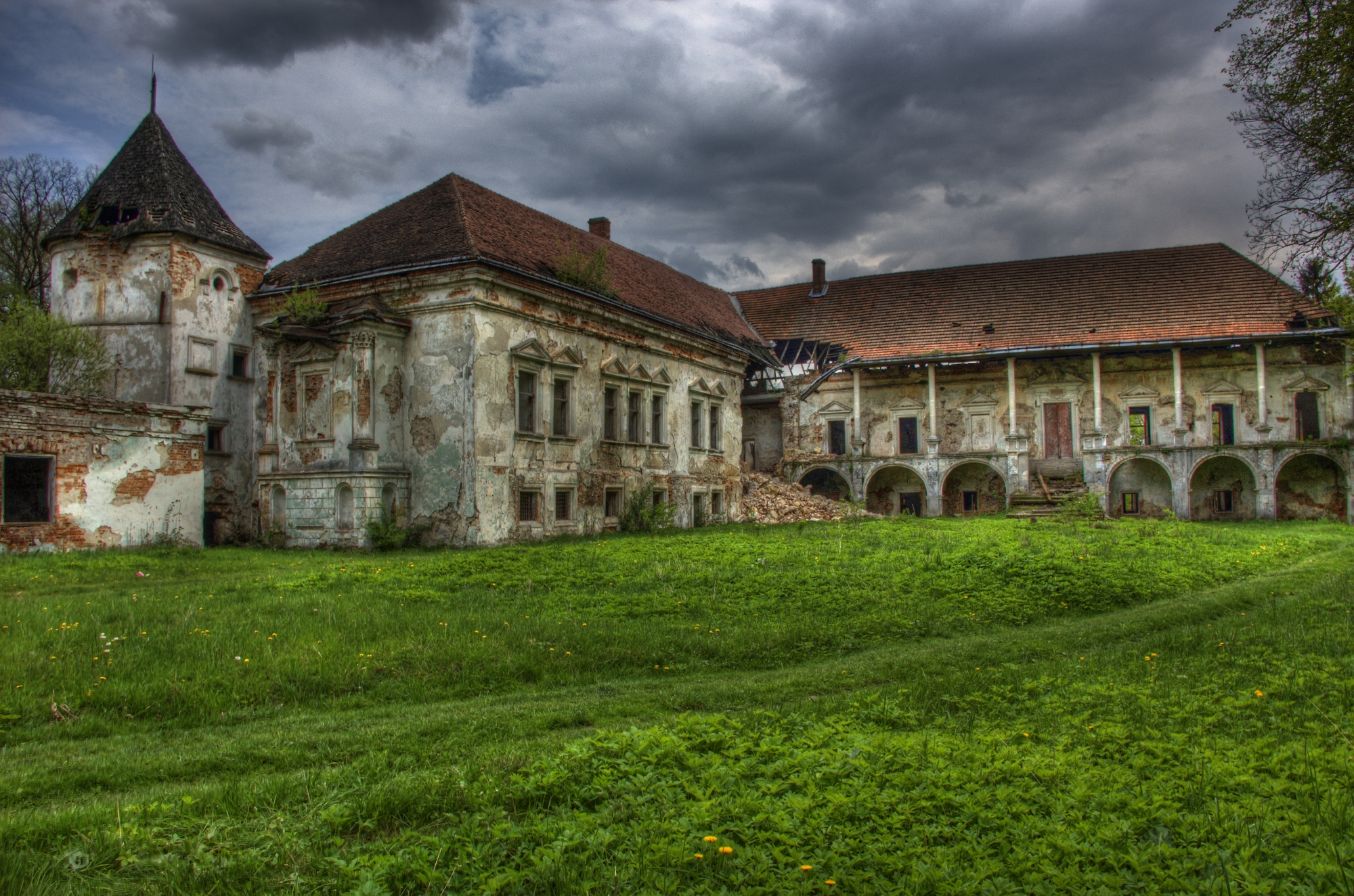
Zamek w Pomorzanach -ruina
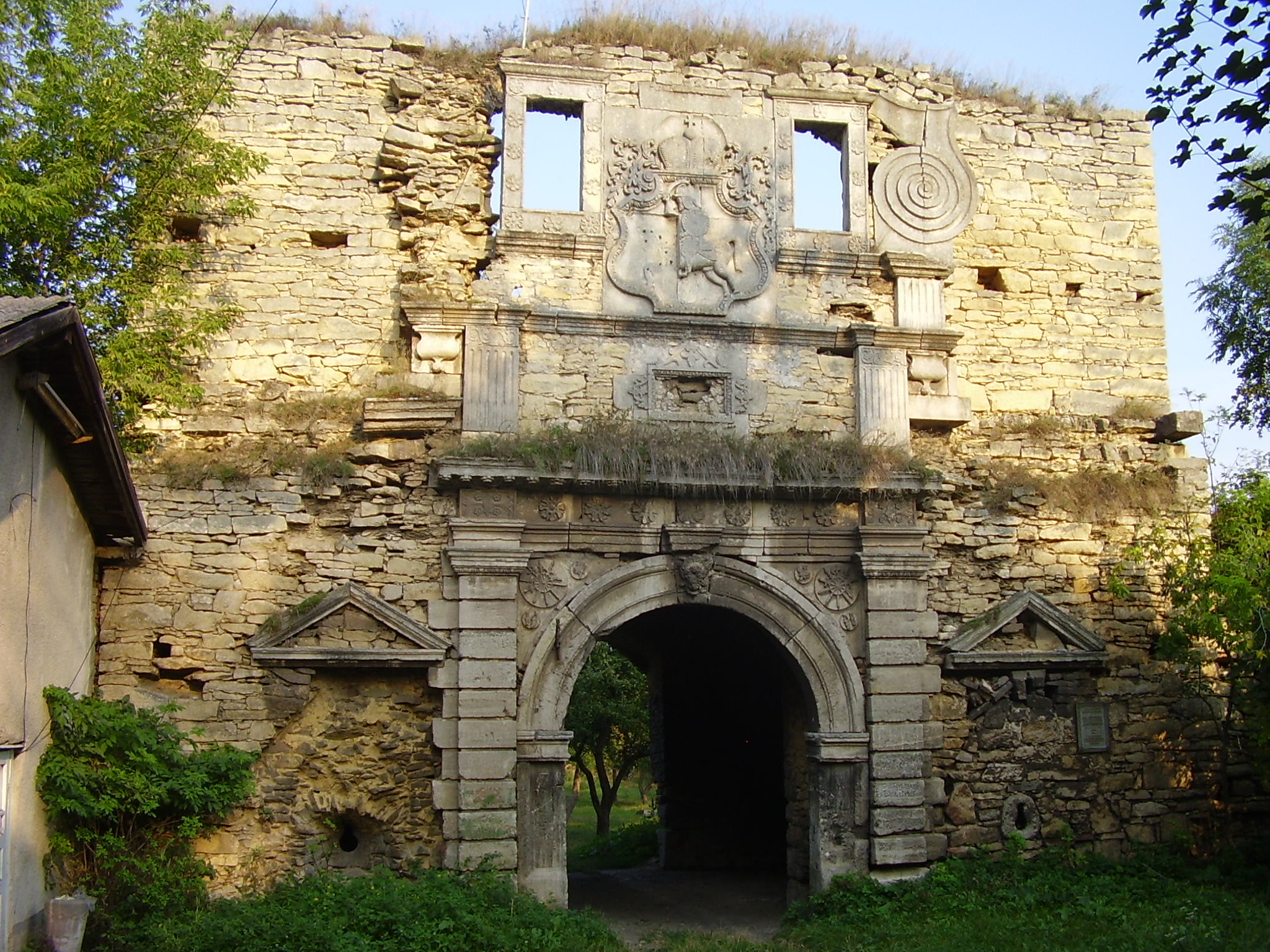
Zamek w Czernelicy -ruina
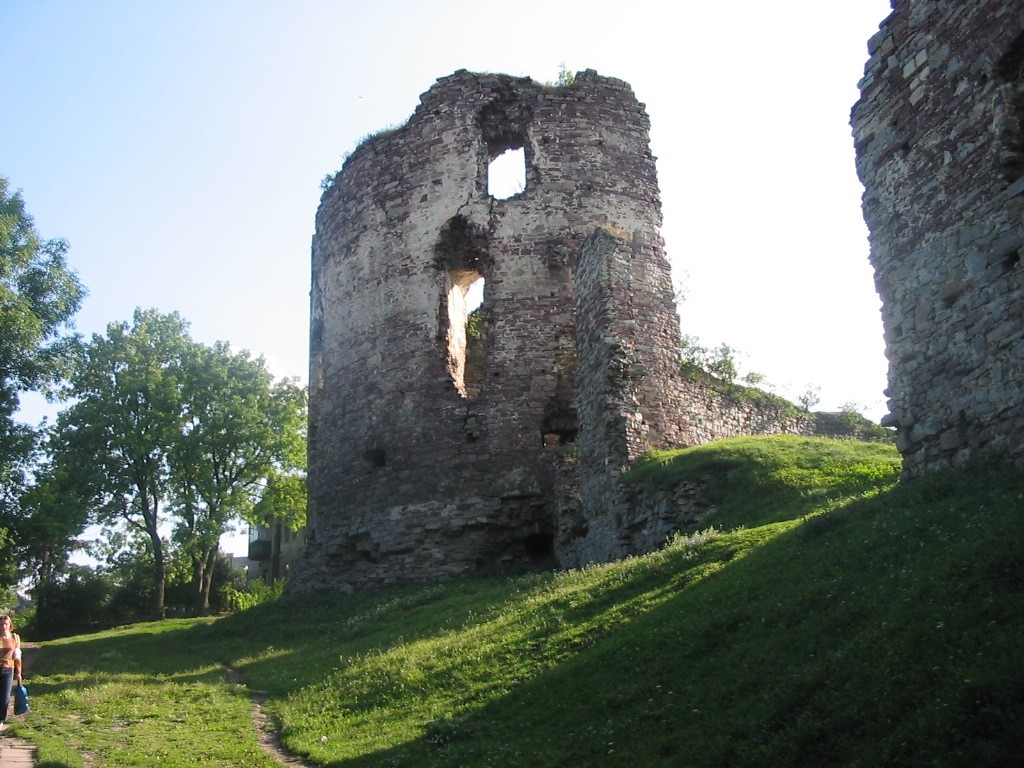
Zamek w Buczaczu -ruina
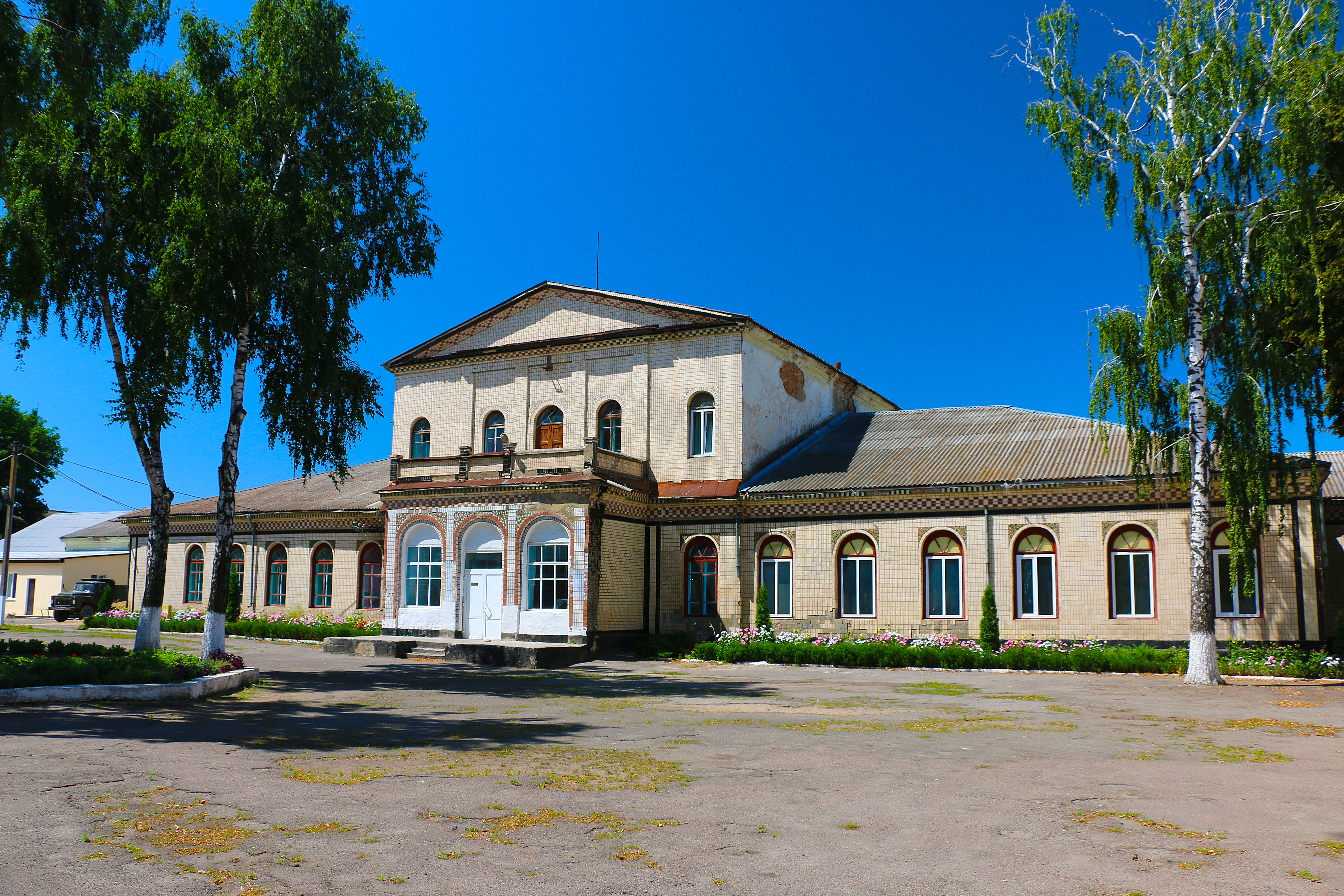
Pałac w Daszowie
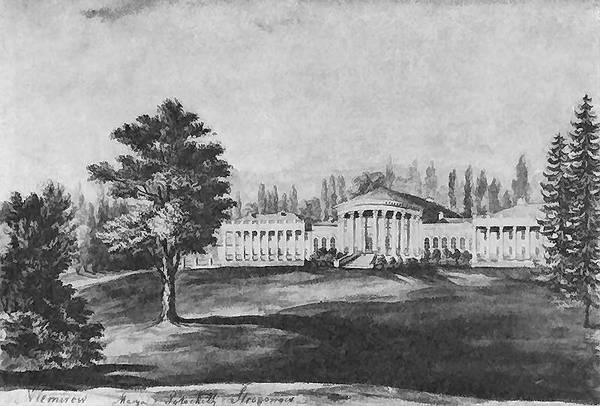
Pałac w Niemirowie -nie istnieje
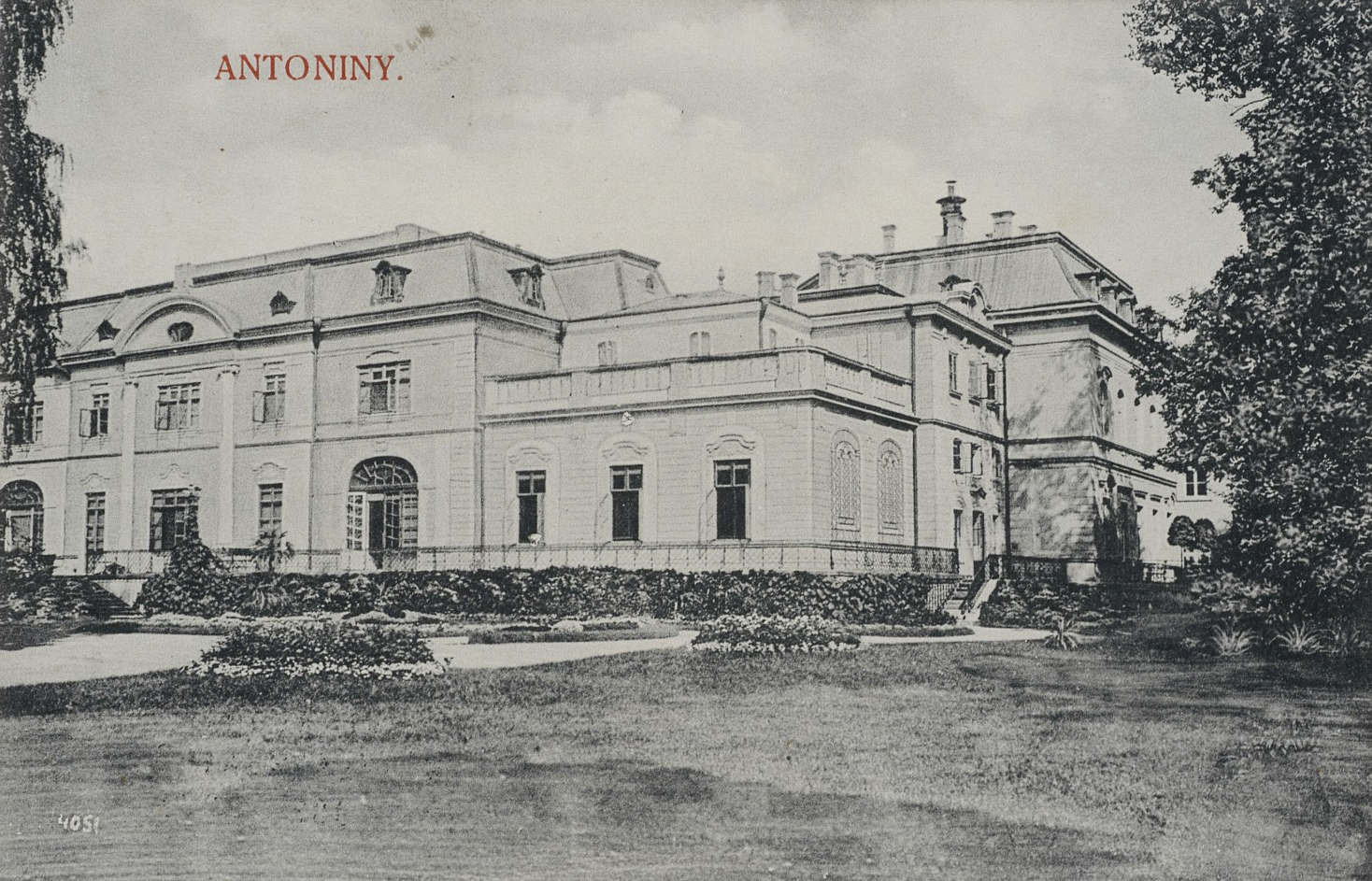
Pałac w Antoninach -nie istnieje
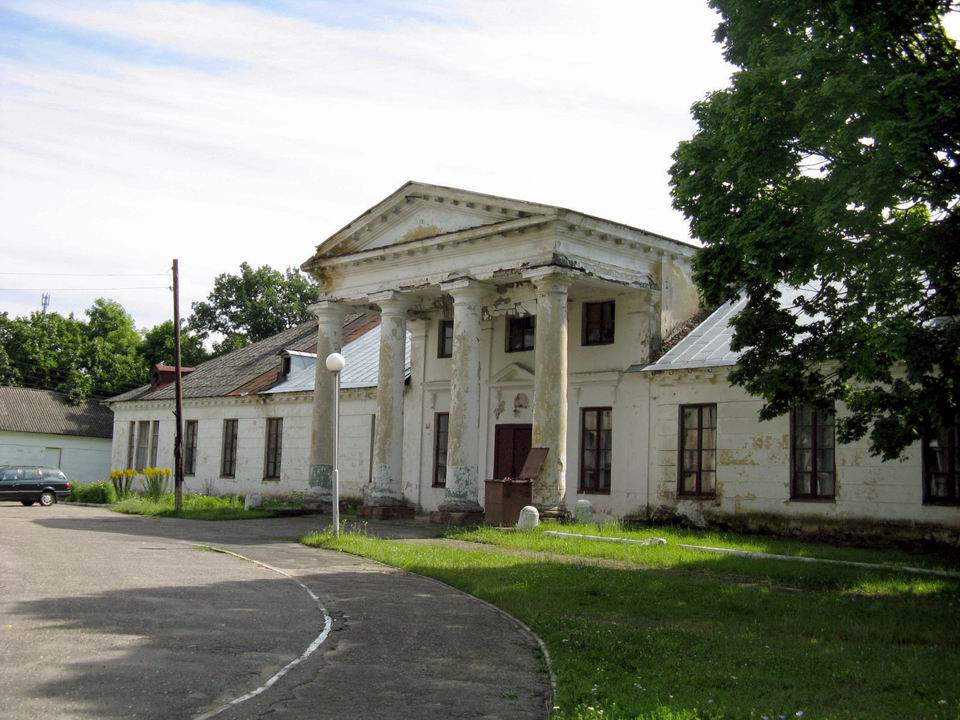
Pałac w Wysokich -zaniedbany
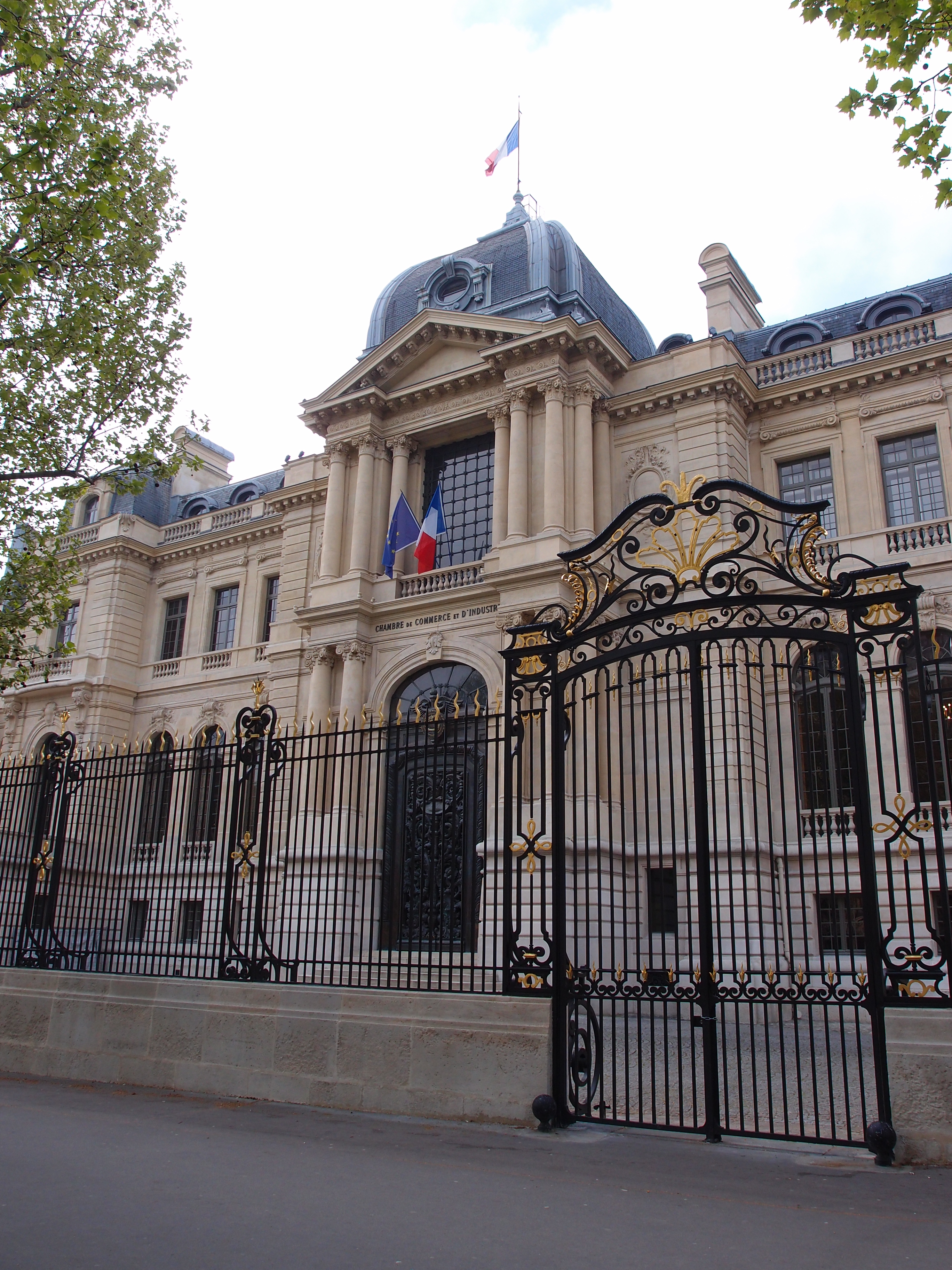
Hôtel Potocki w Paryżu
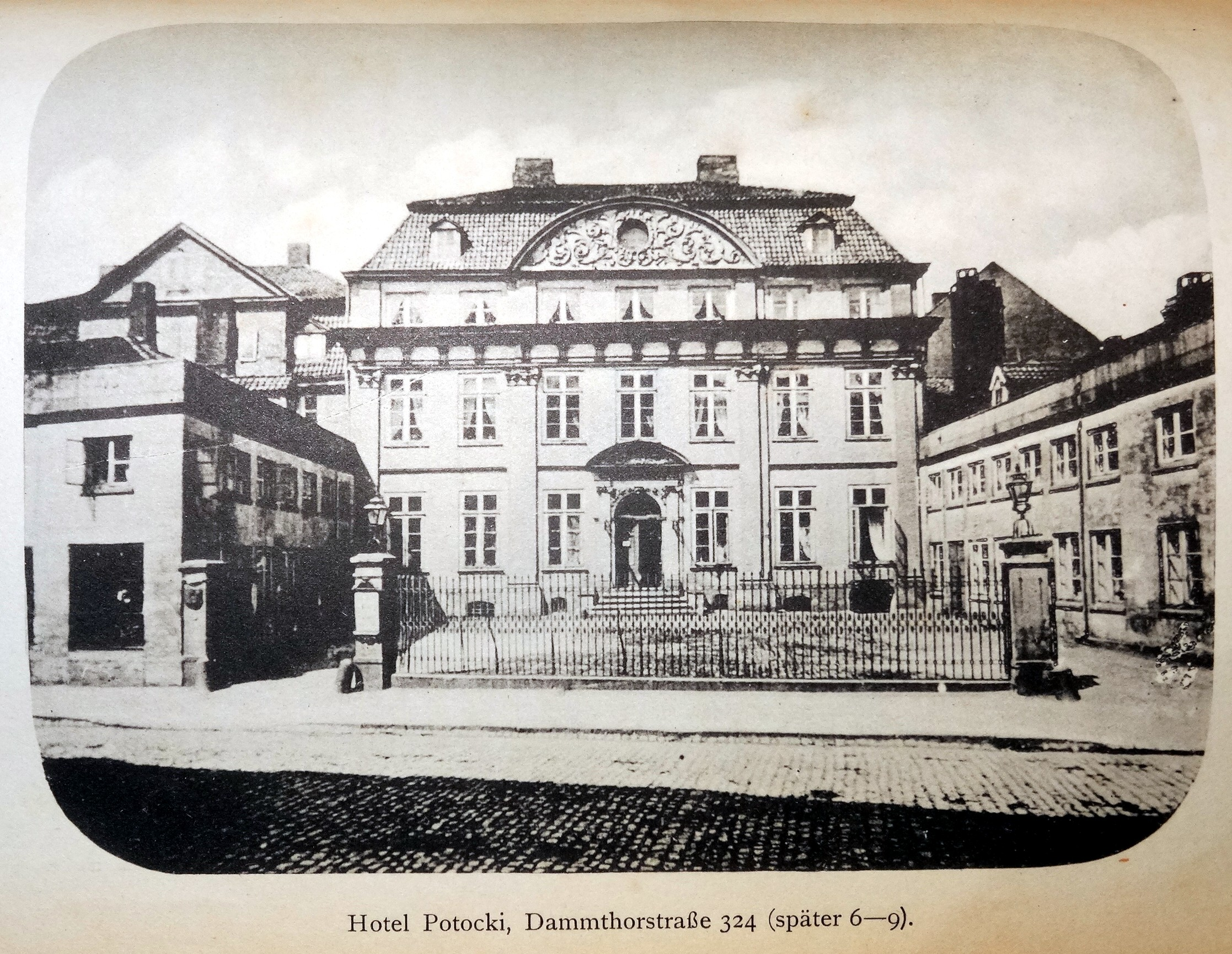
Hotel Potocki w Hamburgu -nie istnieje
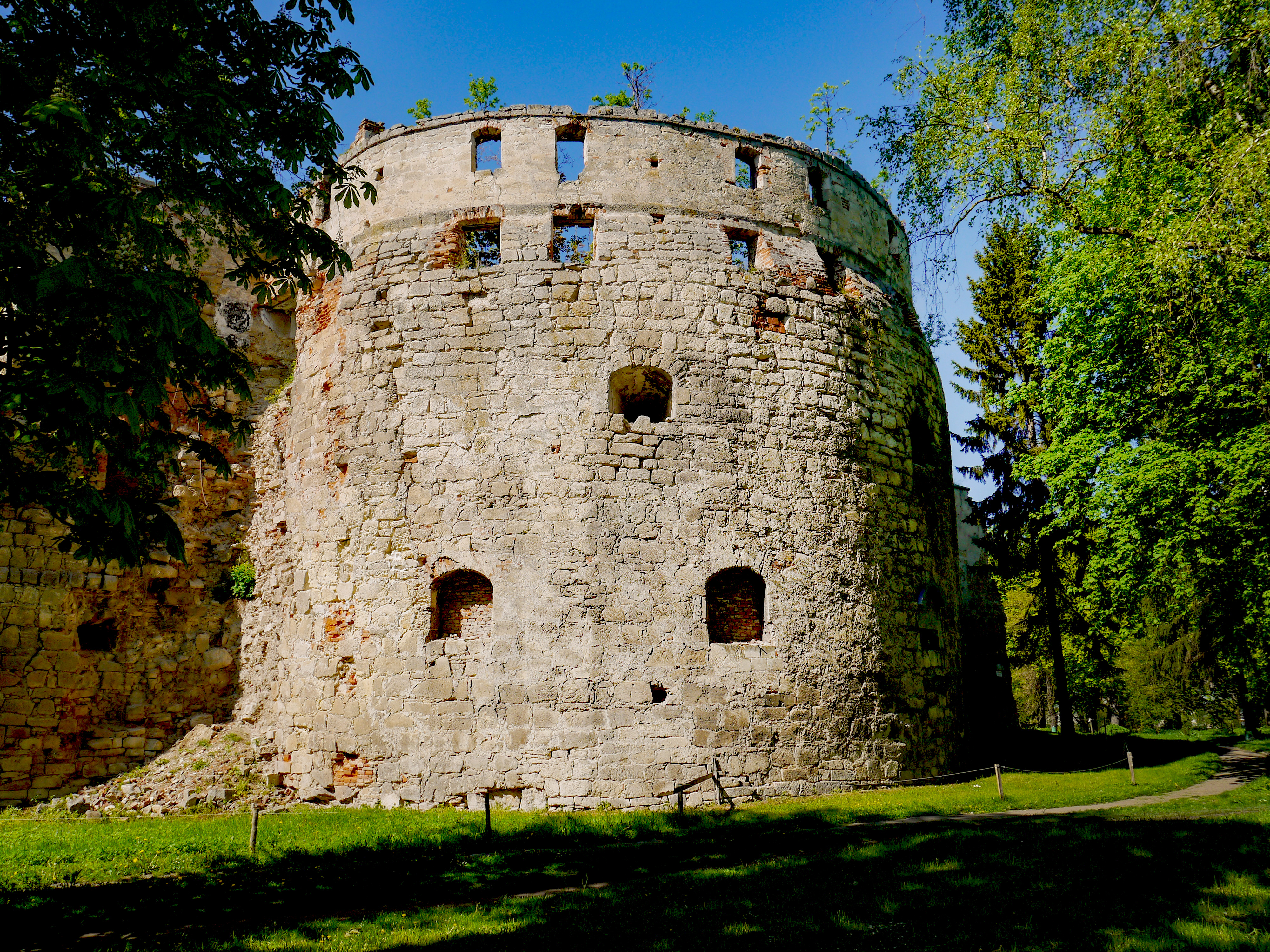
Zamek w Brzeżanach -ruina
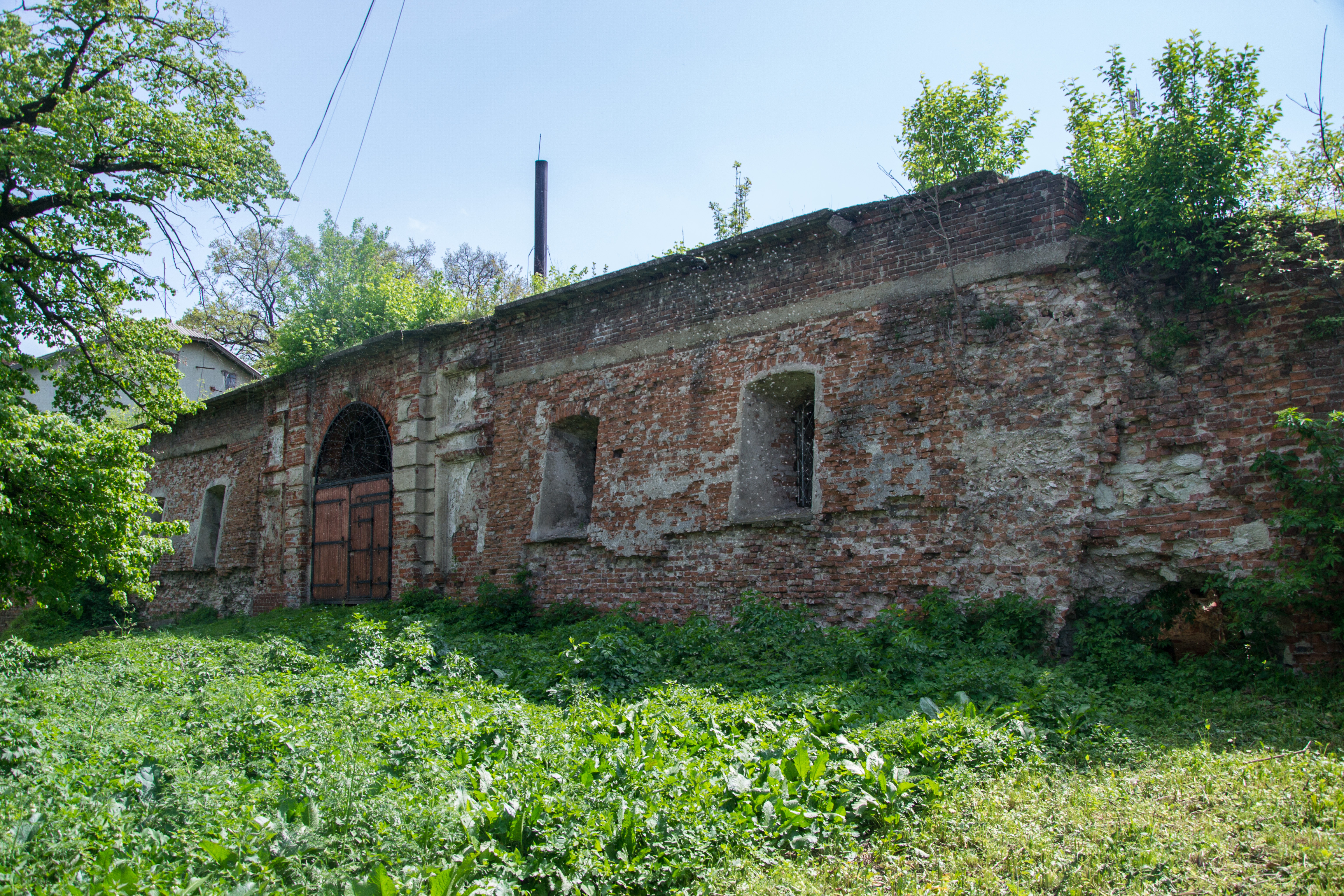
Pałac w Mariampolu[56] -ruina
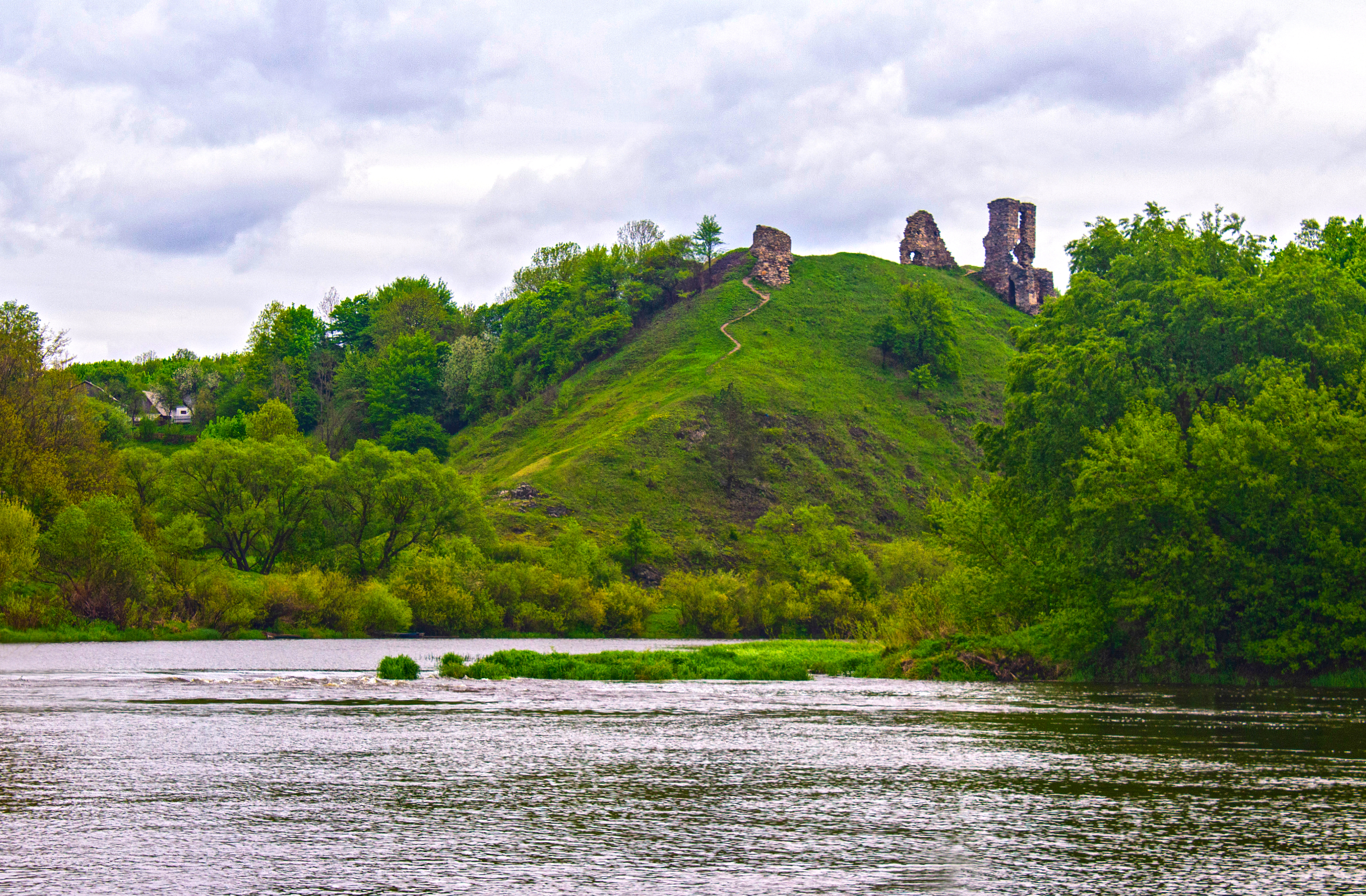
Zamek w Hubkowie -ruina
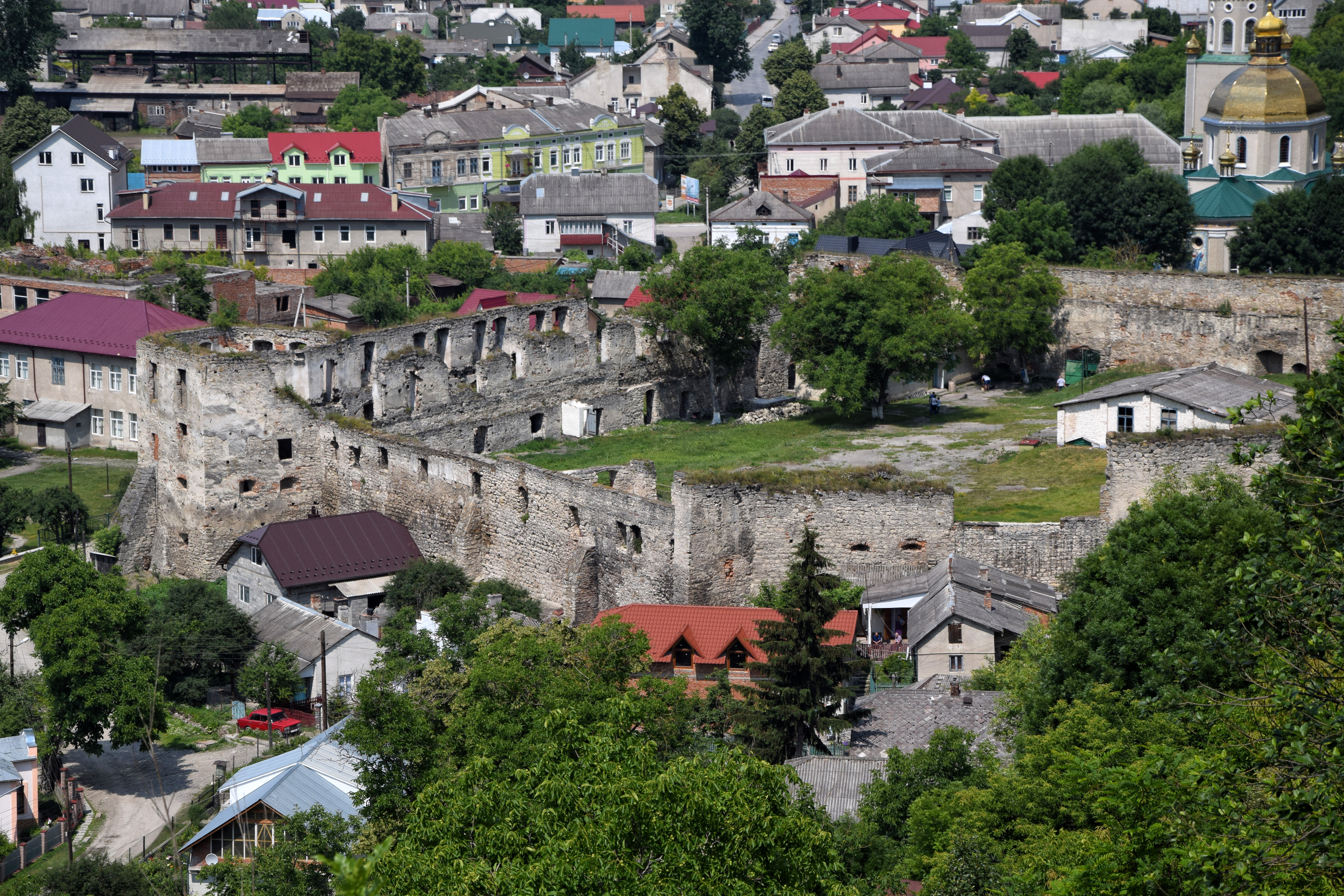
Zamek w Czortkowie -ruina
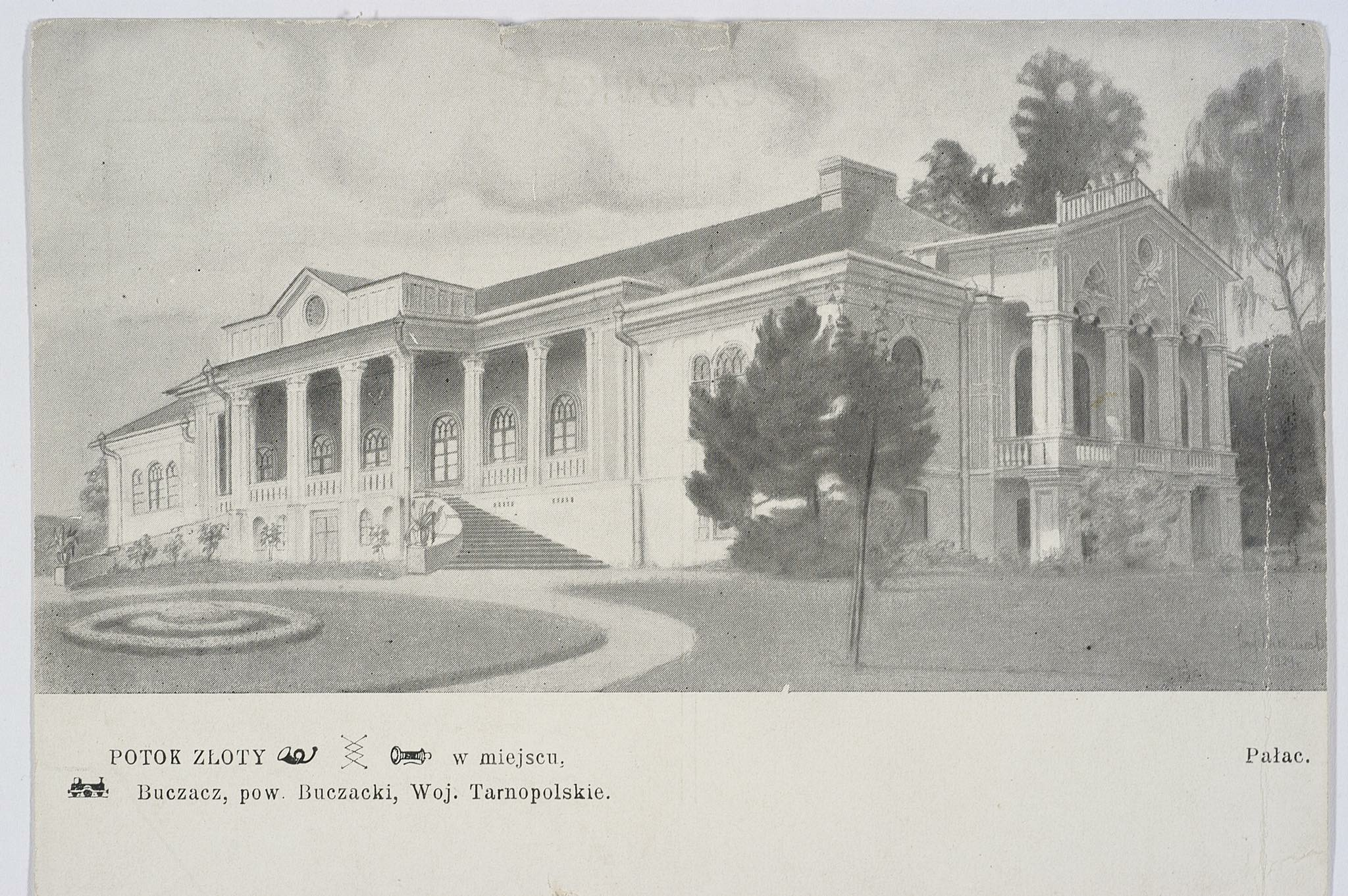
Pałac w Potoku Złotym -ruina

Inne:
- Zamek w Podhajcach (nie istnieje)